# Liste der Biografien/Ant–Anz
Liste der Biografien |
Portal Biografien |
Personensuche
# |
A |
B |
C |
D |
E |
F |
G |
H |
I |
J |
K |
L |
M |
N |
O |
P |
Q |
R |
S |
T |
U |
V |
W |
X |
Y |
Z |
?
 
Aa |
Ab |
Ac |
Ad |
Ae |
Af |
Ag |
Ah |
Ai |
Aj |
Ak |
Al |
Am |
An |
Ao |
Ap |
Aq |
Ar |
As |
At |
Au |
Av |
Aw |
Ax |
Ay |
Az
 
Ana–Anc |
And |
Ane |
Anf |
Ang |
Anh |
Ani |
Anj |
Ank |
Anl |
Anm |
Ann |
Ano |
Anp |
Anq |
Anr |
Ans |
Ant–Anz
Die Liste der Biografien führt alle Personen auf, die in der deutschsprachigen Wikipedia einen Artikel haben. Dieses ist eine Teilliste mit 1222 Einträgen von Personen, deren Namen mit den Buchstaben „Ant“ – „Anz“ beginnt.

## Ant-Anz

### Ant
- Ant Banks, US-amerikanischer Rapper und Musikproduzent
- Ant Wan (* 1998), schwedischer Rapper
- Ant, Adam (* 1954), britischer Musiker und SchauspielerAdam Ant (* 1954)

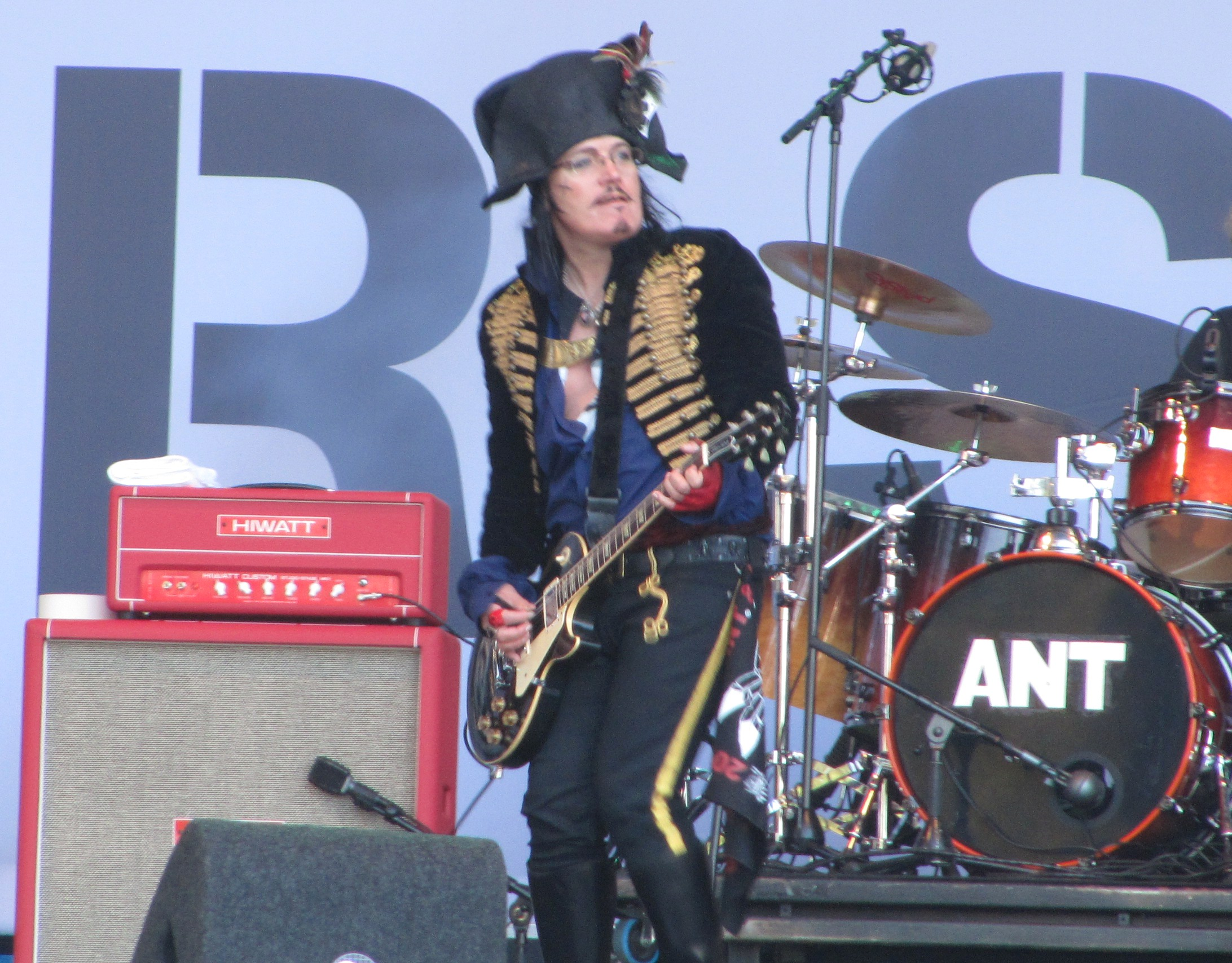
Adam Ant (* 1954)

- Ant, Marc (* 1961), luxemburgischer Hochschullehrer, Wirtschaftspsychologe und Unternehmensberater

#### Anta
- Antaif, Tisir al- (* 1974), saudi-arabischer Fußballtorhüter
- Antaios, antiker griechischer Erzgießer
- Antaki, Patrick (* 1964), libanesischer Skeletonsportler
- Antaki, Paul (1927–2011), ägyptischer Weihbischof
- Antal, Ariane Berthoin (* 1954), Sozialwissenschaftlerin und Hochschullehrerin
- Antal, Frederick (1888–1954), ungarisch-britischer Kunsthistoriker
- Antal, Gergely (* 1985), ungarischer Schachspieler
- Antal, István (1958–2009), rumänischer Eishockeyspieler, -trainer und -funktionär
- Antal, István (* 1984), rumänischer Eishockeyspieler
- Antal, Liviu (* 1989), rumänischer Fußballspieler
- Antal, Milan (1935–1999), slowakischer Astronom
- Antal, Nimród (* 1973), ungarisch-amerikanischer Regisseur, Drehbuchautor und SchauspielerNimród Antal (* 1973)

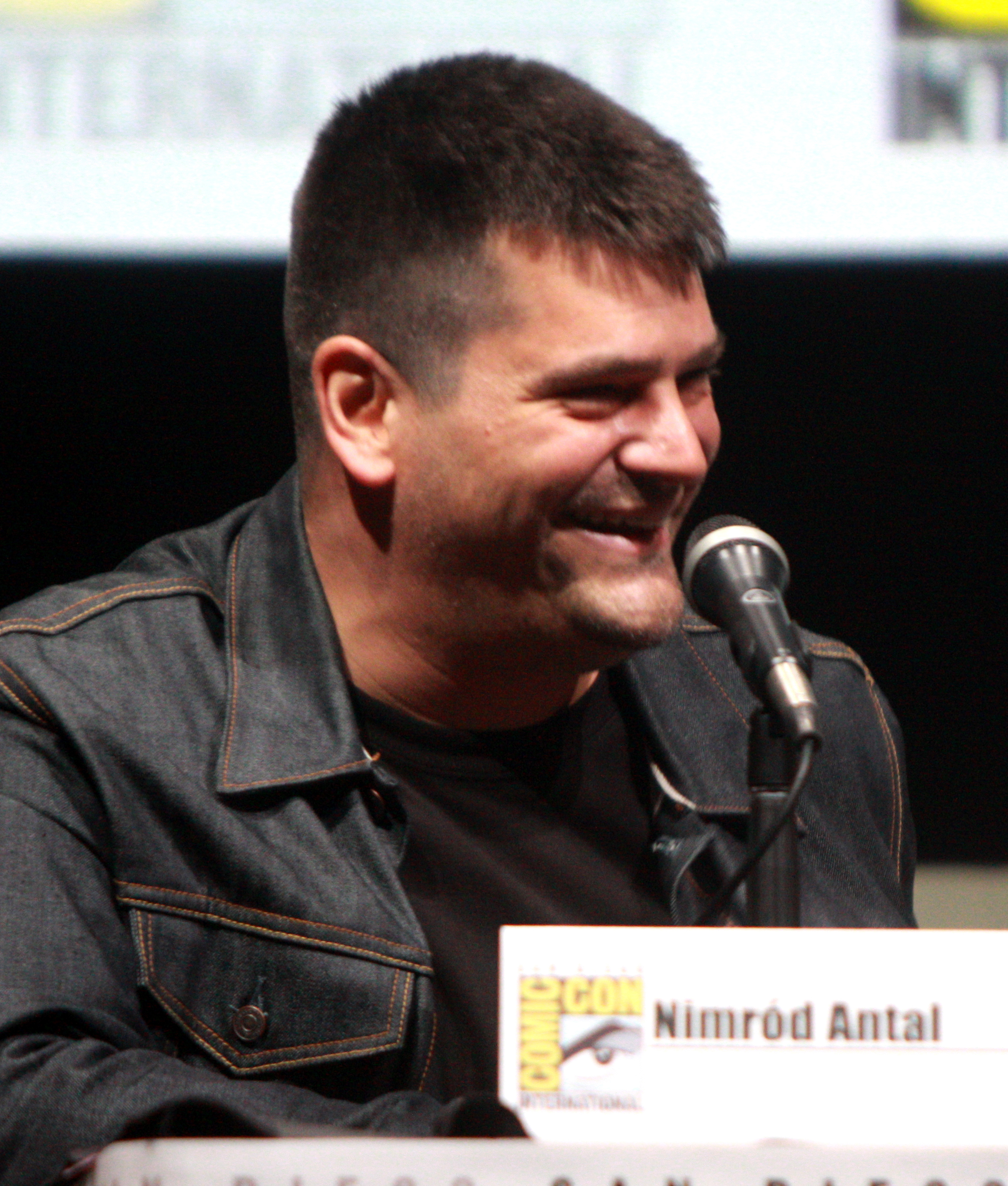
Nimród Antal (* 1973)

- Antal, Róbert (1921–1995), ungarischer Wasserballspieler
- Antal, Sandro (* 1943), ungarischer Bildhauer
- Antal, Zsolt (* 1972), rumänischer Skilangläufer
- Antal, Zsombor (* 1985), rumänischer Eishockeyspieler
- Antalffy, Alexander von (1887–1961), ungarisch-deutscher Filmregisseur, Schauspieler, Maler und Filmarchitekt
- Antalffy, Gabor (* 1937), ungarischer Pianist und Cembalist
- Antalkidas, spartanischer Flottenkommandant und Staatsmann
- Antall, József (1932–1993), ungarischer Politiker (MDF), Ministerpräsident
- Antall, József Senior (1896–1974), ungarischer Jurist und Politiker, Mitglied des Parlaments und Minister
- Antalyalı, Taylan (* 1995), türkischer Fußballspieler
- Antamatten, Marie-Barbe (1745–1816), Schweizer Oberin
- Antamori, Paolo Francesco (1712–1795), italienischer Kardinal der Römischen Kirche und Bischof von Orvieto
- Antamoro, Giulio (1877–1945), italienischer Filmregisseur
- Antanaitis, Jonas Algirdas (1921–2018), litauischer Politiker, Mitglied des Seimas
- Antanaitis, Vaidotas (1928–2018), litauischer Politiker, Mitglied des Seimas, Mitglied des Obersten Sowjets der Sowjetunion
- Antanavičienė, Lina (* 1968), litauische Diplomatin und Botschafterin
- Antanavičius, Juozas (* 1940), litauischer Musikwissenschaftler und Musikpädagoge
- Antanavičius, Kazimieras (1937–1998), litauischer Ökonom und Politiker
- Antaniski, Partenij (* 1970), mazedonischer Geistlicher, Bischof der Mazedonisch-Orthodoxen Kirche und Igumen (Klostervorsteher) des Klosters Sveti Jovan Bigorski
- Antanowitsch, Iwan (* 1937), sowjetischer Politiker, Parteifunktionär, Philosoph und Soziologe
- Antao, Seraphino (1937–2011), kenianischer Sprinter und Hürdenläufer
- Antar, Asya Ramazan († 2016), kurdisch-syrische KämpferinAsya Ramazan Antar († 2016)

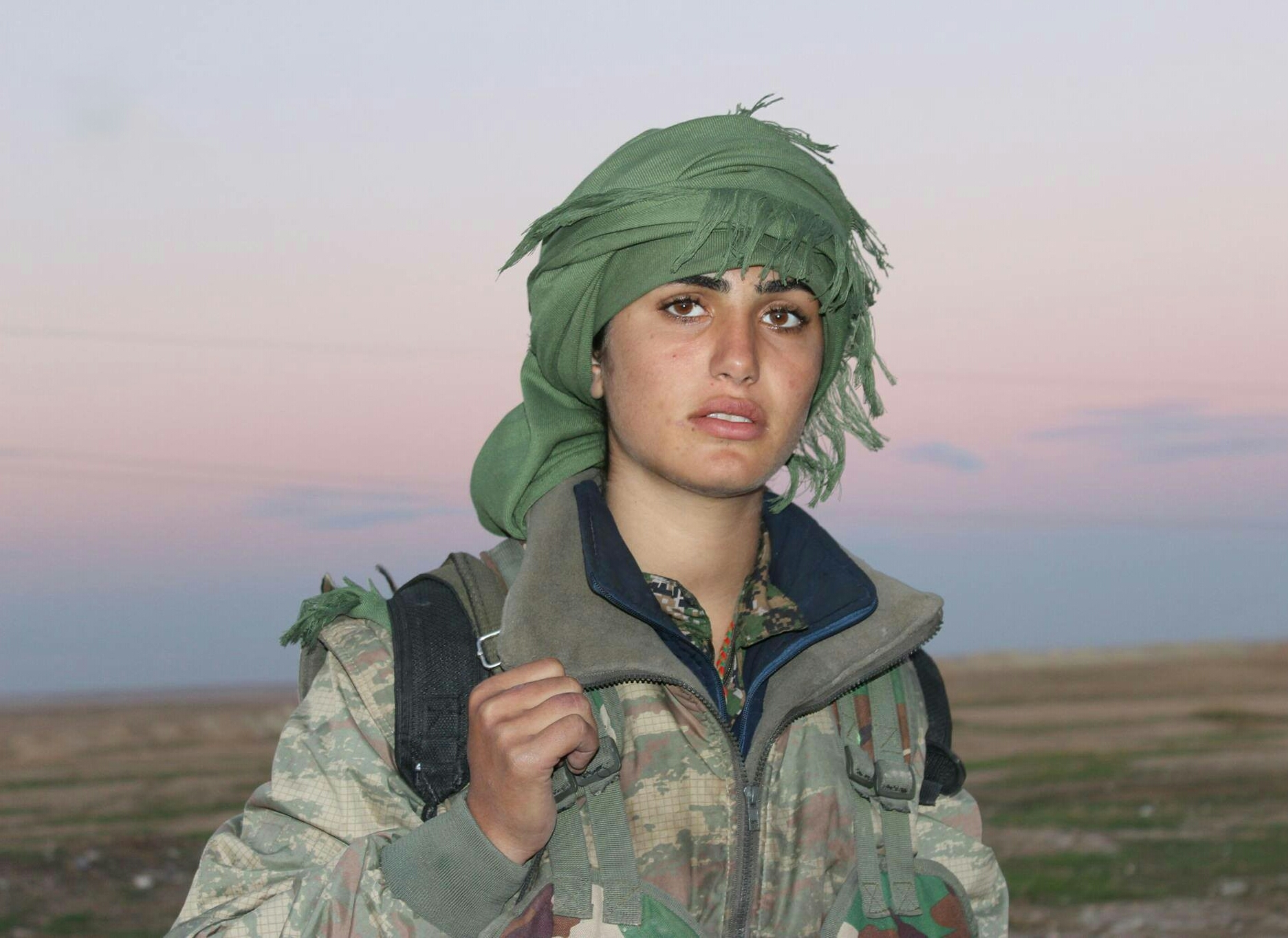
Asya Ramazan Antar († 2016)

- Antar, Roda (* 1980), libanesischer Fußballspieler
- Antara bin Schaddād (525–615), vorislamischer arabischer Dichter
- Antara, Gila (* 1952), deutsche Liedermacherin
- Antaramian, Jacqueline (* 1962), armenische Schauspielerin
- Antariksa, Lulu (* 1995), US-amerikanische Schauspielerin
- Antarini, Silvi (* 1984), indonesische Badmintonspielerin
- Antas, Rodrigo (* 1986), brasilianischer Schauspieler und Synchronsprecher
- Antauer, Martin (* 1967), österreichischer Politiker (FPÖ)

#### Antc
- Antchouet, Henri (* 1979), gabunischer Fußballspieler
- Antczak, Jerzy (* 1929), polnischer Filmregisseur
- Antczak, Lasse (* 1990), deutscher Leichtgewichts-Ruderer
- Antczak, Zdzisław (1947–2019), polnischer Handballspieler und -trainer

#### Ante
- Ante, Christian (* 1978), deutscher Kommunalpolitiker (parteilos)
- Antébi, Albert (1873–1919), syrischer Ingenieur und Schulleiter in Jerusalem
- Antef, altägyptischer Gaufürst; Stammvater der 11. Dynastie
- Antef, Herold
- Antef, Truppenvorsteher
- Antef I., altägyptischer König der 11. Dynastie
- Antef II., altägyptischer König der 11. Dynastie
- Antef III., altägyptischer König der 11. Dynastie
- Antefiqer, altägyptischer Wesir
- Antegnati, Costanzo (1549–1624), italienischer Orgelbauer, Organist, Komponist und Schriftsteller
- Antei, Luca (* 1992), italienischer Fußballspieler
- Anteia, römische Adlige, Gattin des jüngeren Helvidius Priscus
- Anteius Rufus, Publius († 66), römischer Politiker zur Zeit Neros
- Antel, Franz (1913–2007), österreichischer Filmregisseur, Produzent und Autor
- Antelami, Benedetto, italienischer Bildhauer
- Antelmann, Dietrich (1940–2022), deutscher Friedens- und Anti-Atomkraftaktivist
- Antelme, Robert (1917–1990), französischer Schriftsteller
- Antelmo di Chignin (1107–1178), Bischof von Belley
- Antelo, Alberto (* 1998), bolivianischer Sprinter
- Antelo, Víctor Hugo (* 1964), bolivianischer Fußballspieler
- Antelothanasis, griechischer Sportschütze
- Antena, Isabelle (* 1962), französische Sängerin
- Antenbrink, Michael (* 1955), deutscher Politiker (SPD)
- Antenen, Charles (1929–2000), Schweizer Fußballspieler
- Antenen, Georges (1903–1979), Schweizer Radrennfahrer
- Antenen, Meta (* 1949), Schweizer Leichtathletin
- Antener, Bernhard (* 1958), Schweizer Politiker (SP)
- Antenhofer, Christina (* 1973), Südtiroler Historikerin
- Antenor, antiker Grieche
- Antenor, spätarchaischer griechischer Bildhauer
- Anteplioğlu, Kubilay (* 1992), türkischer Fußballtorhüter
- Anter, Andreas (* 1960), deutscher Politikwissenschaftler und Soziologe
- Anter, Andreas (* 1961), deutscher Fußballspieler
- Anter, Musa (1920–1992), kurdisch-türkischer Schriftsteller und Intellektueller
- Anterist, Heinz (1936–2020), deutscher Rechtsanwalt
- Anteros von Alexandria, griechischer Grammatiker
- Anterroches, Alexandre-César d’ (1719–1793), französischer römisch-katholischer Geistlicher und letzter Bischof von Condom
- Anterus († 236), Bischof von Rom
- Antes, Adam (1891–1984), deutscher Bildhauer und Grafiker
- Antes, Brigitte (* 1951), deutsche Musicaldichterin
- Antes, Gerd (* 1949), deutscher Medizin-Statistiker
- Antes, Gregor (* 1939), Schweizer Physiker und Erfinder
- Antes, Hilde (1929–2016), deutsche Leichtathletin
- Antes, Horst (* 1936), deutscher Maler, Grafiker und Bildhauer
- Antes, Peter (* 1942), deutscher Religionswissenschaftler
- Antes, Wolfgang (* 1944), deutscher Politiker (CDU), MdA
- Antes-Scotti, Marlis (* 1931), deutsche Bildhauerin und Zeichnerin
- Antesberger, Günther (1943–2024), österreichischer Musikwissenschaftler, Komponist, Musiker, Autor, Moderator und Musikredakteur
- Antesperg, Johann Balthasar (1682–1765), österreichischer Gelehrter und Schriftsteller
- Antetokounmpo, Alex (* 2001), griechisch-nigerianischer Basketballspieler
- Antetokounmpo, Giannis (* 1994), griechischer BasketballspielerGiannis Antetokounmpo (* 1994)

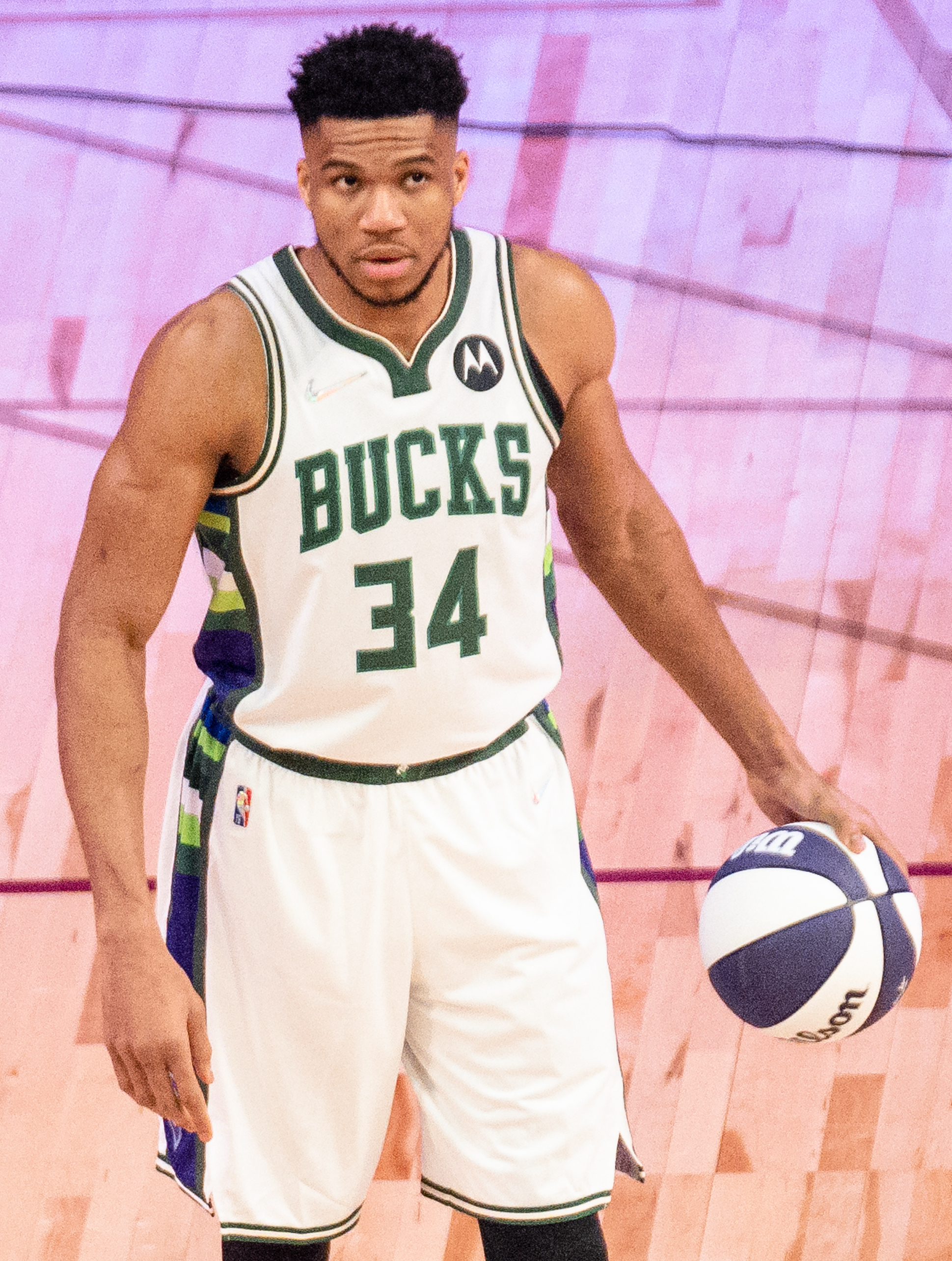
Giannis Antetokounmpo (* 1994)

- Antetokounmpo, Kostas (* 1997), griechischer Basketballspieler
- Antetokounmpo, Thanasis (* 1992), griechischer Basketballspieler
- Antevs, Ernst Valdemar (1888–1974), schwedischer Paläobotaniker
- Antezana y Rojas, Abel Isidoro (1886–1968), römisch-katholischer Bischof von La Paz

#### Anth
- Anthamatten, Fabrice (* 1974), französisch-schweizerischer Krimineller
- Anthamatten, Martin (* 1984), Schweizer Skibergsteiger
- Anthamatten, Simon (* 1983), Schweizer Skibergsteiger
- Anthamatten, Sophie (* 1991), Schweizer Eishockeytorhüterin, Schiedsrichterin und Trainerin
- Antheil, George (1900–1959), US-amerikanischer Pianist, Komponist, Erfinder
- Antheil, Henry W. Jr. (1912–1940), US-amerikanischer Botschaftsmitarbeiter, Opfer des Zweiten Weltkrieges
- Anthelm, Bischof von Passau
- Anthelmy, Charles-Octavien d‘ (1668–1752), französischer Bischof
- Anthemiolus († 471), Sohn des weströmischen Kaisers Anthemius
- Anthemios von Tralleis, griechischer Mathematiker, Gelehrter und Architekt
- Anthemius, römischer Politiker der Spätantike
- Anthemius († 472), weströmischer KaiserAnthemius († 472)

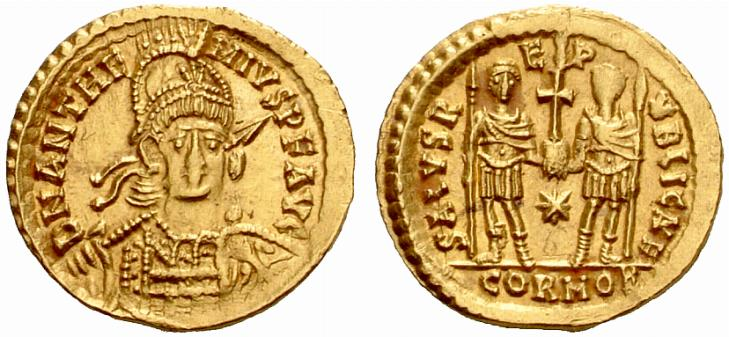
Anthemius († 472)

- Anthemius Isidorus, Flavius, römischer Konsul 436
- Anthen, Jakob von († 1678), deutscher Jurist und Oberaltensekretär der Hansestadt Hamburg
- Anthes, Eduard (1859–1922), deutscher Archäologe
- Anthes, Georg (1863–1922), deutscher Geiger, Opernsänger (Mezzosopran und Tenor) und Theaterregisseur
- Anthès, Georges-Charles de Heeckeren d’ (1812–1895), französischer Diplomat und Alexander Puschkins DuellgegnerGeorges-Charles de Heeckeren d’Anthès (1812–1895)

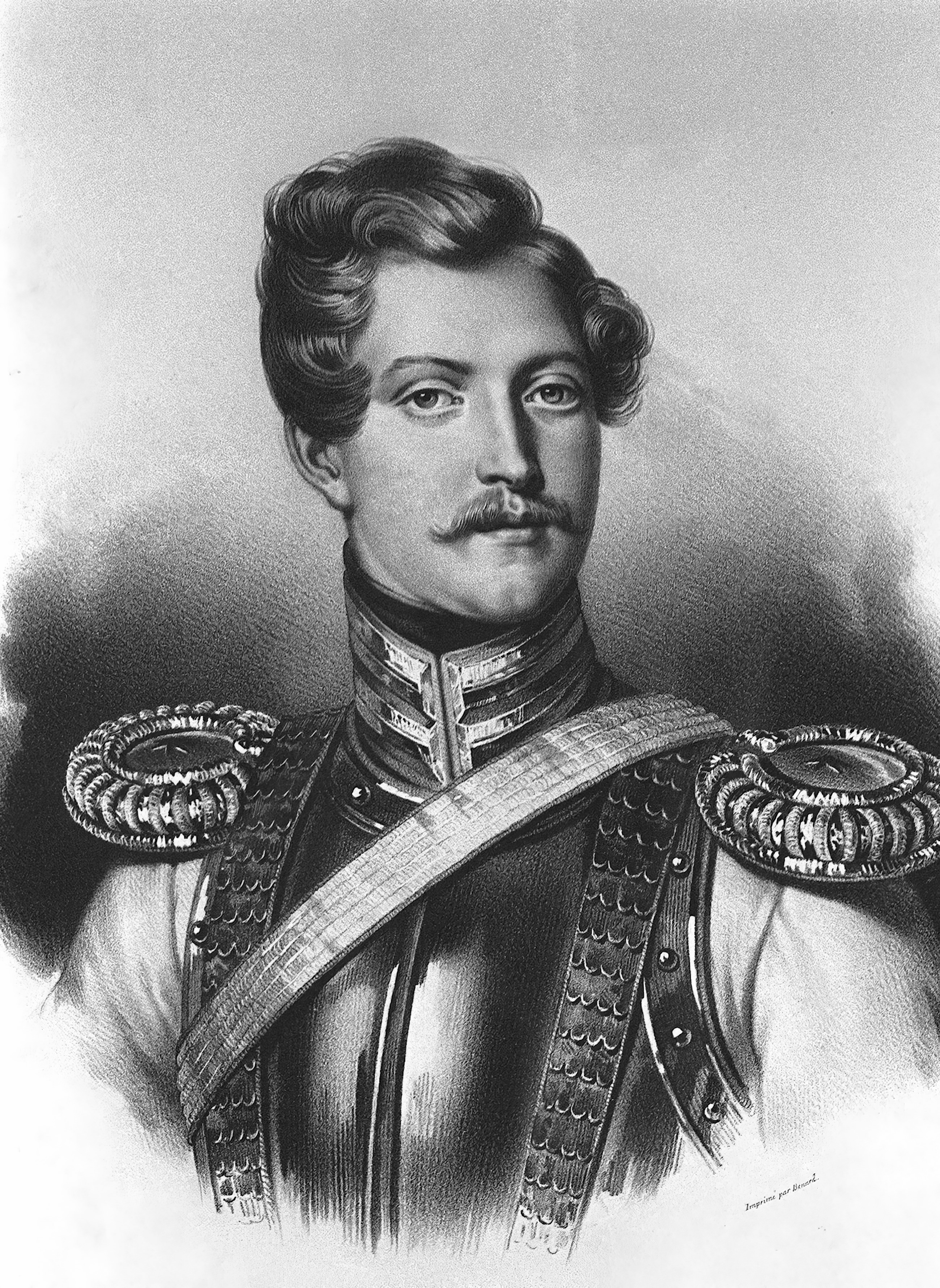
Georges-Charles de Heeckeren d’Anthès (1812–1895)

- Anthes, Holger (* 1962), deutscher Fußballspieler
- Anthes, Johann Ludwig (1790–1849), Politiker Freie Stadt Frankfurt
- Anthes, Otto (1867–1954), deutscher Pädagoge und Schriftsteller
- Anthes, Rudolf (1896–1985), deutscher Ägyptologe
- Anthes, Siegfried (1861–1925), deutscher evangelischer Theologe und Superintendant
- Anthes, Stefanie (* 1986), deutsche Wasserspringerin
- Anthes, Wilhelm (1877–1934), deutscher Politiker, Landtagsabgeordneter im Volksstaat Hessen
- Anthianus, Furius, spätklassischer Jurist
- Anthierens, Johan (1937–2000), belgischer Journalist und Schriftsteller
- Anthim der Iberer (1650–1716), orthodoxer Theologe und Metropolit der Ungaro-Wallachei
- Anthim I. (1816–1888), bulgarischer Prälat, Politiker, Exarch und Oberhaupt der bulgarisch-orthodoxen Kirche
- Anthimos I., Patriarch von Konstantinopel (535–536)
- Anthimus, griechischer Arzt
- Anthing, Carl Heinrich Wilhelm (1766–1823), deutscher Offizier, zuletzt Generalleutnant, in niederländischen Diensten
- Anthing, Johann Friedrich (1753–1805), deutscher Silhouetteur
- Anthiome, Eugène (1836–1916), französischer Komponist
- Anthis von Leiningen (1422–1475), Propst
- Anthofer, Michael, Zinn- und Glockengießer in Wien
- Anthofer, Oliver (* 1967), österreichischer Behindertensportler
- Anthoff, Gerd (* 1946), deutscher Fernseh- und TheaterschauspielerGerd Anthoff (* 1946)

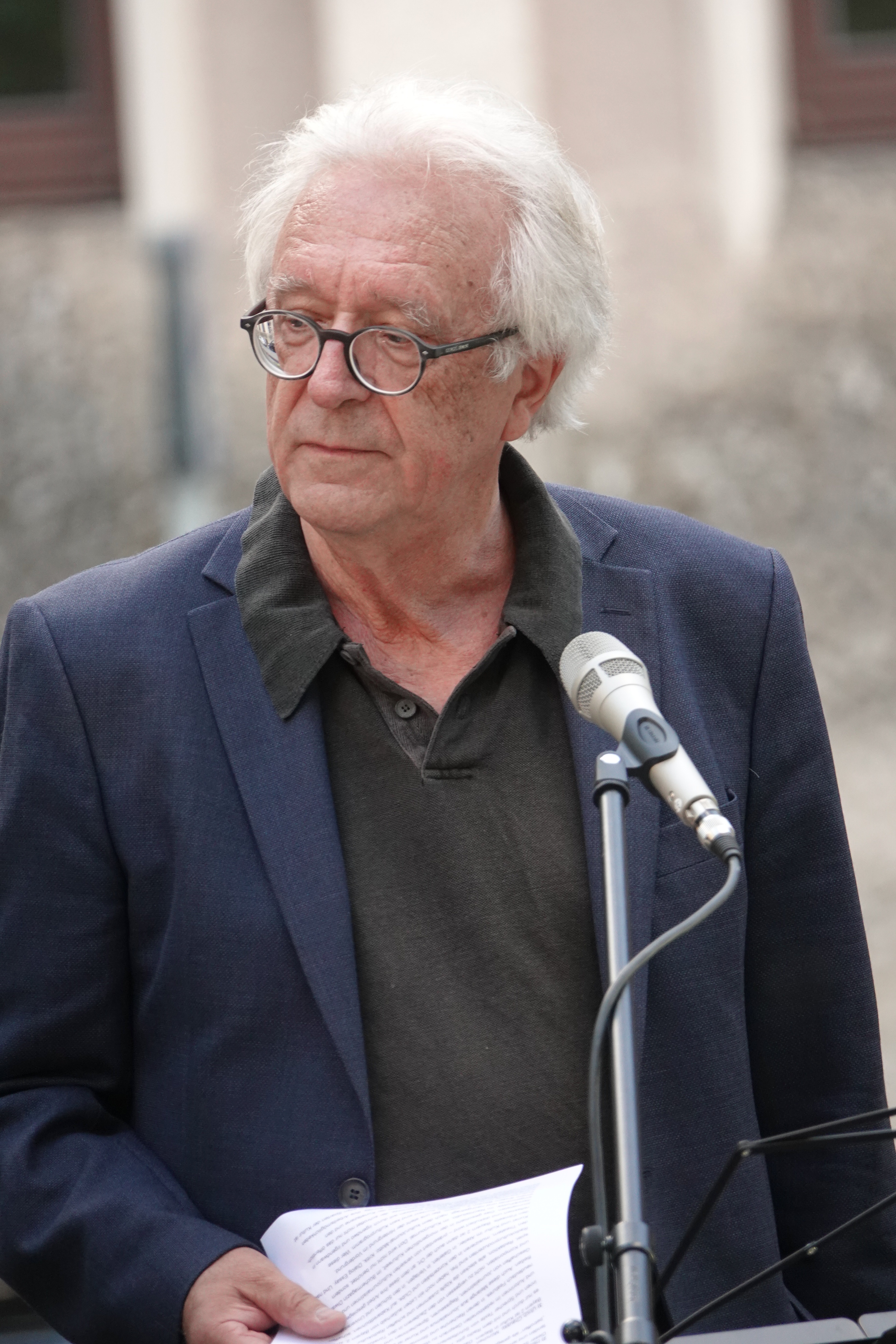
Gerd Anthoff (* 1946)

- Anthoine, François (1860–1944), französischer Offizier, zuletzt Général de division
- Antholian, christlicher Märtyrer und Heiliger
- Antholis, Kary (* 1962), US-amerikanischer Filmproduzent
- Antholz, Heinz (1917–2011), deutscher Historiker, Musikpädagoge und Hochschullehrer
- Antholzer, Philipp (* 1987), italienischer Naturbahnrodler
- Anthon, Charles (1797–1867), US-amerikanischer Klassischer Philologe
- Anthonessen, Regine (* 1995), norwegische Schauspielerin und Handballspielerin
- Anthoni, Alphons (* 1808), deutscher Politiker, Landrat des Kreises Monschau
- Anthoni, Julius, deutscher Orgelbauer
- Anthonioz, Déborah (* 1978), französische Snowboarderin
- Anthonioz, Marcel (1911–1976), französischer Politiker, Mitglied der Nationalversammlung und Staatssekretär
- Anthonipillai, Bastiampillai (1886–1964), sri-lankischer römisch-katholischer Priester, Ordensgründer der Rosarianer
- Anthonis, Lode (1922–1992), belgischer Radrennfahrer
- Anthonissen, Arnoldus van, niederländischer Maler
- Anthonissen, Hendrick van, niederländischer Maler
- Anthonissen, Louis-Joseph (1849–1913), belgischer Maler des Orientalismus
- Anthonisz, Adriaan († 1620), niederländischer Kartograph, Landvermesser, Mathematiker und Festungsingenieur
- Anthonisz., Cornelis († 1553), niederländischer Maler und Kartograph
- Anthony B (* 1976), jamaikanischer Dancehall-InterpretAnthony B (* 1976)

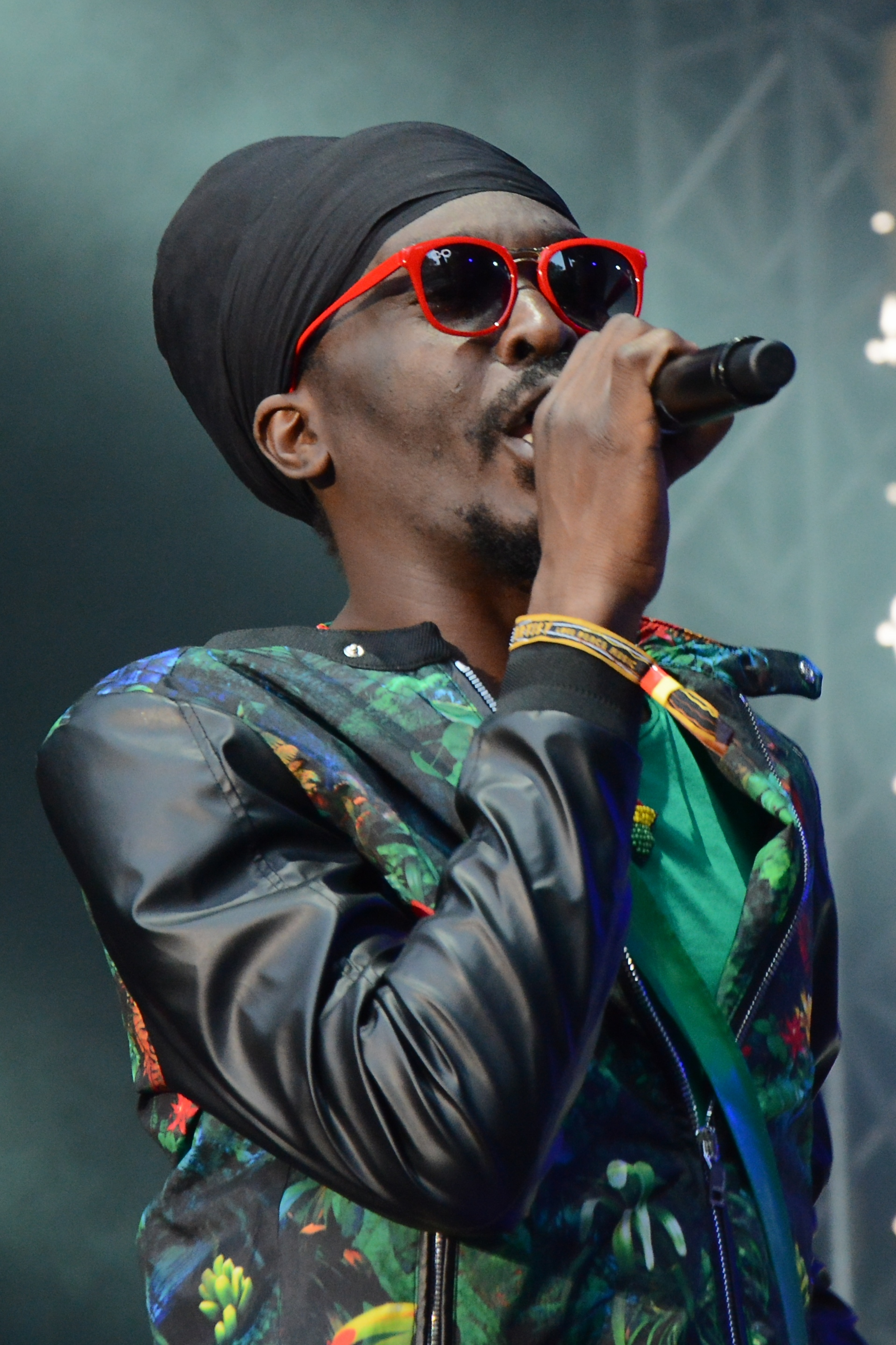
Anthony B (* 1976)

- Anthony, Albert J. (1901–1947), deutscher Internist und Hochschullehrer
- Anthony, Asmus († 1712), deutscher Gärtner und Landschaftsarchitekt
- Anthony, Beryl Jr. (1938–2025), US-amerikanischer Politiker
- Anthony, Bill (* 1930), US-amerikanischer Jazz-Bassist
- Anthony, BJ (* 1988), neuseeländisch-britischer Basketballspieler
- Anthony, Carmelo (* 1984), US-amerikanischer BasketballspielerCarmelo Anthony (* 1984)

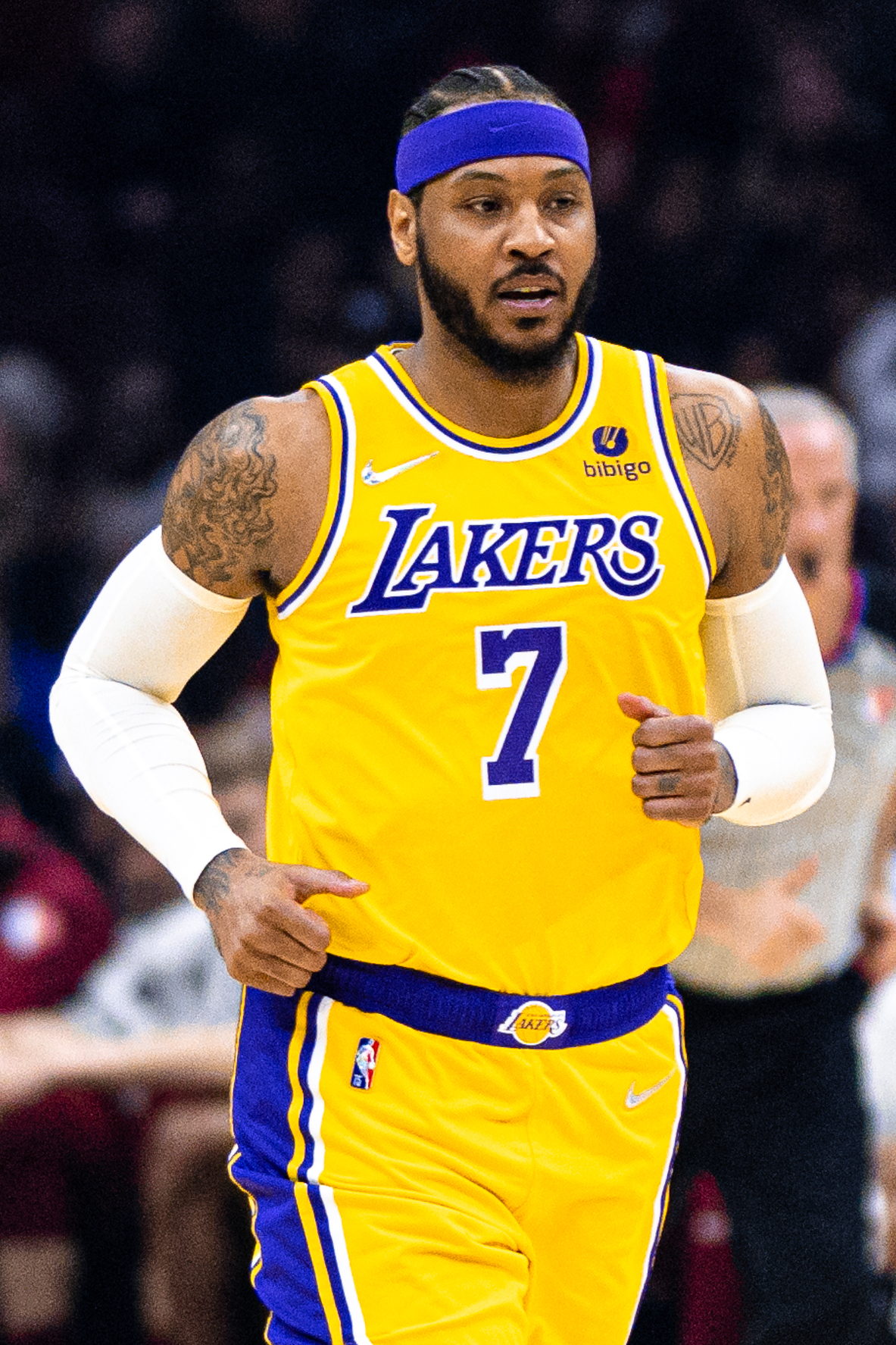
Carmelo Anthony (* 1984)

- Anthony, Charles (1929–2012), US-amerikanischer Opernsänger (Tenor)
- Anthony, Cole (* 2000), US-amerikanischer Basketballspieler
- Anthony, Connor (* 1998), US-amerikanischer Basketballspieler
- Anthony, Daniel (* 1987), britischer Schauspieler
- Anthony, Daniel Read junior (1870–1931), US-amerikanischer Politiker
- Anthony, David W., US-amerikanischer Anthropologe, Kulturwissenschaftler und Hochschullehrer
- Anthony, Don (1928–2012), britischer Hammerwerfer
- Anthony, Doug (1929–2020), australischer Politiker
- Anthony, Emjay (* 2003), US-amerikanischer Schauspieler und Model
- Anthony, Frère (* 1942), britisch-koreanischer Anglist und emeritierter Hochschullehrer
- Anthony, George T. (1824–1896), US-amerikanischer Politiker
- Anthony, Georges (* 1890), belgischer Ruderer
- Anthony, Gethin (* 1983), britischer Schauspieler
- Anthony, Greg (* 1967), US-amerikanischer Basketballspieler
- Anthony, Harold Elmer (1890–1970), US-amerikanischer Zoologe und Paläontologe
- Anthony, Henry B. (1815–1884), US-amerikanischer Politiker
- Anthony, Jakara (* 1998), australische Freestyle-Skisportlerin
- Anthony, Jasmine Jessica (* 1996), US-amerikanische Schauspielerin
- Anthony, Jesse (* 1985), US-amerikanischer Radrennfahrer
- Anthony, Joel (* 1982), kanadischer Basketballspieler
- Anthony, Joseph (1912–1993), US-amerikanischer Schauspieler, Regisseur und Tänzer
- Anthony, Joseph Biles (1795–1851), US-amerikanischer Politiker
- Anthony, Julie (* 1948), US-amerikanische Tennisspielerin
- Anthony, Kenneth (* 1951), lucianischer Politiker, Ministerpräsident von St. Lucia
- Anthony, Lysette (* 1963), britische Schauspielerin
- Anthony, Marc (* 1968), puerto-ricanisch-US-amerikanischer Liedermacher und SchauspielerMarc Anthony (* 1968)

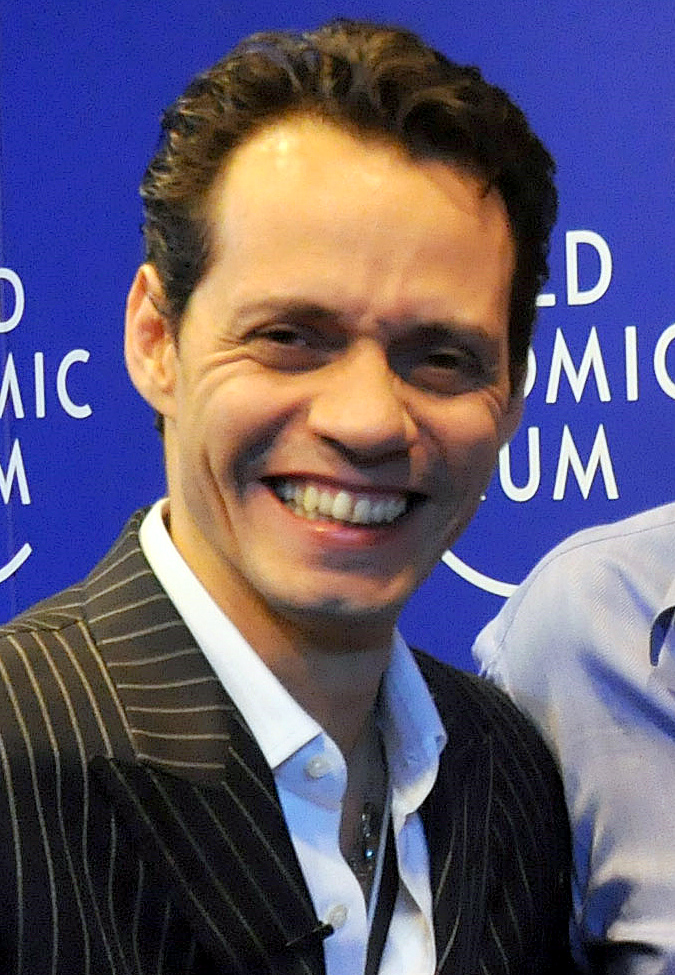
Marc Anthony (* 1968)

- Anthony, Mark (* 1966), US-amerikanischer Autor der The-Last-Rune-Reihe
- Anthony, Melvin (* 1973), US-amerikanischer Bodybuilder
- Anthony, Michael (1930–2023), trinidadischer Schriftsteller und Historiker
- Anthony, Michael (* 1954), US-amerikanischer BassistMichael Anthony (* 1954)

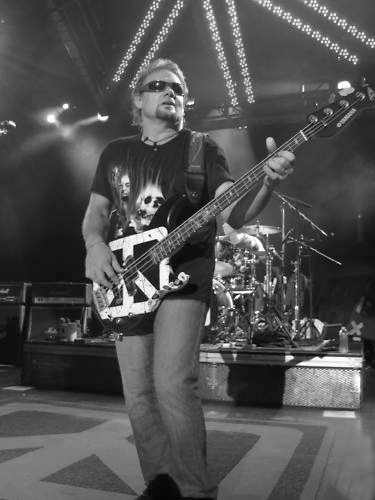
Michael Anthony (* 1954)

- Anthony, Oliver, US-amerikanischer Country-Musiker
- Anthony, Patricia (1947–2013), US-amerikanische Autorin von Science-Fiction und historischen Romanen
- Anthony, Piers (* 1934), US-amerikanischer SF- und Fantasy-Schriftsteller
- Anthony, Ray (* 1922), US-amerikanischer Bandleader, Trompeter, Liedermacher und Schauspieler
- Anthony, Richard (1938–2015), französischer Sänger
- Anthony, Ron (1933–2021), US-amerikanischer Jazzmusiker (Gitarre)
- Anthony, Rufin (1940–2016), pakistanischer römisch-katholischer Geistlicher und Bischof von Islamabad-Rawalpindi
- Anthony, Stephone (* 1992), US-amerikanischer American-Football-Spieler
- Anthony, Susan B. (1820–1906), Pionierin der US-amerikanischen Frauenrechtsbewegung
- Anthony, Tamara (* 1977), deutsche Journalistin
- Anthony, Terrell (* 1959), US-amerikanischer Schauspieler
- Anthony, Tony (* 1937), US-amerikanischer Schauspieler, Drehbuchautor und Filmproduzent
- Anthony, Walter (1879–1950), englischer Fußballspieler
- Anthony, William Arnold (1835–1908), US-amerikanischer Physiker
- Anthonypillai, Gnanapragasam (* 1965), sri-lankischer römisch-katholischer Geistlicher, Bischof von Mannar
- Anthoons, Willy (1911–1982), belgischer Bildhauer
- Anthouard de Vraincourt, Charles Nicolas d’ (1773–1852), französischer Divisionsgeneral der Artillerie
- Anthuber, Matthias (* 1959), deutscher Chirurg, Hochschullehrer und Handballnationalspieler
- Anthus, antiker römischer Geschirrwart
- Anthus, antiker römischer Toreut

#### Anti
- Anti, Carlo (1889–1961), italienischer Klassischer Archäologe
- Anti, Michael (* 1964), US-amerikanischer Sportschütze
- Anti, Michael (* 1975), chinesischer Journalist und politischer Blogger
- Anti, Thierry (* 1959), französischer Handballspieler und -trainer
- Antialkidas, indo-griechischer König
- Antias, Aulus Furius, antiker römischer Dichter
- Antias, Valerius, römischer Historiker
- Antiba, Nicolas (* 1945), syrischer Ordensgeistlicher, Erzbischof von Bosra und Hauran
- Antibelos, Sohn des persischen Satrapen Mazaios
- Antibo, Salvatore (* 1962), italienischer Leichtathlet
- Antic, Andrej (* 1967), deutscher Sportjournalist
- Antić, Dejan (* 1968), serbischer Schachspieler, Schachtrainer und Autor
- Antic, Goran (* 1985), Schweizer Fußballspieler
- Antic, Maya (* 1986), deutsche Schauspielerin und Eiskunstläuferin
- Antić, Miroslav (1932–1986), jugoslawischer Schriftsteller, Journalist, Drehbuchschreiber und Maler
- Antić, Pero (* 1982), mazedonischer Basketballspieler
- Antić, Radomir (1948–2020), serbischer Fußballspieler und -trainerRadomir Antić (1948–2020)

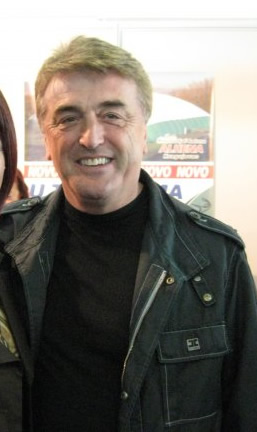
Radomir Antić (1948–2020)

- Antić, Svetlana (* 1964), montenegrinisch-österreichische Handballspielerin
- Antić, Zoran (* 1975), serbischer Fußballspieler
- Antici Mattei, Ruggero Luigi Emidio (1811–1883), italienischer Geistlicher, Lateinischer Patriarch von Konstantinopel und Kardinal der Römischen Kirche
- Antici, Paolo Massimo (1924–2003), italienischer Diplomat
- Antici, Tommaso (1731–1812), italienischer Kardinal der katholischen Kirche
- Antico, Nine (* 1981), französische Comiczeichnerin und Illustratorin
- Antidoros, griechischer Töpfer
- Antier, Benjamin (1785–1870), Autor des französischen Boulevardtheaters
- Antier, Jean-Jacques (1928–2023), französischer Journalist und Schriftsteller
- Antifuchs (* 1989), deutsche RapperinAntifuchs (* 1989)

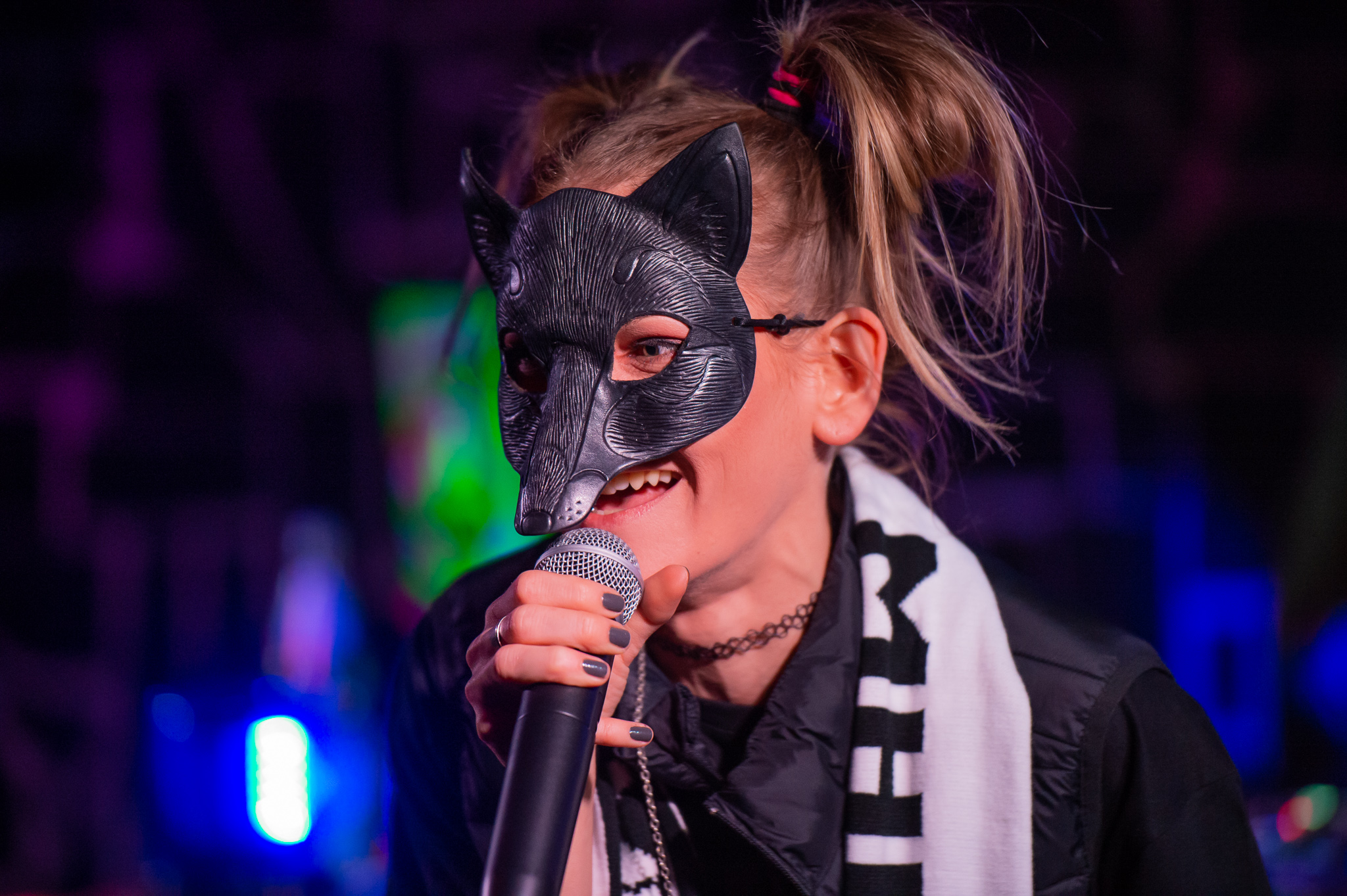
Antifuchs (* 1989)

- Antiga, Stéphane (* 1976), französischer Volleyballtrainer und ehemaliger -spieler
- Antigenes, griechischer Arzt
- Antigenes, griechischer Historiker
- Antigenes († 316 v. Chr.), Satrap von Susiana, Befehlshaber der Silberschilde
- Antigna, Alexandre (1817–1878), französischer Maler
- Antigone, Geliebte des makedonischen Feldherrn Philotas
- Antigone von Epirus, Tochter der Berenike I., Ehefrau des Pyrrhus
- Antigone von Makedonien, Tochter von Kassander, dem Bruder des Antipater
- Antigonos, griechischer Historiker
- Antigonos († 179 v. Chr.), Angehöriger der makedonischen Dynastie der Antigoniden
- Antigonos der Hasmonäer († 37 v. Chr.), letzter Herrscher aus der Dynastie der Hasmonäer
- Antigonos I. Monophthalmos († 301 v. Chr.), General Alexanders des Großen und Diadoche
- Antigonos II. Gonatas († 239 v. Chr.), König von Makedonien, Sohn des Demetrios Poliorketes und Enkel des Diadochen Antigonos Monophthalmos
- Antigonos III. Doson (263 v. Chr.–221 v. Chr.), König von Makedonien; Angehöriger der Dynastie der Antigoniden
- Antigonos von Karystos, antiker Dichter
- Antigonos von Karystos, griechischer Schriftsteller
- Antigonos von Nikaia, hellenistischer Astrologe
- Antikleides von Athen, griechischer Geschichtsschreiber
- Antikos, antiker griechischer Bildschnitzer
- Antila, Erkki (1954–2023), finnischer Biathlet
- Antila, Timo (* 1980), finnischer Biathlet
- Antill, Caleb (* 1995), australischer Ruderer
- Antill, John (1904–1986), australischer Komponist
- Antillano, Margot (1916–1975), venezolanische Theater-, Fernseh- und Filmschauspielerin
- Antillano, Villano (* 1995), puerto-ricanische Rapperin, Sängerin und Texterin
- Antille, Emmanuelle (* 1972), Schweizer Filmregisseurin
- Antille, Rosemarie (* 1949), Schweizer Politikerin (FDP)
- Antimachos I., König des griechisch-baktrischen Königreichs
- Antimachos II. Nikephoros, König des griechisch-baktrischen Königreichs
- Antimachos von Kolophon, griechischer Dichter und Grammatiker
- Antimachos von Teos, griechischer Dichter
- Antimenes von Rhodos, Schatzmeister Alexanders des Großen
- Antimenes-Maler, griechischer Vasenmaler
- Antimiani, Aicardo († 1339), römisch-katholischer Erzbischof von Mailand
- Antin, Amy (* 1955), US-amerikanische Sängerin, Songwriterin und Malerin
- Antin, Eleanor (* 1935), US-amerikanische Künstlerin
- Antin, Luis d’ (* 1963), spanischer Motorradrennfahrer und Teamchef
- Antin, Mary (1881–1949), US-amerikanische Autorin und Aktivistin für Immigrationsrecht
- Antin, Robin (* 1961), US-amerikanische Choreographin, Videoregisseurin und Schauspielerin
- Antin, Steve (* 1958), US-amerikanischer Schauspieler, Drehbuchautor, Filmproduzent, Filmregisseur und Stuntman
- Antinoos († 167 v. Chr.), epirotischer Politiker
- Antinoos, Günstling des römischen Kaisers HadrianAntinoos

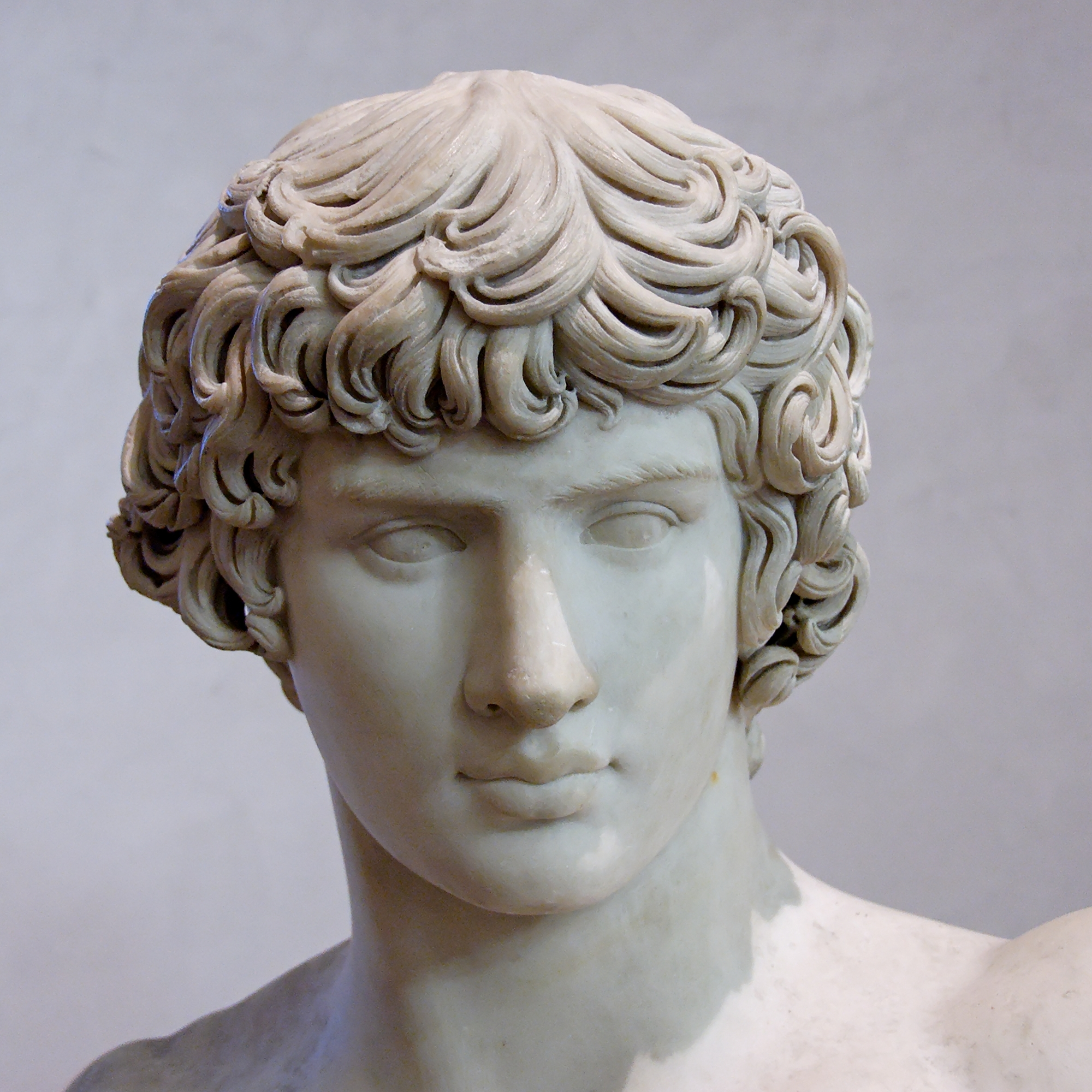
Antinoos

- Antinori, Anton Ludovico (1704–1778), italienischer Erzbischof, Geschichtsforscher und Epigraphiker
- Antinori, Ignacio (1885–1940), US-amerikanischer Mafioso
- Antinori, Luigi, italienischer Opernsänger
- Antinori, Orazio (1811–1882), italienischer Zoologe und Reisender
- Antinori, Piero (* 1938), italienischer Weinunternehmer
- Antinori, Thierry (* 1961), französischer Manager
- Antinori, Vincenzo (1792–1865), italienischer Physiker, Direktor des Museums für Physik und Naturgeschichte in Florenz
- Antinoro, Antonello (* 1960), italienischer Politiker, MdEP, Mitglied des Senato della Repubblica
- Antinucci, Richard (* 1981), US-amerikanischer Automobilrennfahrer
- Antiochis, Schwester des Antiochos III., Gattin des Xerxes von Armenien
- Antiochis, Tochter des Antiochos III., Gattin des Ariarathes IV.
- Antiochos, Alexanderpriester, Statthalter von Kilikien
- Antiochos, antiker Bildhauer
- Antiochos, Fürst von Orestis
- Antiochos, griechischer Koroplast
- Antiochos, Stammvater des hellenistischen Königshauses der Seleukiden
- Antiochos († 745 v. Chr.), Sohn des messenischen Königs Phintas aus dem Geschlecht der Aipytiden
- Antiochos, Tagos des thessalischen Bundes
- Antiochos († 407 v. Chr.), athenischer Flottenführer
- Antiochos († 170 v. Chr.), Mitherrscher des Seleukidenreichs
- Antiochos (221 v. Chr.–193 v. Chr.), Mitherrscher des Seleukidenreichs
- Antiochos Hierax († 226 v. Chr.), Seleukidenherrscher
- Antiochos I., König des anatolischen Reiches Kommagene
- Antiochos I. (324 v. Chr.–261 v. Chr.), König des Seleukidenreiches
- Antiochos II. (286 v. Chr.–246 v. Chr.), König des Seleukidenreiches
- Antiochos III. († 17), König von Kommagene
- Antiochos III. (242 v. Chr.–187 v. Chr.), König des Seleukidenreiches
- Antiochos IV., letzter König von Kommagene
- Antiochos IV. († 164 v. Chr.), König des SeleukidenreichesAntiochos IV. († 164 v. Chr.)

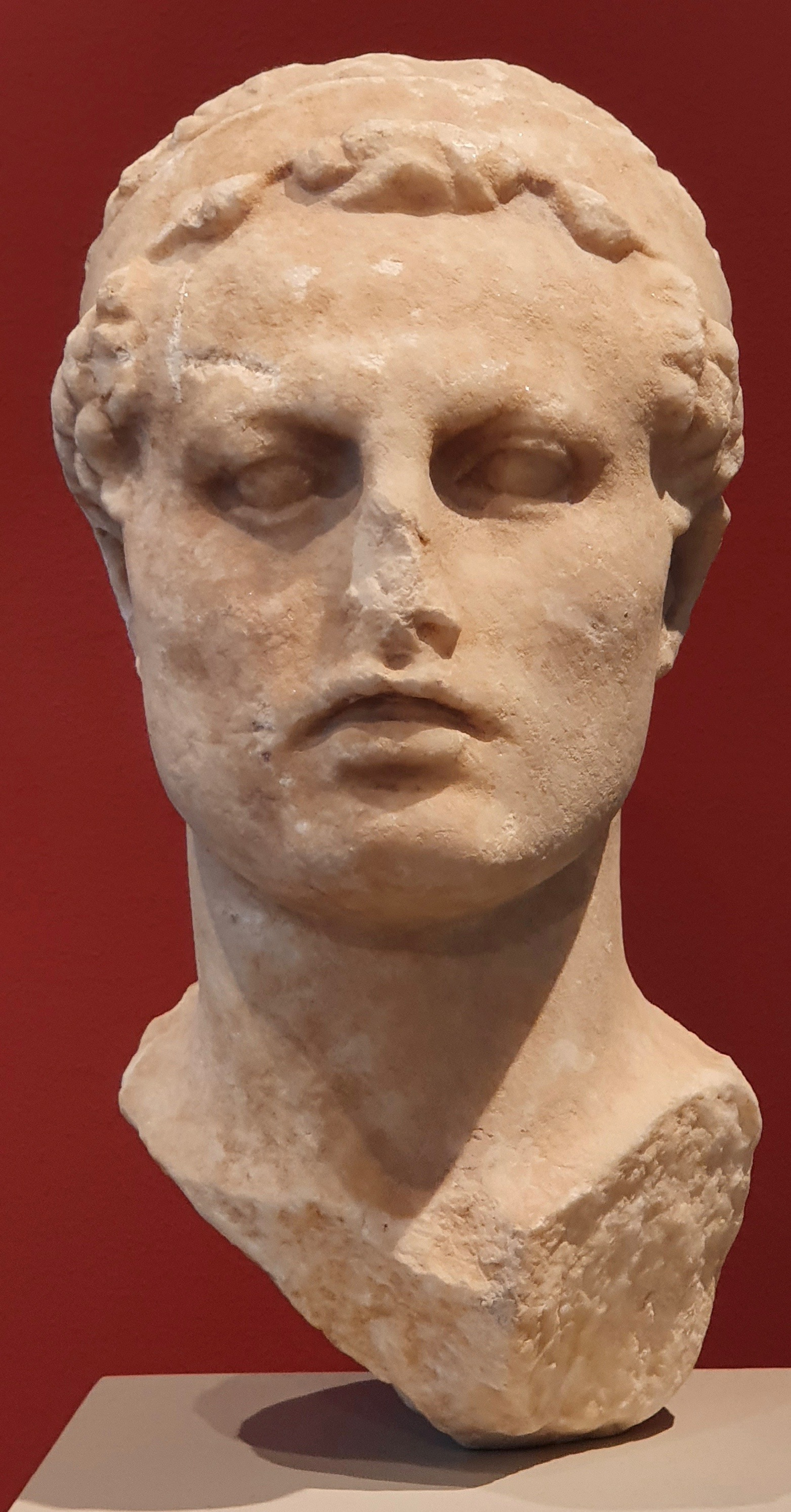
Antiochos IV. († 164 v. Chr.)

- Antiochos IX. († 96 v. Chr.), König des Seleukidenreiches (116–96 v. Chr.)
- Antiochos V. († 162 v. Chr.), König des Seleukidenreichs
- Antiochos VI., König des Seleukidenreichs
- Antiochos VII. († 129 v. Chr.), König des SeleukidenreichesAntiochos VII. († 129 v. Chr.)

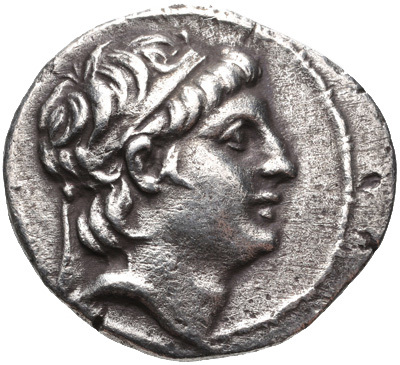
Antiochos VII. († 129 v. Chr.)

- Antiochos VIII., König der Seleukiden, Sohn von Demetrios II. und Kleopatra Thea
- Antiochos von Aigai, griechischer Sophist
- Antiochos von Askalon, antiker griechischer Philosoph
- Antiochos von Athen, hellenistischer Astrologe
- Antiochos von Saba, orthodoxer Abt und Autor
- Antiochos von Syrakus, griechischer Historiker
- Antiochos X., Prätendent in den verworrenen Familienfehden gegen Ende der Seleukidendynastie
- Antiochos XI. († 92 v. Chr.), König des Seleukidenreiches
- Antiochos XII., König des Seleukidenreichs
- Antiochos XIII. († 64 v. Chr.), König von Syrien
- Antiochus Gabinius, römischer Maler
- Antiochus von Sulci, christlicher Märtyrer und Heiliger
- Antiochus, Septimius, römischer Usurpator
- Antipas von Pergamon, Heiliger der christlichen Kirche und Märtyrer
- Antipatros, antiker griechischer Toreut
- Antipatros, griechischer Koroplast
- Antipatros, griechischer Philosoph
- Antipatros, Neffe von Antiochos III., Feldherr und Diplomat des Seleukidenreichs
- Antipatros (398 v. Chr.–319 v. Chr.), makedonischer Feldherr
- Antipatros († 43 v. Chr.), Vater von Herodes dem Großen
- Antipatros († 4 v. Chr.), Sohn Herodes des Großen und der Doris
- Antipatros I. († 287 v. Chr.), König von Makedonien
- Antipatros II. († 279 v. Chr.), König von Makedonien
- Antipatros von Sidon, griechischer Epigrammdichter
- Antipatros von Tarsos († 129 v. Chr.), griechischer Philosoph
- Antipatros von Thessalonike, griechischer Epigrammdichter zur Zeit des Augustus
- Antiphanes (408 v. Chr.–332 v. Chr.), Dichter der mittleren attischen Komödie
- Antiphilos, athenischer Feldherr
- Antiphilos, griechischer Architekt
- Antiphilos, griechischer Maler
- Antiphon, griechischer Philosoph und Sophist
- Antiphon, Halbbruder des Philosophen Platon
- Antiphon von Rhamnus († 411 v. Chr.), klassischer attischer Redner
- Antiphon-Maler, griechischer Vasenmaler
- Antipin, Iwan Michailowitsch, russischer Forschungsreisender und Ethnograph
- Antipin, Wiktor Wladimirowitsch (* 1992), russischer Eishockeyspieler
- Antipin, Wladimir (* 1970), kasachischer Eishockeyspieler und -trainer
- Antipovas, Aleksandras (* 1955), litauischer Langstreckenläufer
- Antipow, Michail Alexandrowitsch (* 1997), russischer Schachspieler
- Antipow, Nikolai Kirillowitsch (1894–1938), sowjetischer Staats- und Parteifunktionär
- Antipow, Wladimir Borissowitsch (* 1978), russischer Eishockeyspieler
- Antipowa, Jewgenija Petrowna (1917–2009), sowjetisch-russische Malerin
- Antipowa, Julija Konstantinowna (* 1966), russische Rodlerin
- Antiseri, Dario (* 1940), italienischer Philosoph und Hochschullehrer
- Antisin, Misko (* 1964), kanadisch-schweizerischer Eishockeyspieler
- Antiste, Janis (* 2002), französischer FußballspielerJanis Antiste (* 2002)

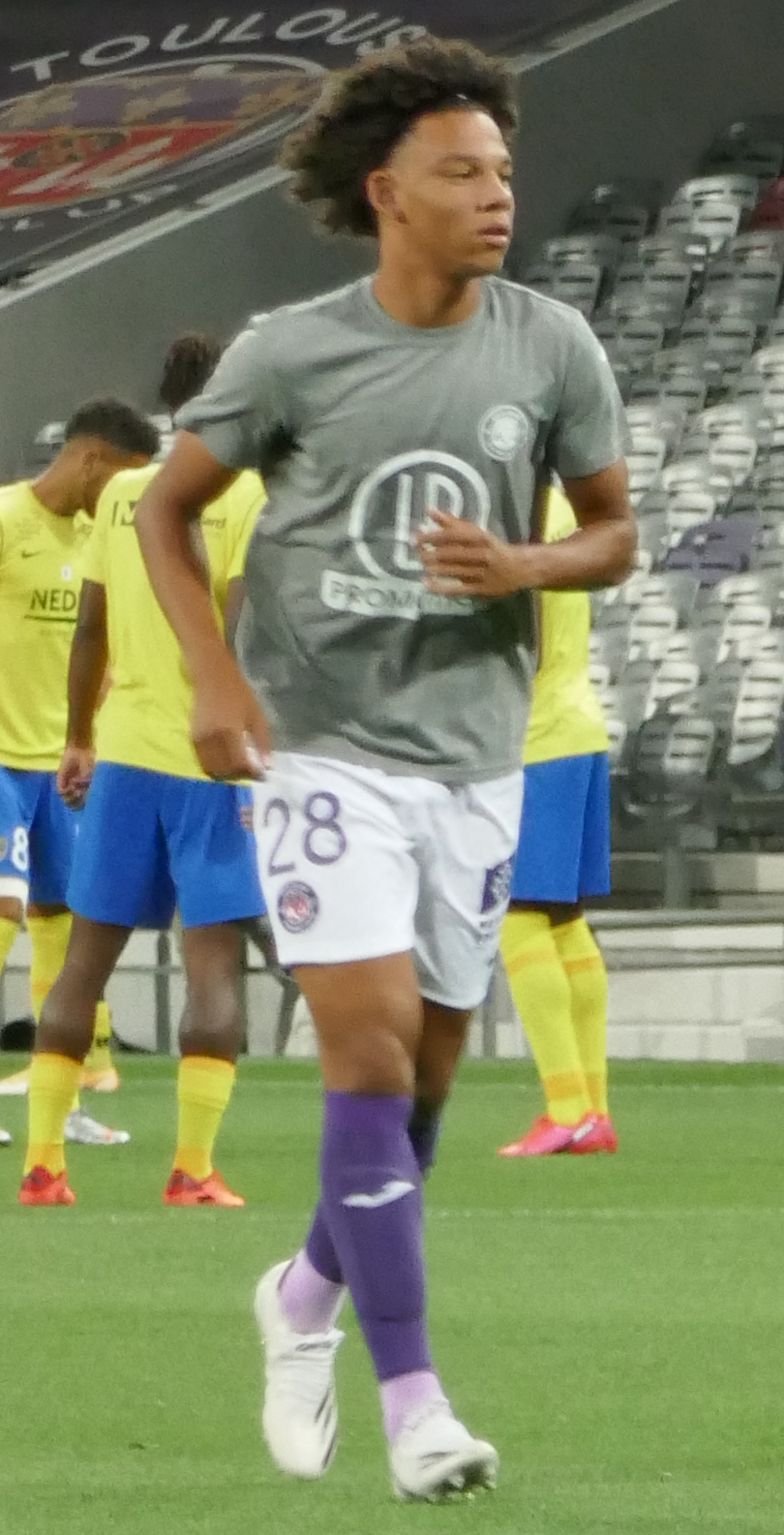
Janis Antiste (* 2002)

- Antisthenes, griechischer Philosoph der Antike
- Antisthenes von Rhodos, antiker griechischer Geschichtsschreiber
- Antistia, Römerin, Ehefrau von Appius Claudius Pulcher
- Antistia, Römerin, Ehefrau von Gnaeus Pompeius Magnus
- Antistia Politta, römische Patrizierin
- Antistios, griechischer Koroplast
- Antistius Adventus Postumius Aquilinus, Quintus, römischer Suffektkonsul 167 (?)
- Antistius Burrus, Lucius († 189), römischer Konsul 181
- Antistius Labeo, Marcus, römischer Jurist und Politiker
- Antistius Labeo, Pacuvius († 42 v. Chr.), römischer Jurist und Mitverschwörer gegen Caesar
- Antistius Marcianus, Tiberius, römischer Offizier (Kaiserzeit)
- Antistius Reginus, Gaius, Offizier Caesars während des Gallischen Krieges
- Antistius Rusticus, Lucius, römischer Suffektkonsul 90
- Antistius Sosianus, römischer Volkstribun
- Antistius Vetus, Camerinus, römischer Konsul 45
- Antistius Vetus, Gaius, römischer Senator und Offizier
- Antistius Vetus, Gaius, römischer Konsul 30 v. Chr.
- Antistius Vetus, Gaius, römischer Konsul 23
- Antistius Vetus, Gaius, römischer Konsul 6 v. Chr.
- Antistius Vetus, Gaius, römischer Konsul 50
- Antistius Vetus, Gaius, römischer Konsul 96
- Antistius Vetus, Lucius, römischer Konsul
- Antistius Vetus, Lucius, römischer Suffektkonsul 28
- Antistius, Publius († 82 v. Chr.), römischer Senator und Anwalt
- Antistius, Titus, römischer Politiker
- Antius Antoninus, römischer Offizier (Kaiserzeit)
- Antius Orestes, Publius, römischer Statthalter (165)
- Antius Pollio, römischer Suffektkonsul (155)
- Antius Rufinus, Marcus, römischer Senator

#### Antj
- Antjuch, Natalja Nikolajewna (* 1981), russische Sprinterin (400 m)

#### Antk
- Antkiewicz, Aleksy (1923–2005), polnischer Boxer
- Antkowiak, Alfred (1925–1976), deutscher Verlagslektor und Schriftsteller
- Antkowiak, Barbara (1933–2004), deutsche Slawistin, Literaturübersetzerin und Übersetzerin
- Antkowiak, Włodzimierz (* 1946), polnischer Lyriker und Sachbuchautor

#### Antl
- Antl, Lisa (* 2000), deutsche Handballspielerin
- Antl, Radoslav (* 1978), slowakischer Handballspieler und -trainer
- Antle, Bhagavan (* 1960), US-amerikanischer Tiertrainer und ZoobesitzerBhagavan Antle (* 1960)

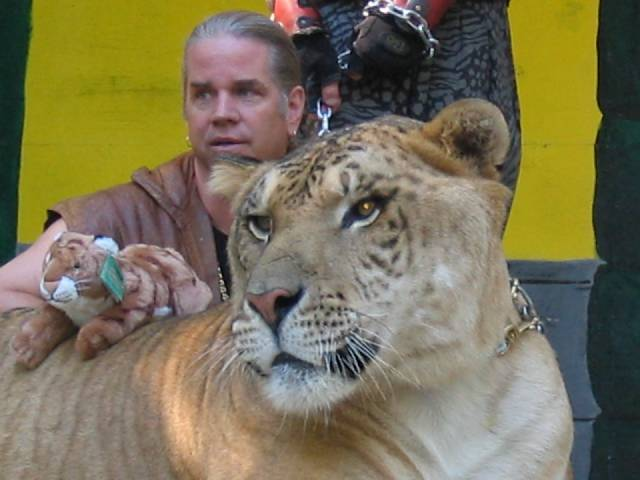
Bhagavan Antle (* 1960)

- Antlers, Max (1873–1952), deutscher Maler, Illustrator, Innenarchitekt und Hochschullehrer
- Antlinger, Thomas (* 1994), österreichischer Politiker (SPÖ), Landtagsabgeordneter (Oberösterreich)

#### Antm
- Antman, Iris (* 1975), israelische Fußballtorhüterin
- Antman, Niv (* 1992), israelischer Fußballtorhüter
- Antman, Stuart S. (* 1939), US-amerikanischer Mathematiker

#### Anto

##### Antoc
- Antochewicz, Bernard (1931–1997), polnischer Schriftsteller
- Antoci, Elena (* 1975), rumänische Mittelstreckenläuferin
- Antoci, Giuseppe (* 1968), italienischer Politiker der Movimente 5 Stelle

##### Antof
- Antoft, Susan (* 1954), kanadische Ruderin

##### Antog
- Antogna, José (* 1976), argentinischer Bahn- und Straßenradrennfahrer
- Antognelli, Quentin (* 1994), monegassischer Ruderer
- Antognini, Antonio (1893–1972), Schweizer Jurist und Politiker (CVP)
- Antognini, Benigno (1837–1902), Schweizer Anwalt, Richter, Politiker, Tessiner Grossrat und Staatsrat
- Antognini, Domenico (1770–1834), Schweizer Anwalt, Politiker, Tessiner Grossrat und Staatsrat
- Antognini, Francesco (1863–1953), Schweizer Jurist und Politiker
- Antognini, Fulvio (1926–2001), Schweizer Jurist und Politiker
- Antognoni, Giancarlo (* 1954), italienischer Fußballspieler

##### Antoi
- Antoine de Bourbon, duc de Vendôme (1518–1562), Titularkönig von NavarraAntoine de Bourbon, duc de Vendôme (1518–1562)

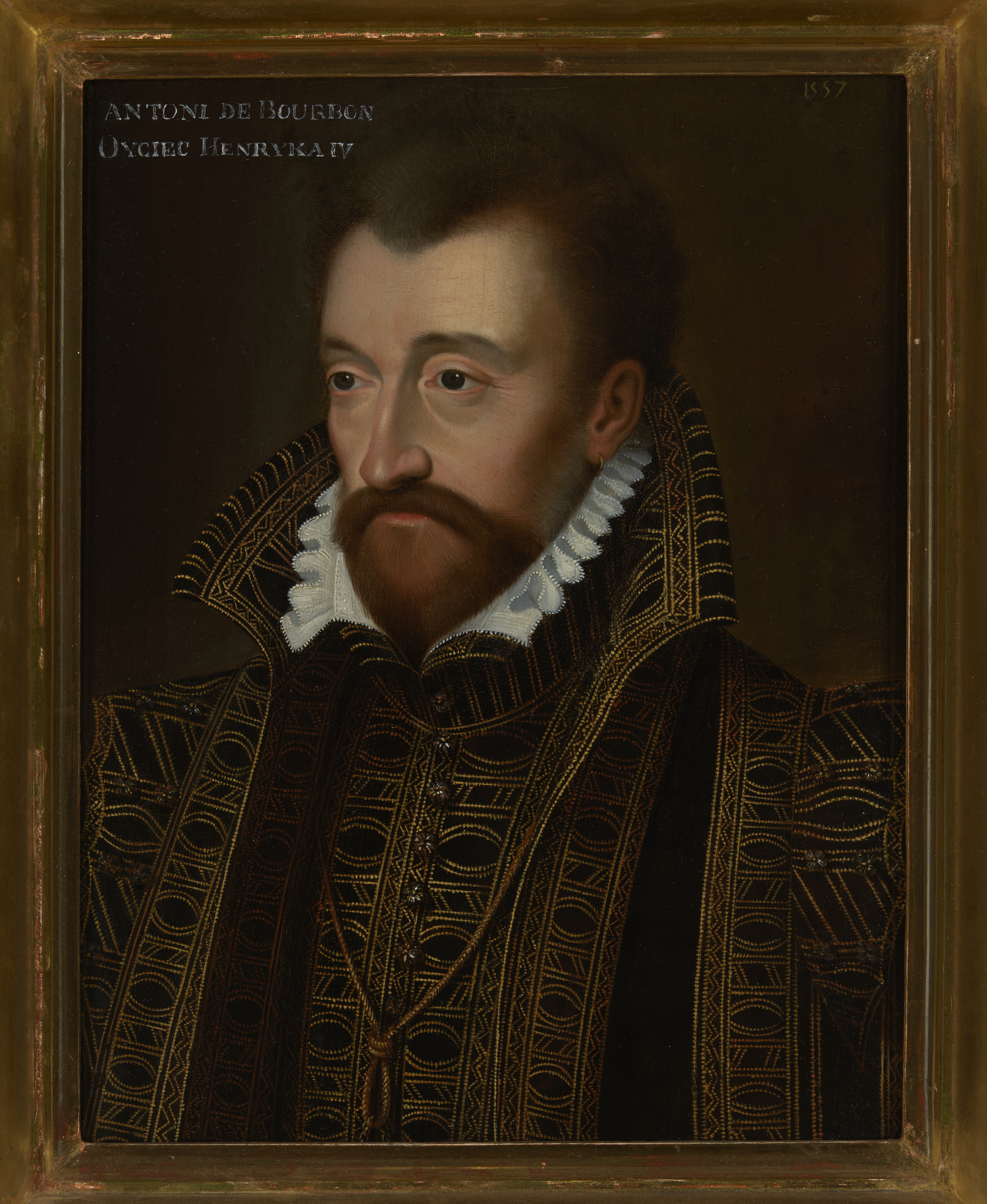
Antoine de Bourbon, duc de Vendôme (1518–1562)

- Antoine de Vaudémont († 1458), Graf von Vaudémont (1418–1458); Herr von Joinville (1418–1458); Graf von Aumale (1452–1458); Baron von Elbeuf (1452–1458)
- Antoine de Vergy (1375–1439), Graf von Dammartin, Berater und Kammerherr des Königs sowie Marschall von Frankreich
- Antoine I. (1661–1731), Fürst von MonacoAntoine I. (1661–1731)

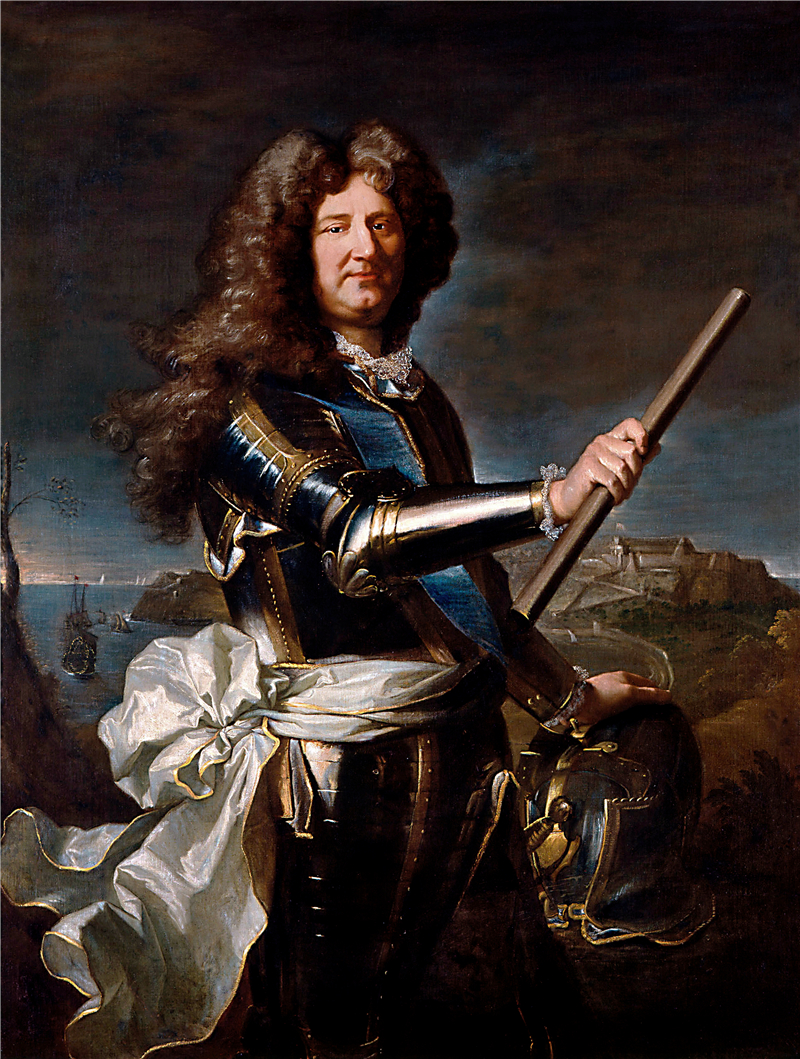
Antoine I. (1661–1731)

- Antoine Philippe d’Orléans duc de Montpensier (1775–1807), jüngerer Bruder des letzten französischen König Louis-Philippe
- Antoine, André (1858–1943), französischer Theaterregisseur
- Antoine, André (* 1960), belgischer Politiker, Senator, Mitglied der Abgeordnetenkammer und Minister
- Antoine, Caesar (1836–1921), US-amerikanischer Politiker
- Antoine, Denis (1733–1801), französischer Architekt und Stadtplaner
- Antoine, Dominique (1845–1917), deutscher Tierarzt und Politiker, MdR
- Antoine, Eddy (* 1949), haitianischer Fußballspieler
- Antoine, François (1695–1771), Waffenträger von Ludwig XV.
- Antoine, Franz (1768–1834), österreichischer Pomologe
- Antoine, Franz (1815–1886), österreichischer Botaniker
- Antoine, Gérald (1915–2014), französischer Hochschulpolitiker, Sprach- und Literaturwissenschaftler
- Antoine, Jacques (1924–2012), französischer Fernseh- und Radiojournalist
- Antoine, Jonathan (* 1995), britischer Sänger (Tenor)
- Antoine, Jörg (* 1968), deutscher Jurist und Magister der Philosophie sowie Diplom-Betriebswirt
- Antoine, Lore (1895–1982), österreichische Dermatologin, Universitätslehrende und Verbandsfunktionärin
- Antoine, Louis Auguste (1888–1971), französischer Mathematiker
- Antoine, Louis-Joseph (1846–1912), belgischer Bergmann und Sektengründer
- Antoine, Marc (* 1963), französischer Smooth-Jazz-Gitarrist
- Antoine, Matthew (* 1985), US-amerikanischer Skeletonpilot
- Antoine, Otto (1865–1951), deutscher Maler
- Antoine, Sandisha (* 1991), lucianische Dreispringerin
- Antoine, Vinessa (* 1983), kanadische Schauspielerin
- Antoine-Feill, Heinrich (1855–1922), deutscher Rechtsanwalt; Uhrensammler und Mäzen in Hamburg
- Antoine-Feill, Heinrich Frans Angelo (1819–1902), deutscher Rechtsanwalt und Kunstsammler
- Antoinette Amalie von Braunschweig-Wolfenbüttel (1696–1762), Fürstin von Braunschweig-Bevern, Herzogin zu Braunschweig und LüneburgAntoinette Amalie von Braunschweig-Wolfenbüttel (1696–1762)

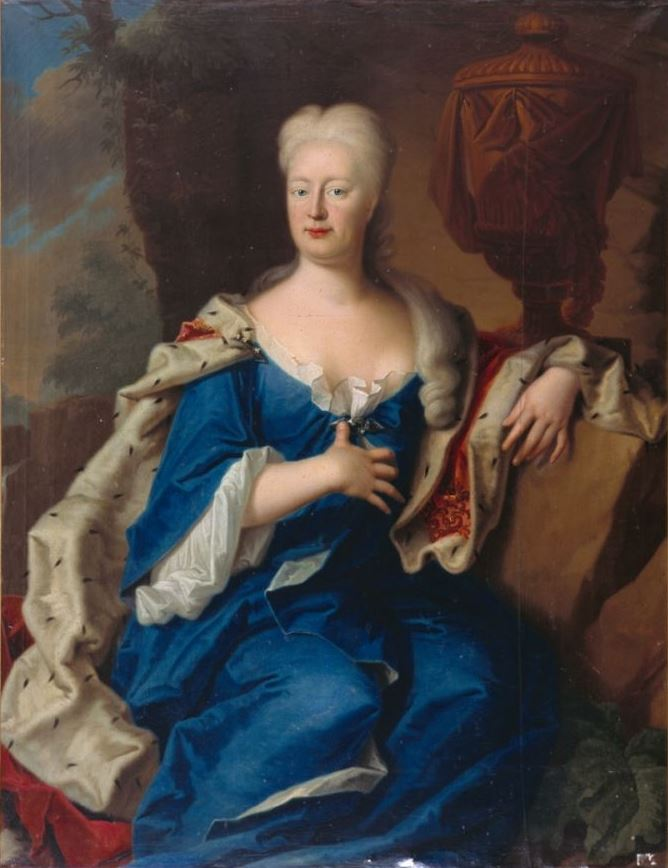
Antoinette Amalie von Braunschweig-Wolfenbüttel (1696–1762)

- Antoinette de Bourbon (1494–1583), durch Heirat erste Herzogin von Guise
- Antoinette de Turenne (1380–1416), französische Adlige, Vicomtesse de Turenne
- Antoinette von Sachsen-Altenburg (1838–1908), Prinzessin von Sachsen-Altenburg, durch Heirat Herzogin von Anhalt
- Antoinette von Sachsen-Coburg-Saalfeld (1779–1824), Stammmutter des heute katholischen Hauses Württemberg

##### Antok
- Antokolski, Mark Matwejewitsch (1843–1902), russischer Bildhauer
- Antokolski, Pawel Grigorjewitsch (1896–1978), russisch-sowjetischer Lyriker, Übersetzer und Dramatiker
- Antoku (1178–1185), 81. Tennō von Japan (1180–1185)

##### Antol
- Antolec, Jan (* 1990), polnischer Skilangläufer
- Antolec, Kacper (* 1996), polnischer Skilangläufer
- Antolić, Domagoj (* 1990), kroatischer Fußballspieler
- Antolínez, José († 1675), spanischer Maler des Barock
- Antolini, Angelo (* 1953), italienischer Priester, Apostolischer Präfekt von Robe
- Antolini, Charly (* 1937), Schweizer Jazz-SchlagzeugerCharly Antolini (* 1937)

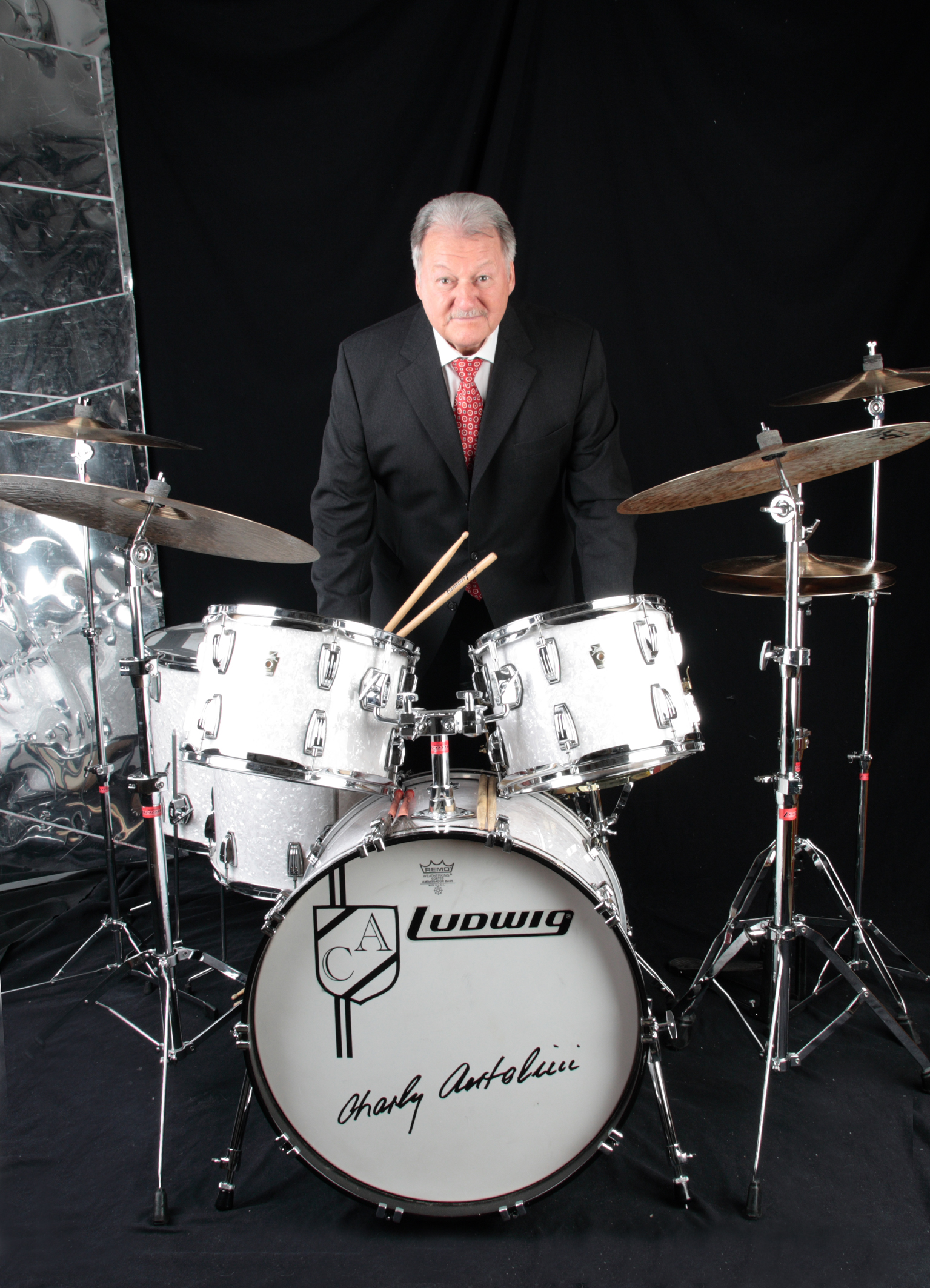
Charly Antolini (* 1937)

- Antolini, Giovanni Antonio (1753–1841), italienischer Baumeister, Architekt und Ingenieur
- Antolini, Plinio (1920–2012), italienischer Amateurastronom und Asteroidenentdecker
- Antolski, Zdzisław (1953–2023), polnischer Lyriker, Schriftsteller und Verleger

##### Antom
- Antomarchi, Julien (* 1984), französischer Radrennfahrer
- Antomarchi, Kaliema (* 1988), kubanische Judoka
- Antomelli, Ludovico (1863–1927), italienischer Ordensgeistlicher und römisch-katholischer Bischof von Lodi
- Antommarchi, Francesco (1780–1838), französischer Arzt

##### Anton
- Anton (1384–1415), Herzog von Brabant
- Anton (1549–1599), Bischof von Minden (1587–1599)
- Anton (1755–1836), König von SachsenAnton (1755–1836)

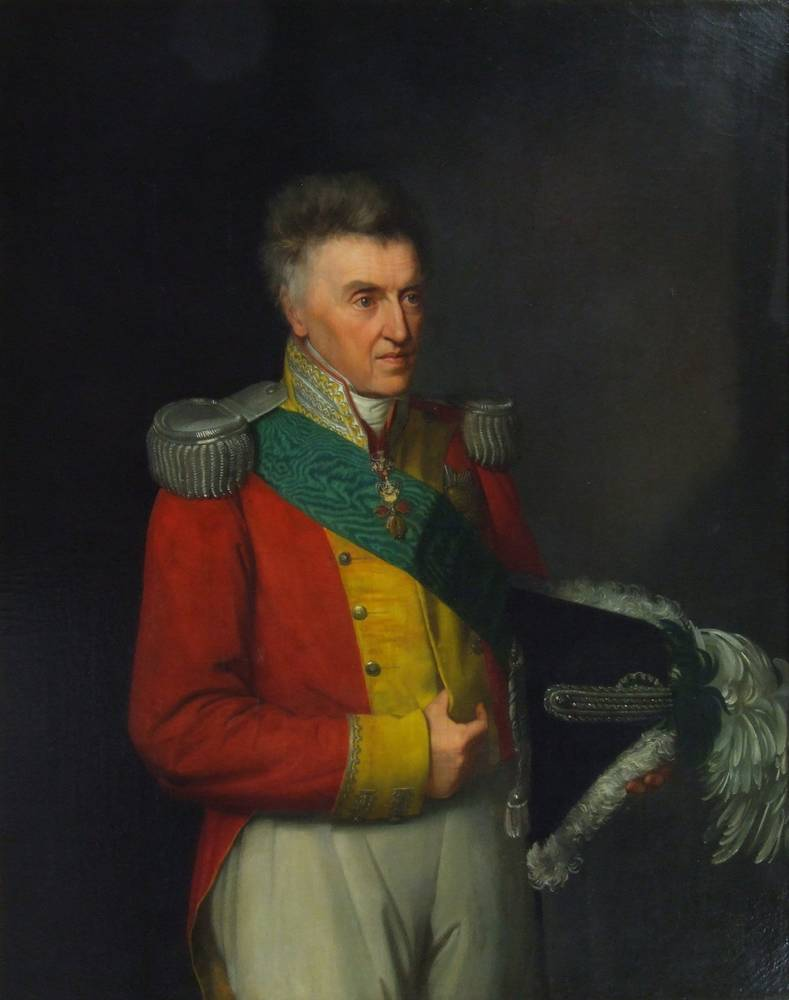
Anton (1755–1836)

- Anton Aloys (1762–1831), Fürst von Hohenzollern-Sigmaringen
- Anton Bastard von Burgund (1421–1504), Grafen von La Roche
- Antón de Madrid, spanischer Maler
- Anton Egon (1656–1716), Reichsfürst und gefürsteter Landgraf von Fürstenberg-Heiligenberg und Statthalter des Kurfürstentums Sachsen
- Anton Florian (1656–1721), Fürst von Liechtenstein
- Anton Galeazzo Bentivoglio († 1435), italienischer Adeliger, Condottiere und für kurze Zeit Herr von Bologna
- Antón Guijarro, David (* 1995), spanischer Schachspieler
- Anton Günther (1583–1667), deutscher Adliger, Graf von Oldenburg und Delmenhorst
- Anton Günther I. (1620–1666), Graf von Sondershausen
- Anton Günther II. (1653–1716), Fürst von Schwarzburg-Arnstadt
- Anton Günther von Anhalt-Zerbst (1653–1714), Prinz von Anhalt-Zerbst
- Anton Heinrich (1571–1638), Graf von Schwarzburg-Sondershausen
- Anton I. (1505–1573), deutscher Adliger, Graf von Oldenburg und Delmenhorst
- Anton I. (1720–1788), Theologe und Katholikos-Patriarch der Georgischen Orthodoxen Apostelkirche
- Anton I. von Aldenburg (1633–1680), Reichsgraf und Statthalter der Grafschaften Oldenburg und Delmenhorst
- Anton II. (1489–1544), Herzog von Lothringen
- Anton II. (1550–1619), deutscher Adliger, Graf von Oldenburg-Delmenhorst
- Anton II. von Aldenburg (1681–1738), Reichsgraf und Landesherr der Herrschaft Kniphausen und Varel
- Anton IV. von Montfort (1723–1787), deutscher Adliger und Militär, letzter Vertreter des Hauses Montfort
- Anton Rúnarsson (* 1988), isländischer Handballspieler
- Anton Ulrich (1633–1714), Herzog von Braunschweig-Wolfenbüttel, Schriftsteller und MäzenAnton Ulrich (1633–1714)

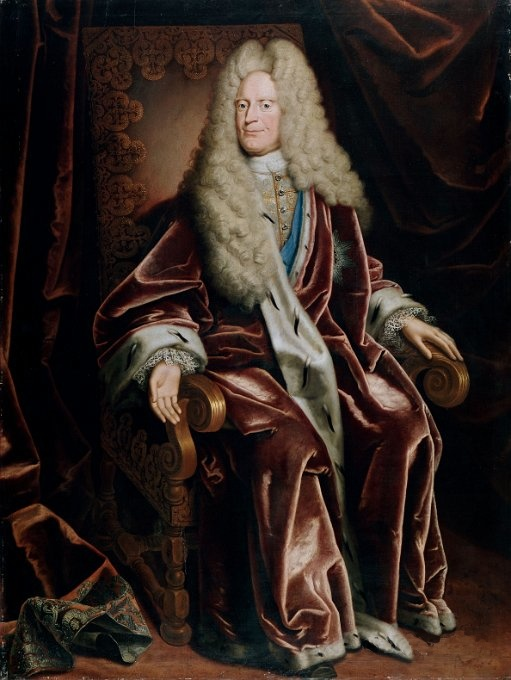
Anton Ulrich (1633–1714)

- Anton Ulrich (1661–1680), württembergischer Herzog
- Anton Ulrich (1687–1763), Herzog von Sachsen-Meiningen (1743–1763)
- Anton Ulrich von Braunschweig-Wolfenbüttel (1714–1774), russischer General
- Anton Viktor von Österreich (1779–1835), Erzherzog und Großmeister des deutschen Ordens
- Anton von Ortenburg (1550–1573), Graf von Ortenburg, Herr zu Mattighofen und Neudeck; kaiserlicher Reichshofrat; herzoglich württembergischer Rat und Pfleger zu Heidenheim
- Anton von Pirkershausen, Franz (1841–1906), österreichischer k.k. Marineoffizier
- Antón, Abel (* 1962), spanischer Langstreckenläufer
- Anton, Adina (* 1984), rumänische Weitspringerin
- Anton, Alin (* 2000), rumänischer Sprinter
- Anton, Andreas (* 1983), deutscher SoziologeAndreas Anton (* 1983)

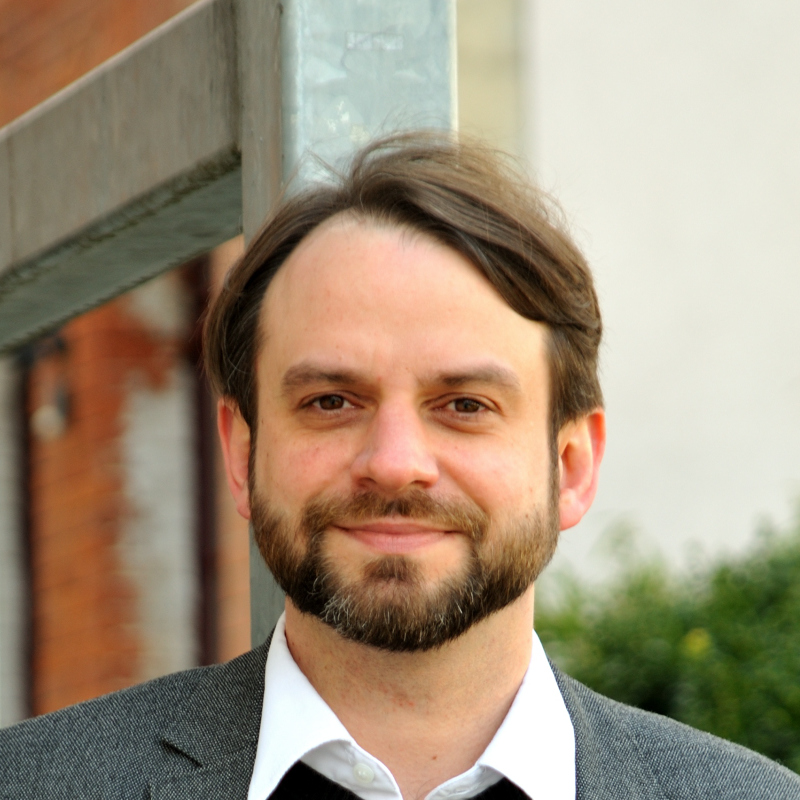
Andreas Anton (* 1983)

- Anton, Anton (* 1949), rumänischer Politiker und Ingenieur
- Anton, August Friedrich Moritz (1798–1868), deutscher Pädagoge
- Anton, Aurel (1928–2015), rumänischer Schachspieler
- Anton, Bianca (* 2000), rumänische Sprinterin
- Anton, Cédric (* 1988), französischer Fußballspieler
- Anton, Edoardo (1910–1986), italienischer Drehbuchautor und Filmregisseur
- Anton, Elizabeth (* 1998), neuseeländische Fußballspielerin
- Anton, Franz (* 1989), deutscher Kanute
- Anton, Gabriel (1858–1933), österreichischer Neurologe und Psychiater
- Anton, Gisela (* 1955), deutsche Elementarteilchenphysikerin
- Anton, Gottfried (1571–1618), deutscher Rechtswissenschaftler
- Anton, Gus (* 1938), deutscher Dirigent, Komponist und Arrangeur
- Anton, Hannes (* 1964), österreichischer Politiker (BZÖ, FPK), Landtagsabgeordneter
- Anton, Hans Hubert (1936–2024), deutscher Historiker
- Anton, Helene (1859–1931), deutsche Schriftstellerin
- Anton, Helga (1923–2007), deutsche Beterin und Autorin
- Anton, Herbert (1936–2023), deutscher Literaturwissenschaftler und emeritierter Professor für Neuere deutsche Literaturwissenschaft an der Universität Düsseldorf
- Anton, Hermann Eduard (1794–1872), deutscher Malakologe und Conchylien-Sammler, Buchhändler, Verleger und Kommunalpolitiker
- Antón, Igor (* 1983), baskischer Radrennfahrer
- Anton, Johann Nicolaus (1737–1813), deutscher lutherischer Theologe
- Anton, John P. (1920–2014), US-amerikanischer Philosoph und Philosophiehistoriker griechischer Herkunft
- Antón, José María (* 1989), spanischer Fußballspieler
- Anton, Karl (1887–1956), deutscher Theologe
- Anton, Karl (1898–1979), tschechischer Filmregisseur, Drehbuchautor und Filmproduzent
- Anton, Karl Gottlieb (1778–1861), deutscher Altphilologe
- Anton, Karl Gottlob von (1751–1818), deutscher Jurist, Politiker, Historiker und Mitbegründer der Oberlausitzischen Gesellschaft der Wissenschaften
- Anton, Konrad Gottlob (1745–1814), deutscher Hebraist und Orientalist
- Anton, Leif (* 1982), deutscher Handball- und Beachhandballspieler sowie Handballtrainer
- Anton, Ludwig (1872–1941), österreichischer Schriftsteller und Arzt
- Anton, Markus (* 1976), deutscher Schauspieler und Dichter
- Anton, Matthias (* 1979), deutscher Saxophonist und Hochschullehrer
- Antón, Mauricio (* 1961), spanischer Paläokünstler und wissenschaftlicher Illustrator
- Anton, Michael (* 1970), US-amerikanischer Kommunikationsberater
- Anton, Moritz (* 1972), deutscher Kameramann
- Anton, Ottomar (1895–1976), deutscher Maler, Graphiker und Hochschullehrer
- Anton, Ovidiu (* 1983), rumänischer Singer-Songwriter
- Anton, Patrick (* 1954), französischer Fußballschiedsrichter
- Anton, Paul (1661–1730), deutscher evangelischer Theologe
- Anton, Peter (1902–1946), rumänischer Genossenschaftsfunktionär, stellvertretender Landesbauernführer und Gauleiter des Banats
- Anton, Richard (1887–1977), deutscher Chemiker, Oberbürgermeister von Castrop-Rauxel und NSDAP-Funktionär
- Anton, Rico (* 1977), deutscher Politiker (CDU), MdLRico Anton (* 1977)

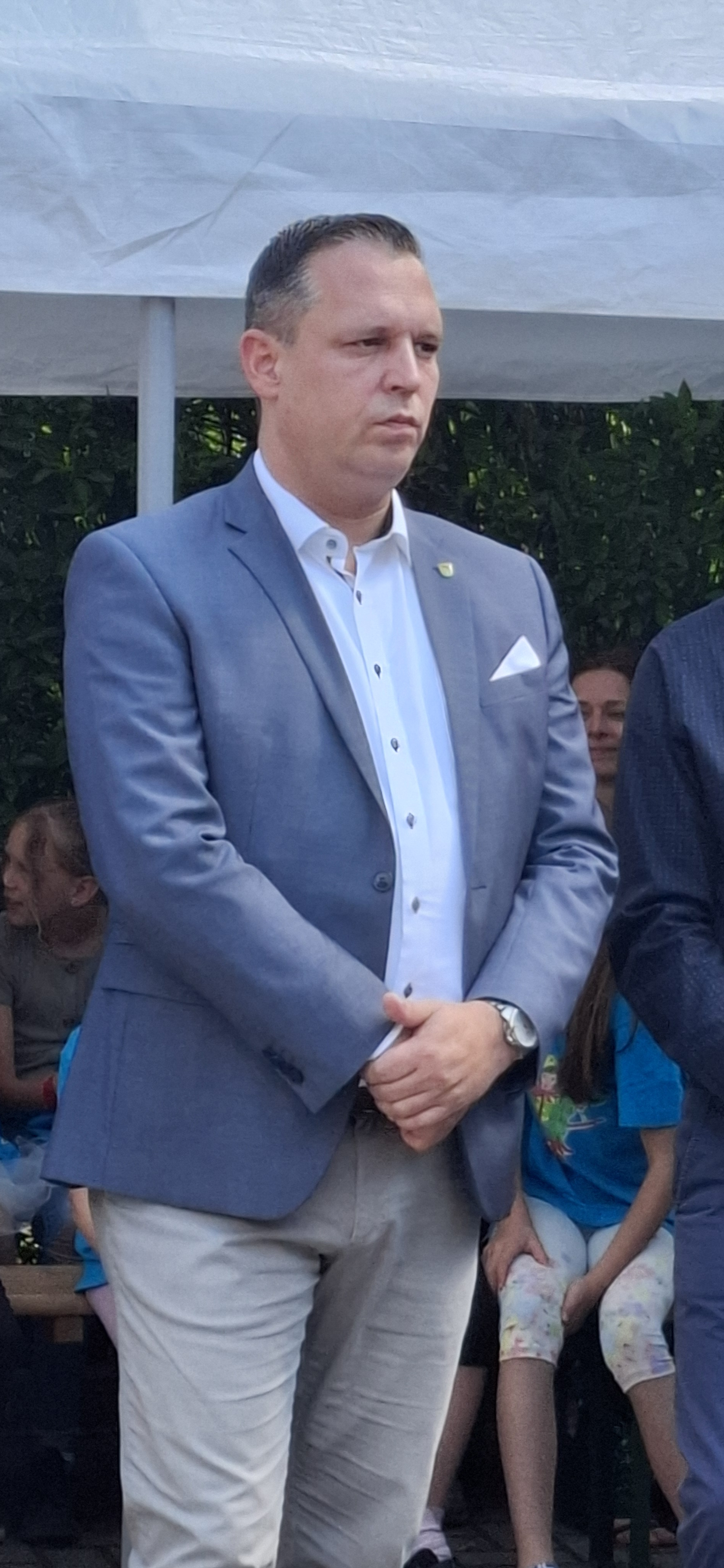
Rico Anton (* 1977)

- Anton, Rudolph (1830–1884), deutscher Jurist und konservativer Politiker, MdL (Königreich Sachsen)
- Anton, Susan (* 1950), US-amerikanische Sängerin und Filmschauspielerin
- Anton, Sven (* 1970), deutscher Volleyballtrainer und -spieler
- Anton, Uwe (* 1956), deutscher Science-Fiction-Schriftsteller und Übersetzer
- Anton, Volker-Michael (1951–2021), deutscher Fernschachgrossmeister
- Anton, Waldemar (* 1996), deutscher FußballspielerWaldemar Anton (* 1996)

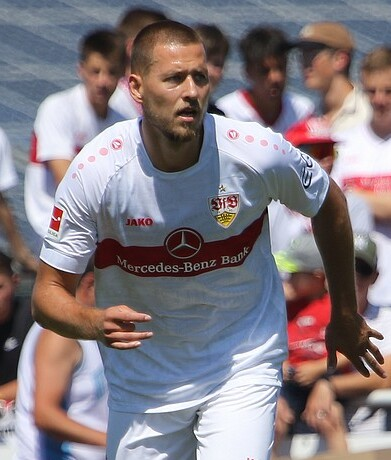
Waldemar Anton (* 1996)

- Anton, Walter (1929–2017), deutscher Verwaltungsjurist und Oberbürgermeister
- Anton, Wilfried (* 1940), deutscher Kulturmanager und Politiker

###### Antona
- Antonacci, Anna Caterina (* 1961), italienische Opern- und Liedsängerin (Mezzosopran und Sopran)
- Antonacci, Biagio (* 1963), italienischer Sänger
- Antonacci, Greg (1947–2017), US-amerikanischer Filmproduzent, Drehbuchautor, Filmregisseur und Schauspieler
- Antonaci, Rebecca (* 2004), italienische Sängerin und Schauspielerin
- Antonakaki, Suzana Kolokytha (1935–2020), griechische Architektin
- Antonakis, John (* 1969), schweizerischer Wirtschaftswissenschaftler und Chefredakteur
- Antonakos, Stephen (1926–2013), griechisch-US-amerikanischer Lichtkünstler
- Antonarakis, Fotis (* 1987), griechischer Bahn- und Straßenradrennfahrer
- Antonas, Aristide (* 1963), griechischer Architekt und Autor
- Antonau, Andrej (* 1985), russisch-belarussischer Eishockeyspieler
- Antonazzo, Gerardo (* 1956), italienischer Geistlicher, römisch-katholischer Bischof von Sora-Aquino-Pontecorvo

###### Antonc
- Antończyk, Daria (* 1983), polnische Fußballspielerin

###### Antone
- Antone, Clifford (1949–2006), US-amerikanischer Bluesclub- und Labelbetreiber
- Antoneli, Rômulo Marcos (* 1982), brasilianischer Fußballspieler
- Antonelius, Tomas (* 1973), schwedischer Fußballnationalspieler
- Antonelle, Pierre-Antoine (1747–1817), französischer Politiker, Journalist und Revolutionär
- Antonelli, Alessandro (1798–1888), italienischer Architekt
- Antonelli, Andrea (1988–2013), italienischer Motorradrennfahrer
- Antonelli, Andrea Kimi (* 2006), italienischer AutomobilrennfahrerAndrea Kimi Antonelli (* 2006)

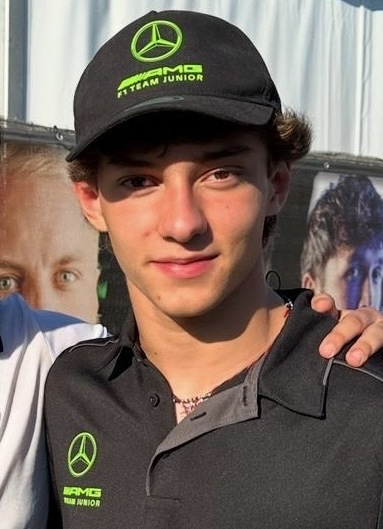
Andrea Kimi Antonelli (* 2006)

- Antonelli, Dominic A. (* 1967), US-amerikanischer Astronaut
- Antonelli, Ennio (1927–2004), italienischer Boxer und Schauspieler
- Antonelli, Ennio (* 1936), italienischer Geistlicher, Kurienkardinal und Erzbischof von Florenz
- Antonelli, Ferdinando Giuseppe (1896–1993), italienischer Geistlicher, Kurienkardinal
- Antonelli, Franco (1934–2022), italienischer Leichtathlet
- Antonelli, Giacomo (1806–1876), italienischer Geistlicher, Kardinalstaatssekretär des Kirchenstaates
- Antonelli, Giancarlo († 1694), italienischer römisch-katholischer Bischof
- Antonelli, Giancarlo (1690–1768), italienischer römisch-katholischer Geistlicher und Weihbischof im suburbikarischen Bistum Velletri
- Antonelli, Giovanna (* 1976), brasilianische Schauspielerin und Sängerin
- Antonelli, Julia (* 2003), US-amerikanische Schauspielerin und Sängerin
- Antonelli, Kathleen (1921–2006), irisch-amerikanische Programmiererin
- Antonelli, Lamberto (* 1921), italienischer Journalist und Autor
- Antonelli, Laura (1941–2015), italienische Schauspielerin
- Antonelli, Leonardo (1730–1811), italienischer Kardinal der katholischen Kirche
- Antonelli, Luca (* 1987), italienischer Fußballspieler
- Antonelli, Maria (* 1984), brasilianische Beachvolleyballspielerin
- Antonelli, Massimo (* 1942), italienischer Filmregisseur und Konzeptkünstler
- Antonelli, Niccolò (* 1996), italienischer Motorradrennfahrer
- Antonelli, Paola (* 1963), italienische Museumskuratorin
- Antonelli, Roberto (* 1938), italienischer Schauspieler
- Antonello da Messina († 1479), italienischer Maler
- Antonello da Serravalle, italienischer Maler und Freskant
- Antonenka, Aleh (* 1971), belarussischer Eishockeyspieler
- Antonenko, Aleksandr (* 1975), lettischer Opernsänger
- Antonenko, Irina Igorewna (* 1991), russisches Model und Miss Russland
- Antonenko-Dawydowytsch, Borys (1899–1984), ukrainischer Schriftsteller, Übersetzer und Linguist
- Antonescu, Crin (* 1959), rumänischer Historiker und Politiker
- Antonescu, Dumitru (1945–2016), rumänischer Fußballspieler und -trainer
- Antonescu, Elena Oana (* 1979), rumänische Politikerin (PD-L), MdEP
- Antonescu, Ion (1882–1946), rumänischer Politiker und GeneralstabschefIon Antonescu (1882–1946)

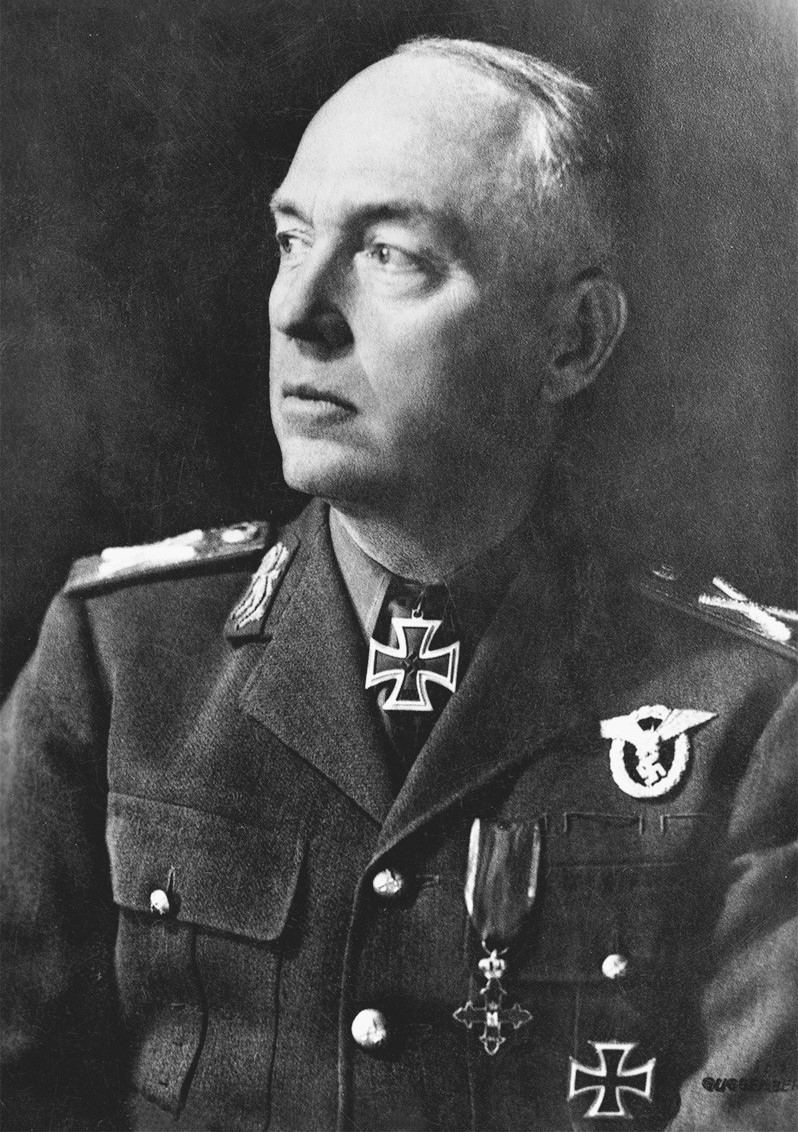
Ion Antonescu (1882–1946)

- Antonescu, Mihai (1904–1946), rumänischer Politiker
- Antonescu, Vintila, während der Weimarer Republik tätiger Gebrauchsgrafiker, Plakatkünstler und Illustrator von Notenblatt-Titelblättern
- Antonetti, Frédéric (* 1961), französischer Fußballspieler und Fußballtrainer
- Antonetti, Lorenzo (1922–2013), italienischer Geistlicher, Diplomat des heiligen Stuhls, Kardinal
- Antonetti, Raphaël (1872–1938), französischer Kolonialverwalter
- Antonevitch, Artjom (* 1993), deutscher Handballspieler
- Antonewitch, Nastja (* 1989), deutsche Handballspielerin
- Antonewitsch, Andrej (* 1968), russischer Handballspieler und -trainer

###### Antoni
- Antoni Fertner (1874–1959), polnisch Schauspieler, Filmregisseur und Filmproduzent
- Antoni, Adriana (* 1975), rumänische Sängerin
- Antoni, Birgit (* 1956), deutsche Künstlerin
- Antoni, Carlo (1896–1959), italienischer Philosoph und Historiker
- Antoni, Carmen-Maja (* 1945), deutsche Schauspielerin und HörspielsprecherinCarmen-Maja Antoni (* 1945)

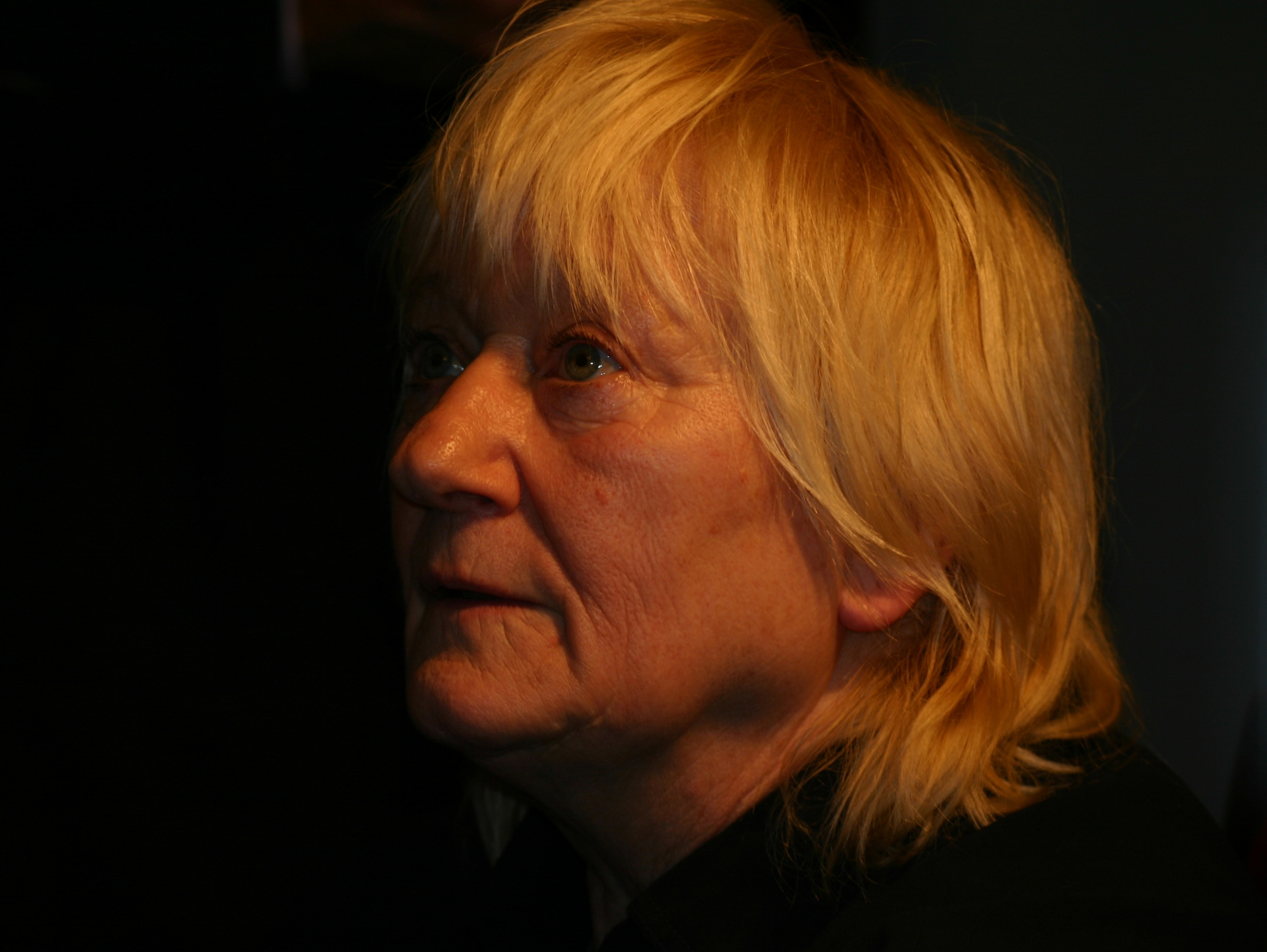
Carmen-Maja Antoni (* 1945)

- Antoni, Conny H. (* 1956), deutscher Psychologe und Hochschullehrer
- Antoni, Dieter (1942–2021), österreichischer Politiker (SPÖ), Abgeordneter zum Nationalrat
- Antoni, Franz (1902–1961), deutscher Ministerialbeamter
- Antoni, Georg (1862–1945), deutscher Politiker (CVP, Zentrum), Oberbürgermeister von Fulda
- Antoni, Hans-Erich (* 1954), deutscher Generalmajor des Heeres der Bundeswehr
- Antoni, Helge (* 1956), schwedischer Pianist
- Antoni, Hermann T. (1929–2019), deutscher Physiologe und Hochschullehrer
- Antoni, Janine (* 1964), bahamaisch-amerikanische Künstlerin
- Antoni, Jennipher (* 1976), deutsche Schauspielerin
- Antoni, Johanna (1762–1843), deutsche Schriftstellerin
- Antoni, Jürgen (* 1964), deutscher Politiker (SPD, AfD), MdL
- Antoni, Klaus (* 1953), deutscher Japanologe und Kulturwissenschaftler
- Antoni, Konrad (* 1964), österreichischer Politiker (SPÖ), Landtagsabgeordneter, Abgeordneter zum Nationalrat
- Antoni, Lisa (* 1981), österreichische Musicaldarstellerin und Schauspielerin
- Antoni, Lorenc (1909–1991), jugoslawischer Komponist, Chorleiter, Musikethnologe und Musikerzieher
- Antoni, Louis Ferdinand (1872–1940), französischer Maler des Orientalismus und Radierer
- Antoni, Michael (* 1947), deutscher Jurist und Beamter
- Antoni, Rudolf (1921–1986), österreichischer Journalist
- Antoni, Victor (1882–1966), französischer Politiker
- Antoni, Yvo (* 1979), deutscher Hundedresseur und Akrobat
- Antonia, Tochter von Marcus Antonius Orator
- Antonia, Gattin von Marcus Antonius
- Antonia, Tochter von Marcus Antonius
- Antônia (* 1994), brasilianische Fußballspielerin
- Antonia Caenis, römische Freigelassene, Konkubine Vespasians
- Antonia die Ältere (* 39 v. Chr.), Tochter von Marcus Antonius und Octavia, der Schwester des Augustus
- Antonia die Jüngere (36 v. Chr.–37), Tochter des römischen Politikers Marcus Antonius und der Octavia, Schwester des Kaisers Augustus
- Antonia Furnilla, Schwiegermutter des Titus und möglicherweise Großmutter des Trajan
- Antonia Gordiana, Tochter des römischen Kaisers Gordian I. und die Mutter des Kaisers Gordian III.
- Antonia Maria von Braganza (1845–1913), Infantin von Portugal, Fürstin von Hohenzollern-Sigmaringen
- Antonia Tryphaina, Königin von Pontos
- Antonia von Luxemburg (1899–1954), bayerische KronprinzessinAntonia von Luxemburg (1899–1954)

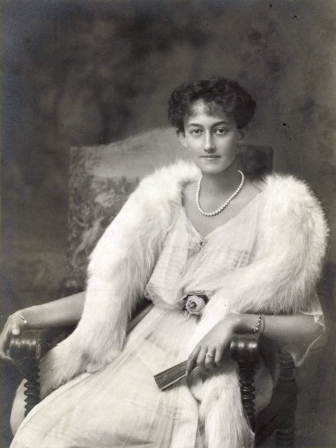
Antonia von Luxemburg (1899–1954)

- Antonia von Württemberg (1613–1679), Prinzessin von Württemberg sowie Literatin, Mäzenatin, christliche Kabbalistin und Stifterin
- Antonia, Bethany (* 1997), britische Schauspielerin
- Antonia, Glenka (* 1999), niederländische Hochspringerin aus Curaçao
- Antoniacomi, Friedrich (1880–1975), Maler
- Antoniadi, Eugène Michel (1870–1944), griechischer Astronom
- Antoniadis, Antonios (* 1985), belgischer Politiker
- Antoniadis, Antonis (* 1946), griechischer Fußballspieler
- Antoniadis, Ignatios (* 1955), griechischer theoretischer Physiker
- Antoniadis, Prodromos (* 1971), deutscher Schauspieler
- Antoniadis, Sophia (1895–1972), griechische Neogräzistin
- Antoniadou, Praxoula (* 1958), zyprische Politikerin
- Antoniak, Urszula (* 1968), polnisch-niederländische Filmregisseurin
- Antoniano, Silvio (1540–1603), italienischer Kardinal, Musiker und Kirchenjurist
- Antoniazzi, Antonio Maria (1872–1925), italienischer Astronom
- Antoniazzi, Gaetano (1825–1897), italienischer Geigenbauer
- Antoniazzi, Gianni (* 1998), Schweizer Fussballspieler
- Antoniazzi, Ilario (* 1948), italienischer Geistlicher, emeritierter römisch-katholischer Erzbischof von Tunis
- Antoniazzi, Marco (* 1972), italienischer Filmregisseur, Drehbuchautor und Kameramann
- Antoniazzi, Riccardo (1853–1912), italienischer Geigenbauer
- Antoniazzi, Romeo (1862–1925), italienischer Geigenbauer
- Antonic, Thomas (* 1980), österreichischer Autor und Literaturwissenschaftler
- Antonicek, Theophil (1937–2014), österreichischer Musikwissenschaftler
- Antonie von Lothringen (1568–1610), Herzogin von Jülich-Kleve Berg
- Antonie, Peter (* 1958), australischer Ruderer und Olympiasieger
- Antonietta, Maria (* 1987), italienische Indie-Musikerin
- Antonietti, Benjamin (* 1991), Schweizer Eishockeyspieler
- Antonietti, Colomba (1826–1849), italienische Freiheitskämpferin während des Risorgimento
- Antonietti, Josip (1832–1898), Abgeordneter zum Dalmatinischen Landtag und zum Österreichischen Abgeordnetenhaus
- Antonietti, Markus (* 1960), deutscher Chemiker
- Antoniewicz, Heiko (* 1965), deutscher KochHeiko Antoniewicz (* 1965)

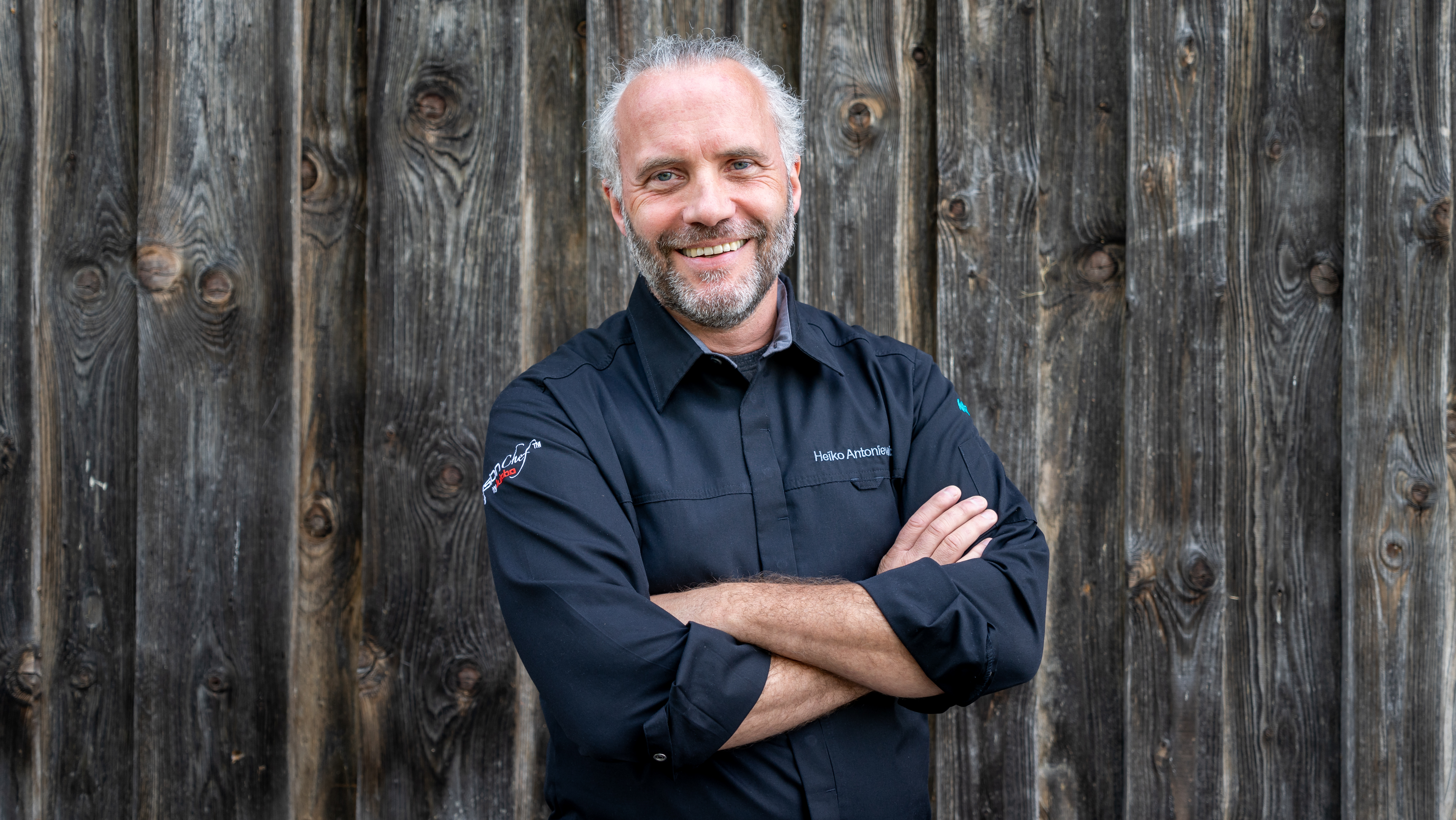
Heiko Antoniewicz (* 1965)

- Antoniewicz, Karol Bołoz (1807–1852), polnischer katholischer Theologe und Missionar der Jesuiten
- Antoniewski, Rafał (* 1980), polnischer Schachgroßmeister
- Antonii, Giovanni Battista degli (1636–1698), italienischer Komponist
- Antonii, Pietro degli (1639–1720), italienischer Komponist
- Antonij (* 1984), russischer Priester, Primat des Patriarchalen Exarchats in Westeuropa der Russisch-Orthodoxen Kirche
- Antonijević, Dušan (1912–1986), jugoslawischer Schauspieler
- Antonik, Wladimir Wladimirowitsch (* 1953), sowjetisch-russischer Schauspieler
- Antonin, Arnold (* 1942), haitianischer Filmemacher, Drehbuchautor und Soziologe
- Antonin, Daniela (* 1972), deutsche Kunsthistorikerin und Kuratorin
- Antonina, Ehefrau des oströmischen Feldherrn Belisar
- Antonini, Annibale (1702–1755), italienischer Romanist, Übersetzer, Grammatiker und Lexikograf
- Antonini, Gabriele (* 1937), italienischer Schauspieler
- Antonini, Giovanni (* 1965), italienischer Flötist und DirigentGiovanni Antonini (* 1965)

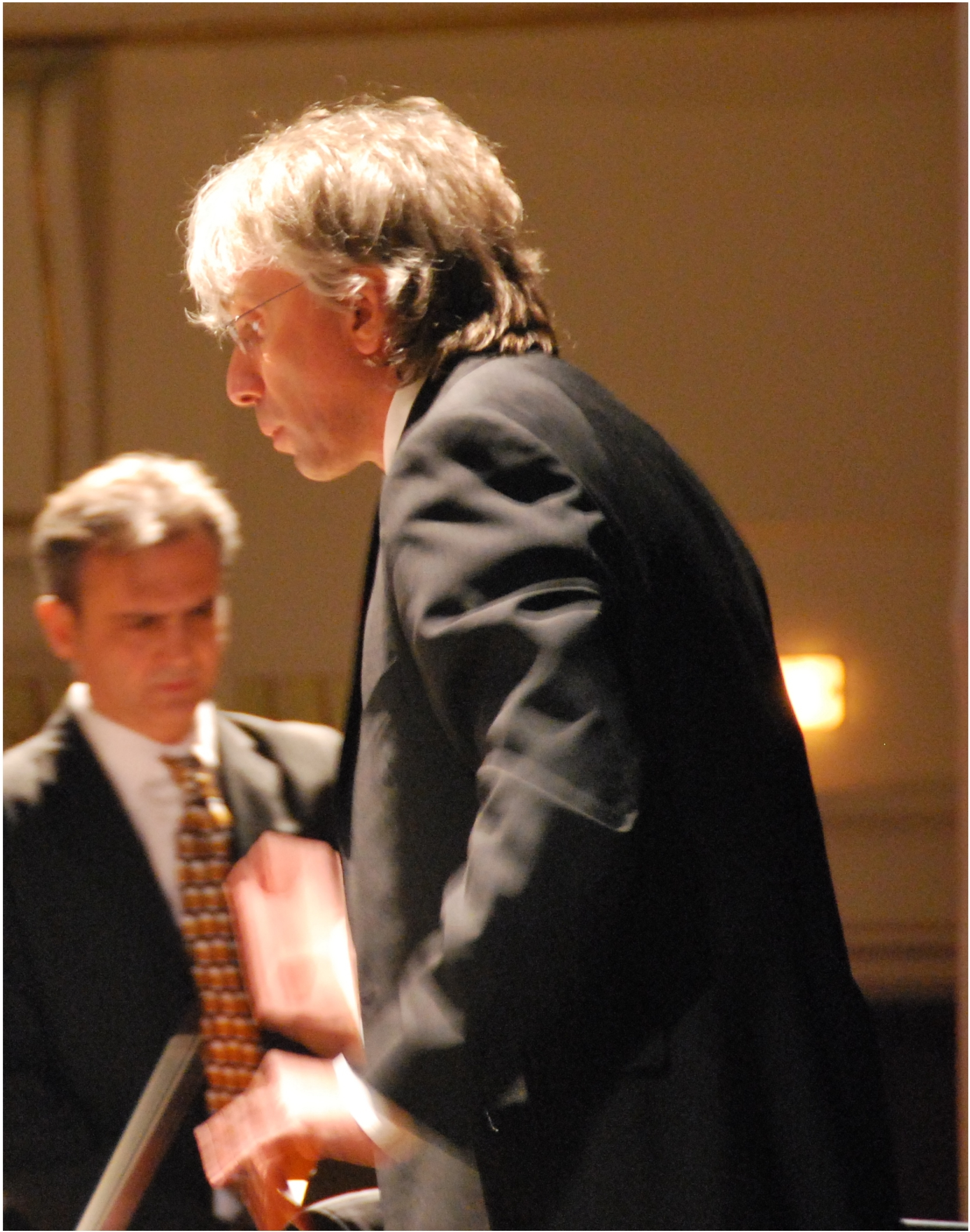
Giovanni Antonini (* 1965)

- Antonini, Ilenia (* 1999), kolumbianische Schauspielerin und Sängerin
- Antonini, Louise (1771–1861), französische Korsarin und Soldatin
- Antonini, Luca (* 1982), italienischer Fußballspieler und Fußballtrainer
- Antonini, Orlando (* 1944), italienischer Geistlicher, emeritierter römisch-katholischer Erzbischof und Diplomat
- Antonini, Piero (* 1968), italienischer Beachvolleyballspieler
- Antonini, Pierre, französischer Amateurastronom und Asteroidenentdecker
- Antonino, Gaudencio (1909–1967), philippinischer Politiker, Wirtschaftsmanager und Unternehmer
- Antonino, Magnolia (1915–2010), philippinische Politikerin
- Antoninus, römischer Silberschmied
- Antoninus († 186), Märtyrer und Heiliger
- Antoninus Liberalis, griechischer Mythograph
- Antoninus Pius (86–161), römischer KaiserAntoninus Pius (86–161)

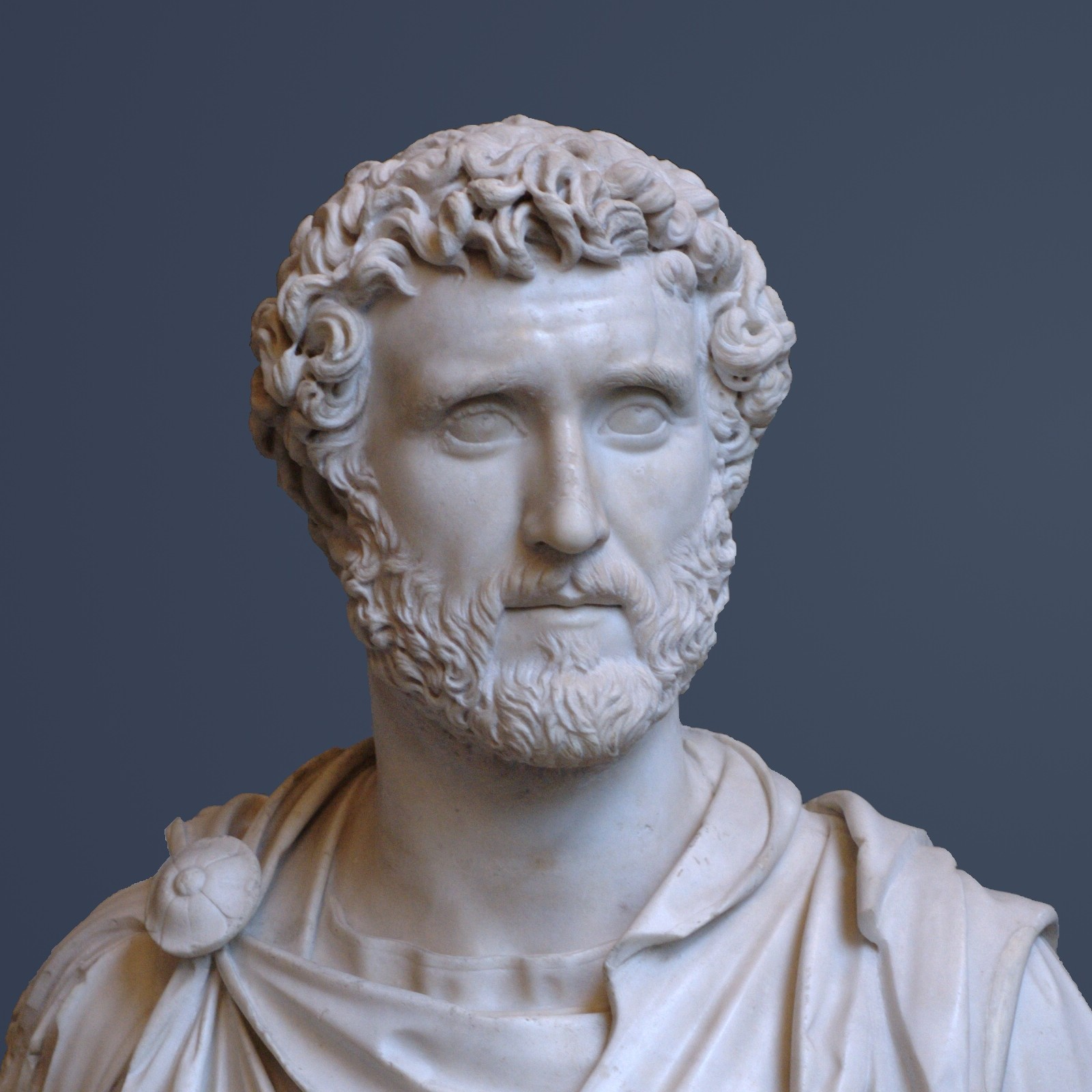
Antoninus Pius (86–161)

- Antoninus von Florenz (1389–1459), dominikanischer Theologe, Prior von San Marco, Erzbischof von Florenz
- Antoninus von Grado († 748), Patriarch von Grado
- Antoninus von Pamiers, Heiliger der Katholischen Kirche
- Antoninus von Piacenza, frühchristlicher Märtyrer
- Antoninus von Rom, frühchristlicher Märtyrer
- Antoninus von Sorrent, Benediktinerabt und Heiliger
- Antoninus, Galerius, Sohn des Kaisers Antoninus Pius und Faustina I
- Antonio da Brescia, italienischer Medailleur
- Antonio da Cremona, italienischer Holzschneider
- Antonio da Lonate, italienischer Architekt der Renaissance
- Antonio da Monza, oberitalienischer Buchmaler
- Antonio da Negroponte, italienischer Maler und wahrscheinlich auch Geistlicher
- Antonio da Noli, italienischer Seefahrer
- Antonio da Pontedera († 1436), Condottiere
- António de São Jacinto, portugiesischer Dominikaner
- Antonio Ferrante Gonzaga (1687–1729), Herzog von Guastalla
- Antonio I. Acciaiuoli († 1435), Herzog von Athen
- Antonio Marcos, Asier (* 1979), spanischer Handballtrainer und Handballspieler
- Antonio Neri, Neri di, italienischer Maler
- Antonio Veneziano, italienischer Maler
- António von Crato (1531–1595), portugiesischer Adliger, der sich 1580 erfolglos selbst zum König von Portugal ausriefAntónio von Crato (1531–1595)

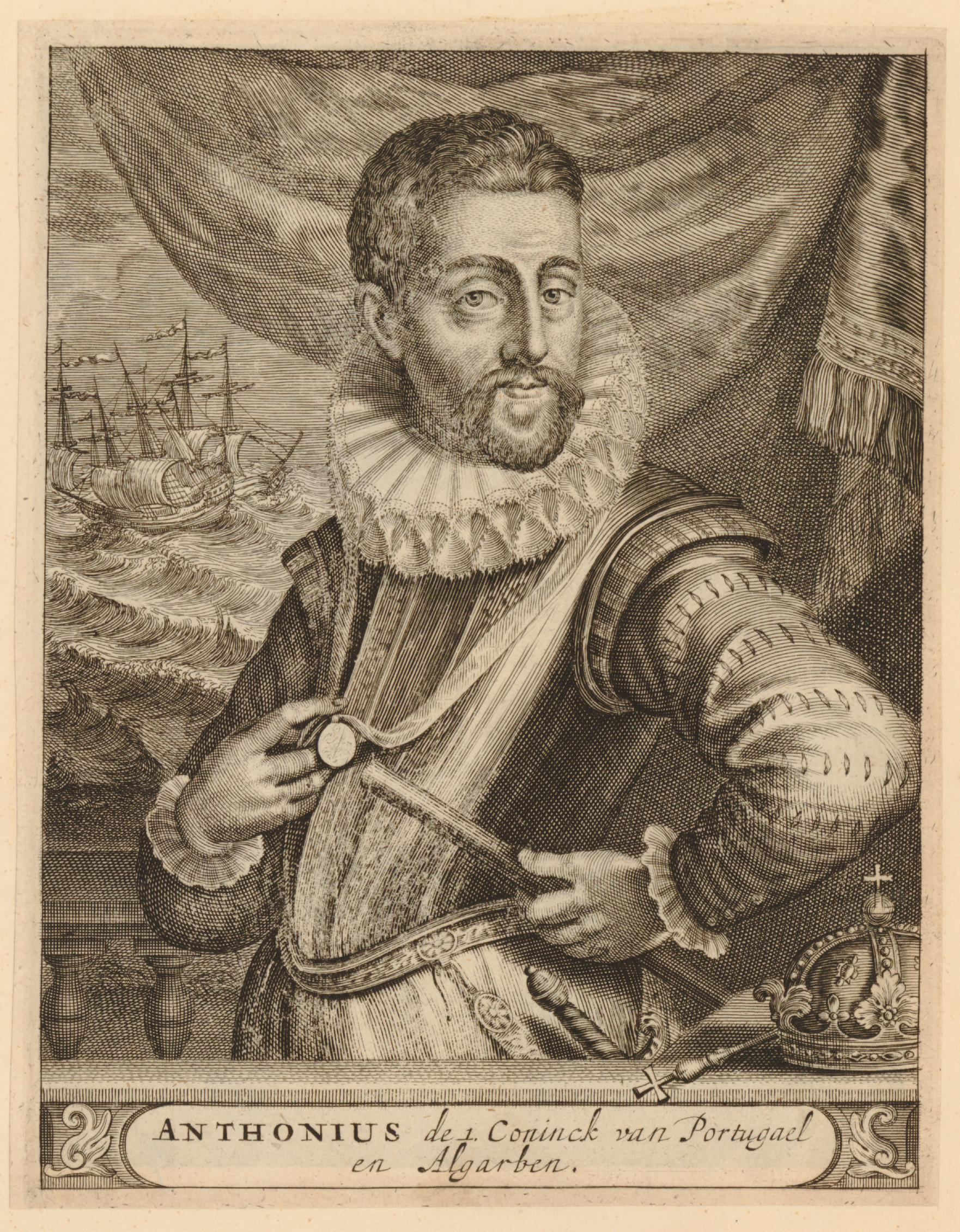
António von Crato (1531–1595)

- Antonio, Amadeu (1962–1990), angolanisches Gewaltopfer
- António, Dário (* 1992), angolanischer Radrennfahrer
- Antonio, David William Valencia (* 1963), philippinischer Geistlicher, römisch-katholischer Bischof von Ilagan
- António, Dayo (* 1988), mosambikanischer Fußballspieler
- Antonio, Francesco d’, italienischer in Siena tätiger Goldschmied
- Antonio, Jorge (1917–2007), argentinischer Unternehmer
- Antonio, Kyllian (* 2008), französischer Fußballspieler
- António, Lauro (1942–2022), portugiesischer Regisseur, Filmkritiker und Autor
- Antonio, Lorenzo (* 1969), US-amerikanischer Sänger
- Antônio, Luiz (* 1991), brasilianischer Fußballspieler
- António, Manuel (* 1988), angolanischer Leichtathlet
- Antônio, Marco (* 1963), brasilianischer Fußballspieler
- Antônio, Marcos (* 2000), brasilianischer Fußballspieler
- Antônio, Maurício (* 1992), portugiesisch-brasilianischer Fußballspieler
- Antonio, Michail (* 1990), englisch-jamaikanischer FußballspielerMichail Antonio (* 1990)

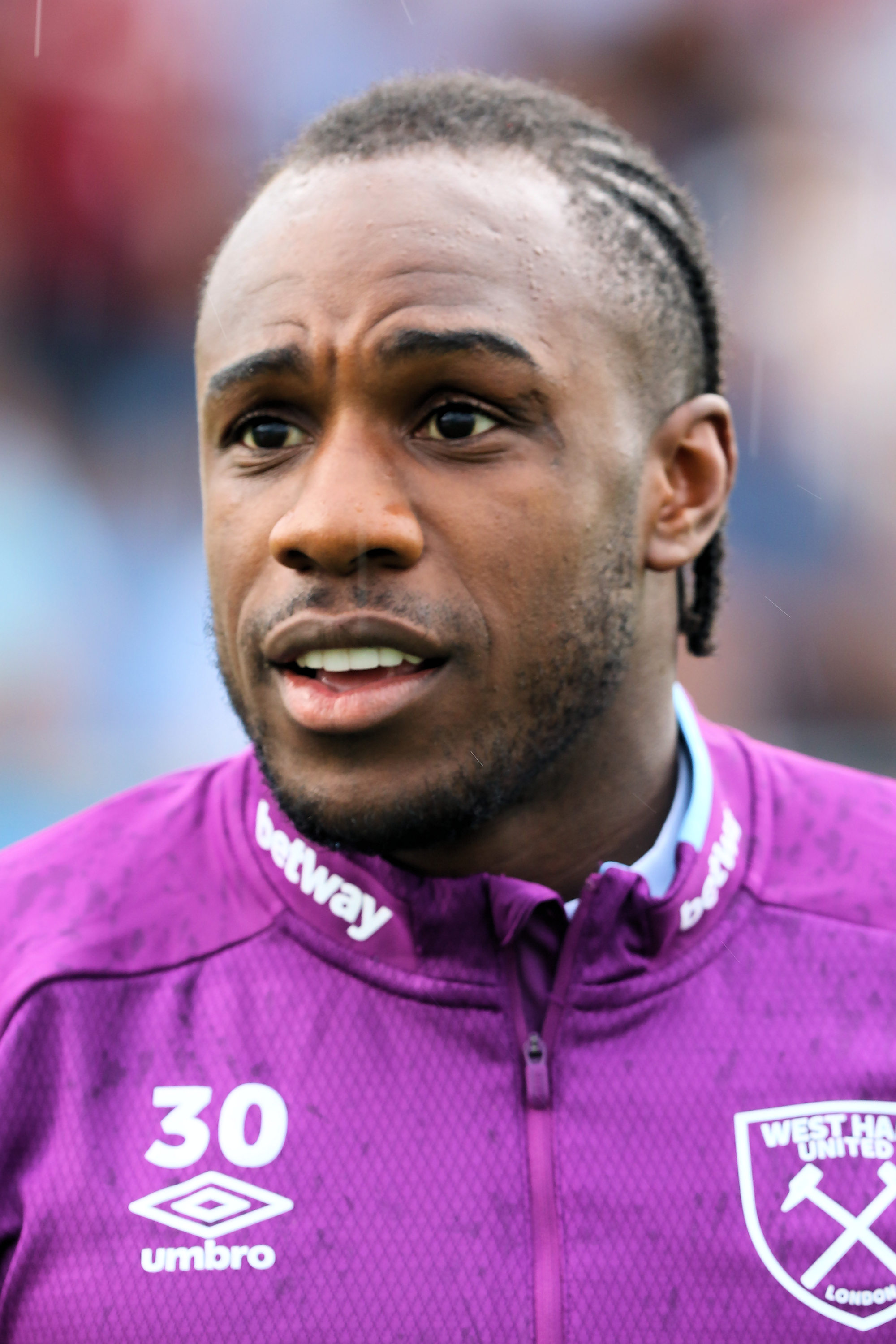
Michail Antonio (* 1990)

- Antonio, Nickie (* 1955), US-amerikanische Politikerin (Demokratische Partei)
- Antonio, Nicolás (1617–1684), spanischer Bibliograf
- António, Pedro Luís (1921–2014), angolanischer Geistlicher und römisch-katholischer Bischof von Kwito-Bié
- Antonio, Peggy (1917–2002), australische Cricketspielerin
- Antonio, Salvatore (* 1976), kanadischer Schauspieler
- António, Signori (* 1994), schweizerisch-angolanischer Fußballspieler
- Antônio, Sílvio (* 1974), brasilianischer Fußballspieler
- António, Téte (* 1955), angolanischer Politiker
- António, Zé (* 1977), portugiesischer Fußballspieler
- Antonioli, Francesco (* 1969), italienischer Fußballtorhüter
- Antonioli, Laurie (* 1958), amerikanische Jazzsängerin und Liedtexterin
- Antonioli, Mattia (* 1996), italienischer Shorttracker
- Antonioli, Renato (* 1953), italienischer Skirennläufer
- Antoniolli, Walter (1907–2006), österreichischer Verfassungsjurist und Präsident des österreichischen Verfassungsgerichtshofes (1958–1977)
- Antonioni, Michelangelo (1912–2007), italienischer Filmregisseur, Autor und MalerMichelangelo Antonioni (1912–2007)

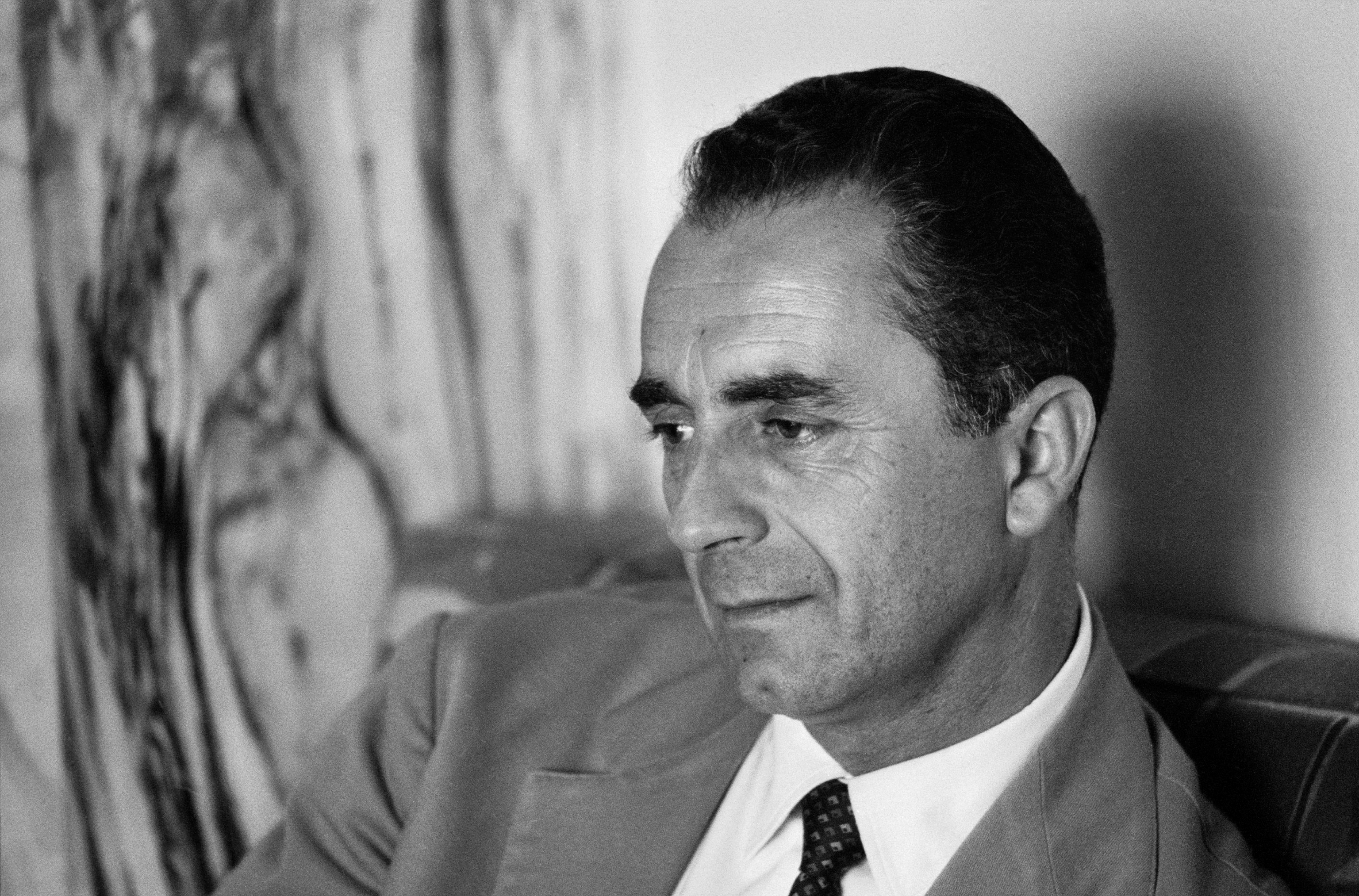
Michelangelo Antonioni (1912–2007)

- Antonios (1927–2022), dritter Patriarch der Eritreisch-Orthodoxen Tewahedo-Kirche
- Antonios Diogenes, antiker griechischer Romanautor
- Antonios I., Patriarch von Konstantinopel
- Antonios II. Kauleas († 901), Patriarch von Konstantinopel
- Antonios III. Studites, ökumenischer Patriarch von Konstantinopel (973–978)
- Antonios IV. († 1397), Patriarch von Konstantinopel
- Antoniotti, Giorgio († 1776), italienischer Komponist und Cellist
- Antoniou, Angeliki (* 1956), griechische Filmregisseurin, Drehbuchautorin und Produzentin
- Antoniou, Eleni (* 1985), griechische Fußballschiedsrichterin
- Antoniou, Giorgos (* 1970), griechischer Jazzmusiker (Kontrabass)
- Antoniou, Ioannis (* 1995), griechischer Skirennläufer
- Antoniou, Kalia (* 2000), zyprische Schwimmerin
- Antoniou, Theodore (1935–2018), griechischer Komponist
- Antoniozzi, Alfredo (* 1956), italienischer Politiker, MdEP
- Antonipieri, Danilo (* 1964), italienischer Biathlet und Skilangläufer
- Antonis, Terry (* 1993), australisch-griechischer Fußballspieler
- Antoniska, Mariela (* 1975), argentinische Hockeyspielerin
- Antonisse, Jeremy (* 2002), niederländischer Fußballspieler
- Antonitsch, Alex (* 1966), österreichischer Tennisspieler
- Antonitsch, Hans (* 1897), österreichischer Politiker und Kaufmann
- Antonitsch, Mira (* 1998), österreichische Tennisspielerin
- Antonitsch, Nico (* 1991), österreichischer Fußballspieler
- Antonitsch, Sam (* 1996), österreichischer Eishockeyspieler
- Antoniucci, Pierre (* 1943), französischer Maler
- Antonius (1439–1526), Graf von Holstein-Pinneberg und Schauenburg
- Antonius Albus, Lucius, römischer Suffektkonsul (102)
- Antonius Annianus, römischer Offizier (Kaiserzeit)
- Antonius Antyllus, Marcus (47 v. Chr.–30 v. Chr.), ältester Sohn von Marcus Antonius und dessen Ehefrau FulviaMarcus Antonius Antyllus (47 v. Chr.–30 v. Chr.)

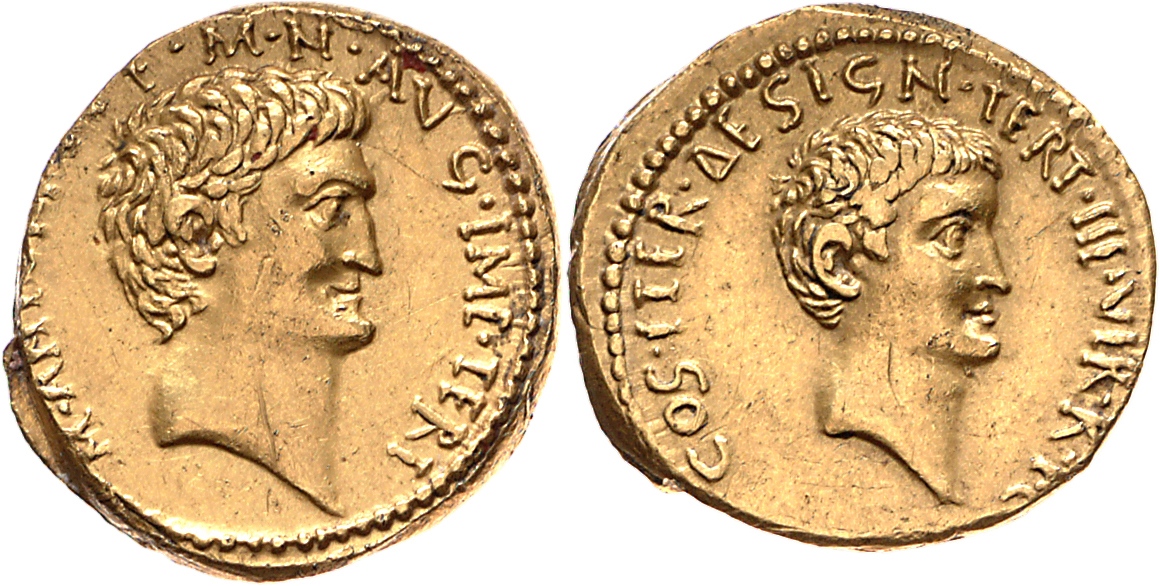
Marcus Antonius Antyllus (47 v. Chr.–30 v. Chr.)

- Antonius Claudius Alfenus Arignotus, Titus, römischer Offizier (Kaiserzeit)
- Antonius Creticus, Marcus († 71 v. Chr.), römischer Politiker
- Antonius der Große († 356), ägyptischer Asket und Eremit, Heiliger
- Antonius Felix, Lucius, römischer Centurio
- Antonius Fuscus, Gnaeus, römischer Suffektkonsul (109)
- Antonius Hiberus, Marcus, römischer Konsul (133)
- Antonius Hybrida, Gaius, römischer Politiker
- Antonius Isauricus, Quintus, römischer Suffektkonsul
- Antonius Iulianus, römischer Schriftsteller
- Antonius Marcellinus, spätantiker römischer Politiker und Prätorianerpräfekt
- Antonius Marinianus, Lucius, römischer Offizier (Kaiserzeit)
- Antonius Memmius Hiero, Marcus, römischer Statthalter
- Antonius Modianus, Marcus, römischer Offizier (Kaiserzeit)
- Antonius Musa, Arzt des römischen Kaisers Augustus
- Antonius Natalis, Centurio (Legio XXII Primigenia)
- Antonius Natalis, Verschwörer gegen Nero
- Antonius Orator, Marcus (143 v. Chr.–87 v. Chr.), römischer Politiker und Redner
- Antonius Pallas, Marcus, römischer Suffektkonsul (167)
- Antonius Pilatus, Marcus, römischer Offizier (Kaiserzeit)
- Antonius Primus, Marcus, römischer Politiker und MilitärMarcus Antonius Primus

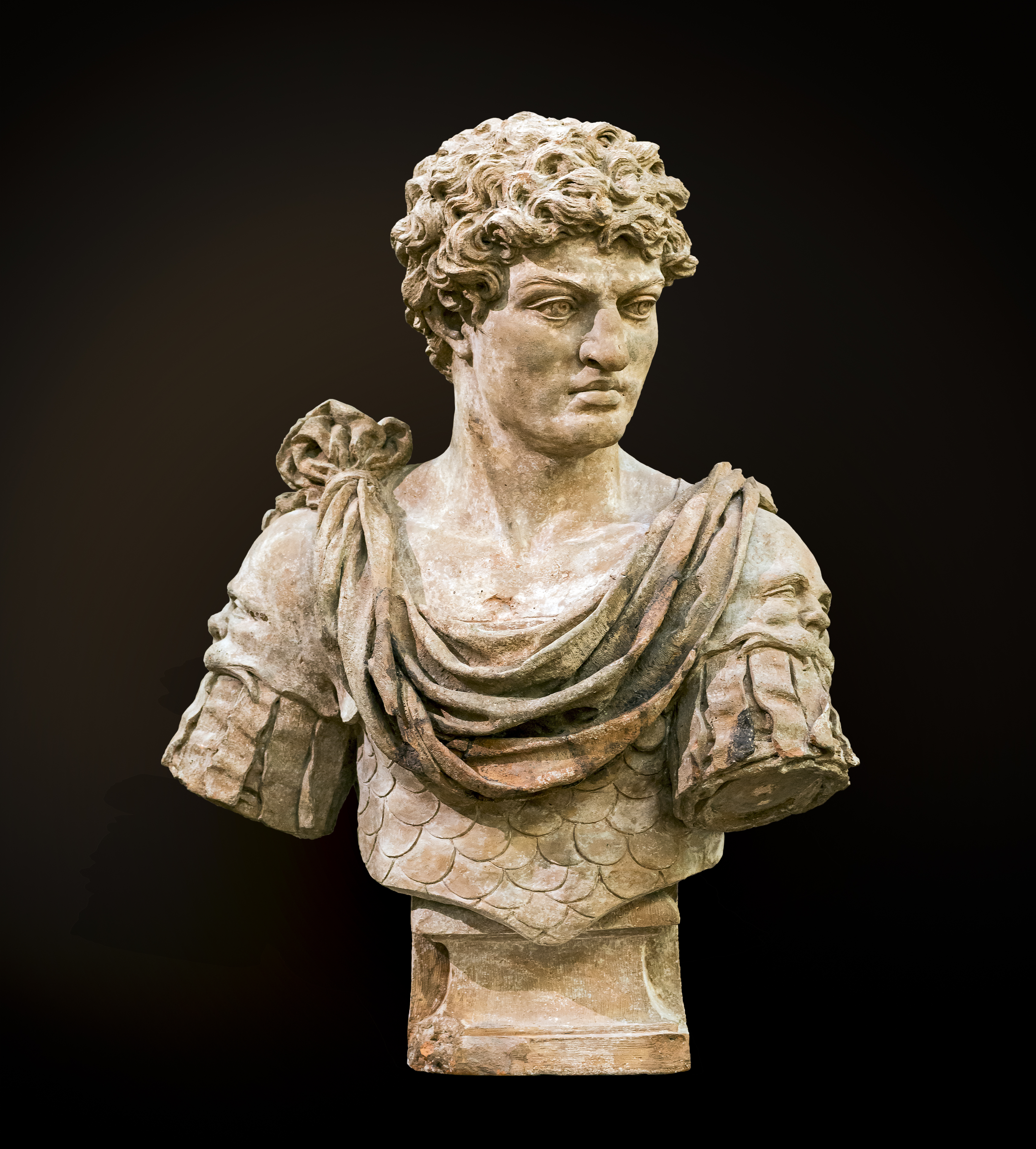
Marcus Antonius Primus

- Antonius Proculus, Lucius, römischer Offizier (Kaiserzeit)
- Antonius Quadratus, Lucius, römischer Soldat
- Antonius Rufinus, Marcus, römischer Konsul (131)
- Antonius Rufus, Aulus, römischer Senator und Suffektkonsul 45
- Antonius Silo, Quintus, römischer Centurio
- Antonius von Dortmund († 1429), Titularbischof und Weihbischof in mehreren Diözesen
- Antonius von Kiew (983–1073), Gründer des Mönchtums in Russland und des Kiewer Höhlenklosters
- Antonius von Padua († 1231), portugiesischer Franziskaner und HeiligerAntonius von Padua († 1231)

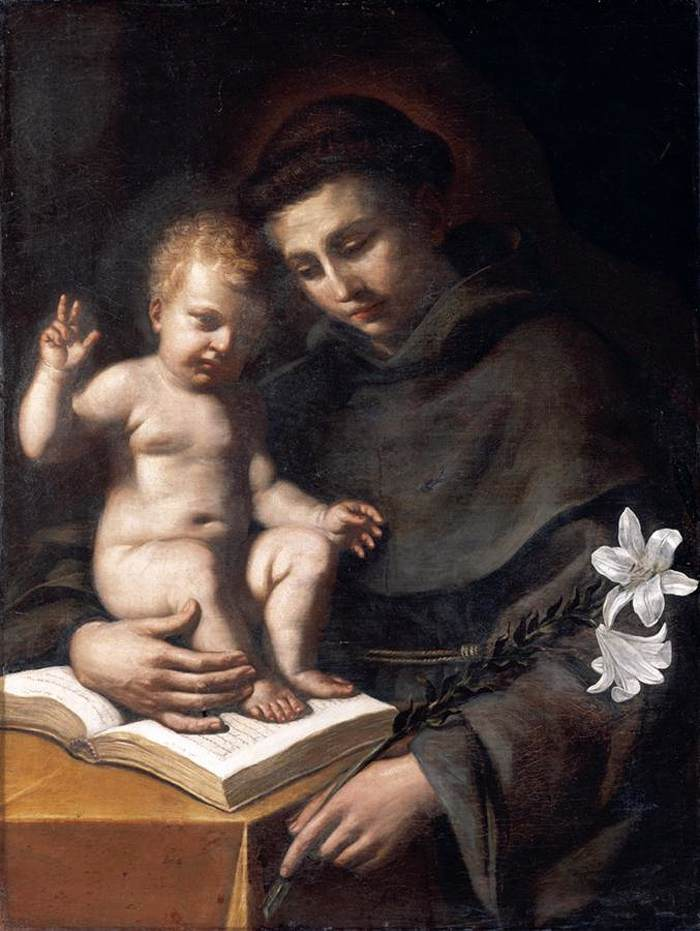
Antonius von Padua († 1231)

- Antonius von Pforr († 1483), deutscher Übersetzer des „Buches der Beispiele“
- Antonius Zeno, Marcus, römischer Suffektkonsul (148)
- Antonius, Brigitte (* 1933), österreichische Schauspielerin
- Antonius, Gaius, antiker römischer Metall-Kunsthandwerker
- Antonius, Gaius († 42 v. Chr.), zweite Sohn von Marcus Antonius Creticus und jüngerer Bruder von Marcus Antonius
- Antonius, George (1891–1942), arabischer Historiker des arabischen Nationalismus
- Antonius, Iullus (45 v. Chr.–2 v. Chr.), römischer Senator, Konsul 10 v. Chr.
- Antonius, Lucius, römischer Politiker
- Antonius, Marcus († 30 v. Chr.), römischer Staatsmann und Feldherr
- Antonius, Otto (1885–1945), österreichischer Zoologe und Paläontologe
- Antonius, Patrik (* 1980), finnischer Pokerspieler, Model und Tennisspieler
- Antoniussen, Hanna (* 1971), färöische Fußballspielerin
- Antoniutti, Ildebrando (1898–1974), italienischer Geistlicher, Diplomat des Heiligen Stuhls und später Kurienkardinal der römisch-katholischen Kirche

###### Antonj
- Antonja (* 1980), österreichische Schlagersängerin
- Antonjuk, Andrij (1943–2013), ukrainischer Kunstmaler, Volkskünstler
- Antonjuk, Kazjaryna (* 1974), belarussische Skilangläuferin

###### Antono
- Antonoff, Jack (* 1984), US-amerikanischer Musiker und ProduzentJack Antonoff (* 1984)

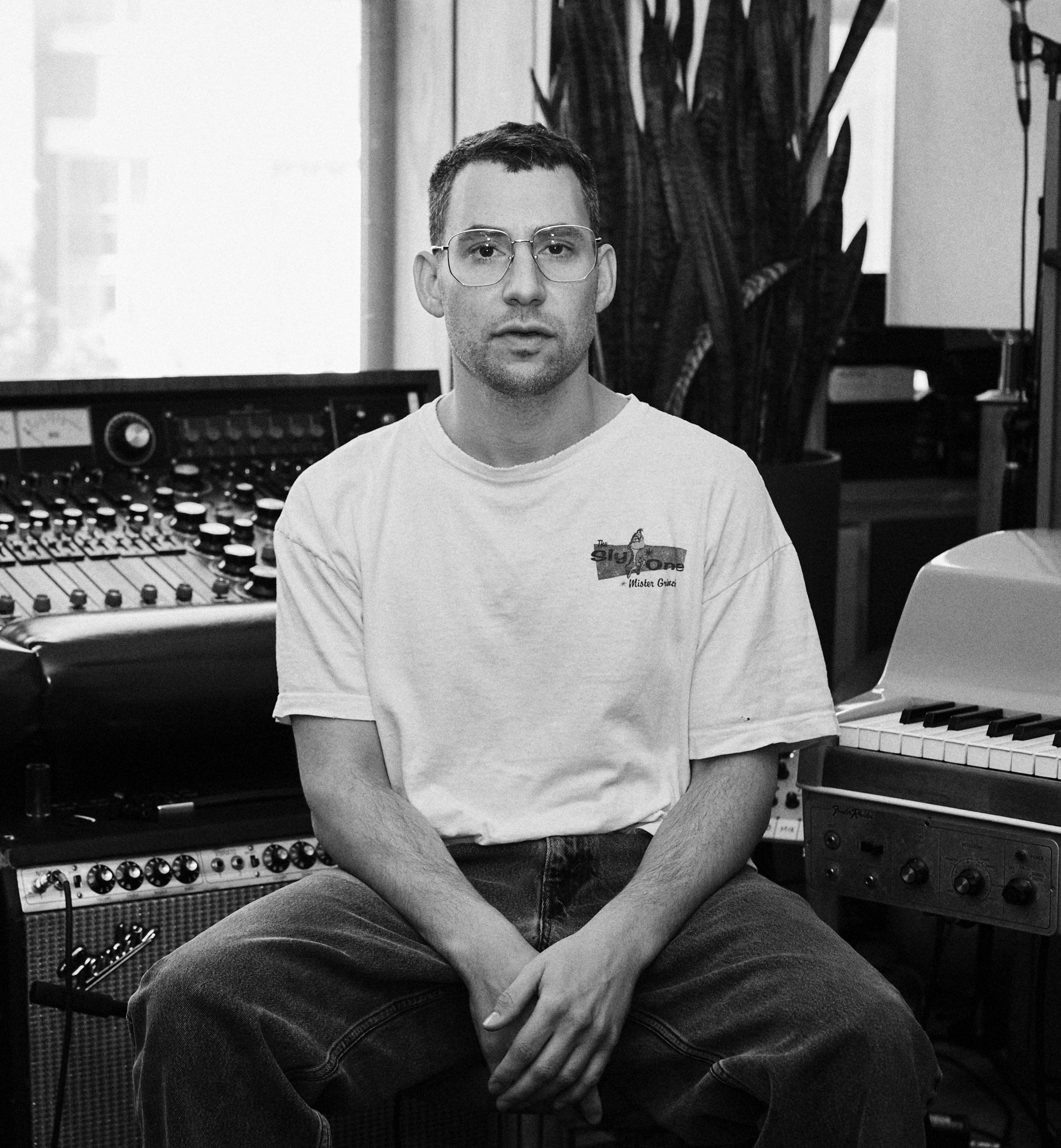
Jack Antonoff (* 1984)

- Antonoff, Nicolas (* 1981), französischer Eishockeyspieler
- Antonoplis, Lea (* 1959), US-amerikanische Tennisspielerin
- Antonov, Ilja (* 1992), estnischer Fußballspieler
- Antonov, Waltraut (* 1959), österreichische Politikerin (GRÜNE), Landtagsabgeordnete und Gemeinderätin
- Antonovich, Mike (* 1951), US-amerikanischer Eishockeyspieler, -trainer und -scout sowie Politiker
- Antonovics, Janis (* 1942), US-amerikanischer Ökologe und Professor für Biologie
- Antonovsky, Aaron (1923–1994), israelisch-amerikanischer Soziologie
- Antonow, Adalbert (1909–1942), bulgarischer kommunistischer Aktivist
- Antonow, Alexander Pawlowitsch (1898–1962), sowjetischer Schauspieler
- Antonow, Alexander Stepanowitsch (1889–1922), russischer Sozialist, Anführer des Bauernaufstands von Tambow
- Antonow, Alexander Wladimirowitsch (* 1954), sowjetisch-russischer Kybernetiker und Hochschullehrer
- Antonow, Alexei Innokentjewitsch (1896–1962), sowjetischer General
- Antonow, Anatoli Iwanowitsch (* 1955), russischer Diplomat und Politiker
- Antonow, Dmytro (* 1996), ukrainischer Fußballspieler
- Antonow, Michail Alexandrowitsch (* 1986), russischer Radrennfahrer
- Antonow, Michail Nikolajewitsch (* 1972), russischer Journalist
- Antonow, Miroslaw (* 1986), bulgarischer Fußballspieler
- Antonow, Nikolaj (* 1968), bulgarischer Sprinter und Weitspringer
- Antonow, Oleg Konstantinowitsch (1906–1984), sowjetischer FlugzeugkonstrukteurOleg Konstantinowitsch Antonow (1906–1984)

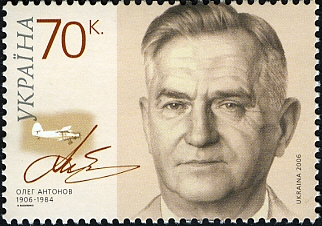
Oleg Konstantinowitsch Antonow (1906–1984)

- Antonow, Oleksij (* 1986), ukrainischer Fußballspieler
- Antonow, Semjon Sergejewitsch (* 1989), russischer Basketballspieler
- Antonow, Sergei Petrowitsch (1915–1995), sowjetischer Schriftsteller
- Antonow, Sergei Wassiljewitsch, sowjetischer Biathlet
- Antonow, Wladimir Semjonowitsch (1909–1993), sowjetischer Generalmajor
- Antonow, Wladislaw Nikolajewitsch (* 1991), russischer Rennrodler
- Antonow-Owsejenko, Anton Antonowitsch (* 1962), russischer Philologe und Hochschullehrer
- Antonow-Owsejenko, Anton Wladimirowitsch (1920–2013), russischer Historiker und Dissident
- Antonow-Owsejenko, Wladimir Alexandrowitsch (1883–1938), sowjetischer Militärbefehlshaber und späterer DiplomatWladimir Alexandrowitsch Antonow-Owsejenko (1883–1938)

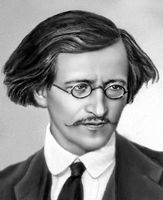
Wladimir Alexandrowitsch Antonow-Owsejenko (1883–1938)

- Antonow-Romanowski, Wsewolod Wassiljewitsch (1908–2006), russischer Physiker
- Antonowa, Alexandra Andrejewna (1932–2014), samische Schriftstellerin und Sprachaktivistin
- Antonowa, Alexandra Wiktorowna (* 1980), russische Hürdenläuferin
- Antonowa, Irina Alexandrowna (1922–2020), sowjetische bzw. russische Kunsthistorikerin und Museumsdirektorin
- Antonowa, Jelena Anatoljewna (* 1974), russische Synchronschwimmerin
- Antonowa, Jelena Petrowna (* 1952), sowjetische Ruderin
- Antonowa, Jelena Wadimowna (* 1945), sowjetisch-russische Prähistorikerin
- Antonowa, Koka Alexandrowna (1910–2007), sowjetisch-russische Indologin
- Antonowa, Natalja Sergejewna (* 1995), russische Radsportlerin
- Antonowa, Olena (* 1972), ukrainische Diskuswerferin
- Antonowa, Olga (* 1960), russische Leichtathletin
- Antonowicz, Anja (* 1981), deutsch-polnische SchauspielerinAnja Antonowicz (* 1981)

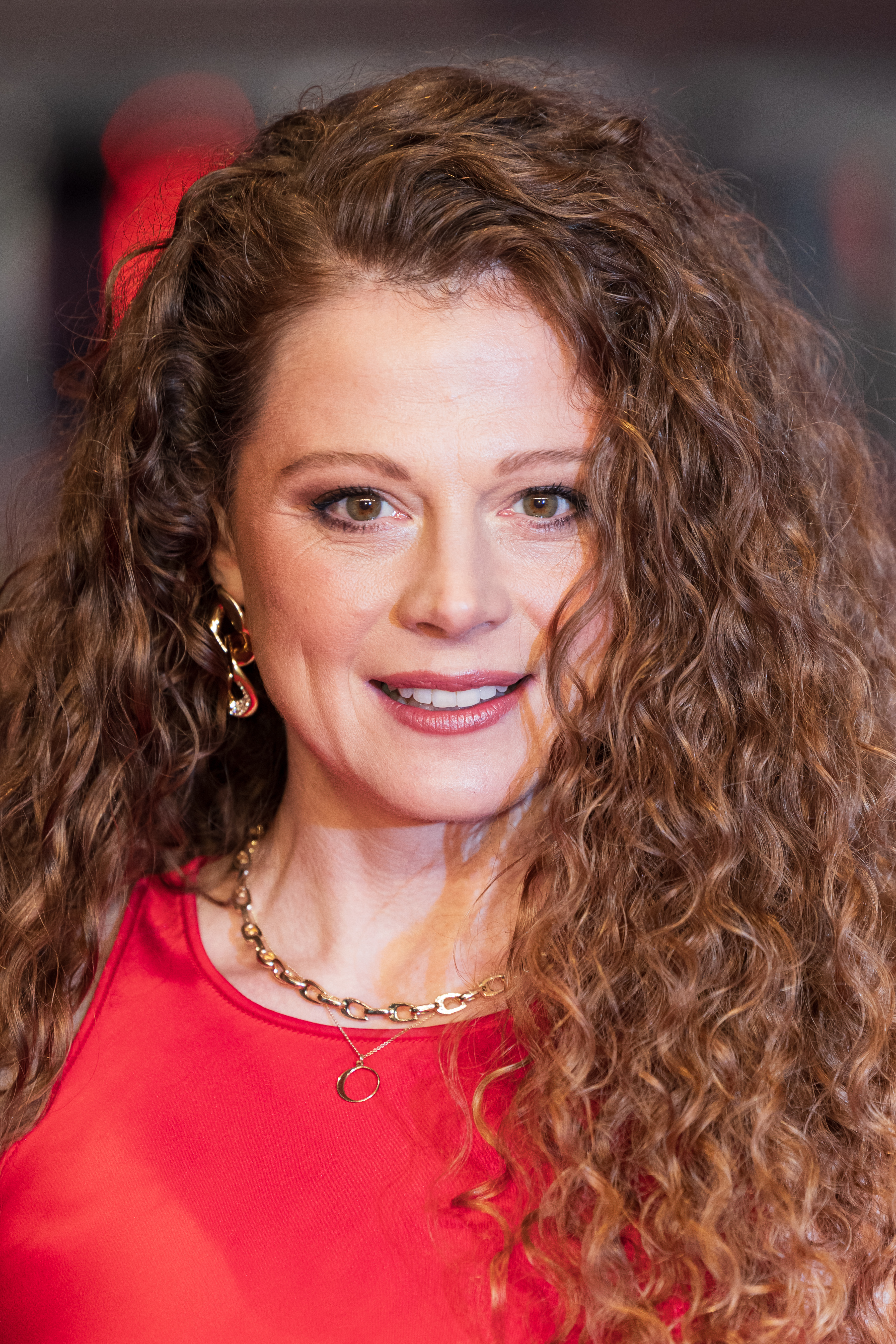
Anja Antonowicz (* 1981)

- Antonowicz, Mikołaj (1915–2000), polnischer Offizier und Geschäftsmann
- Antonowitsch, Afinogen Jakowlewitsch (1848–1917), russischer Ökonom und Statistiker
- Antonowytsch, Dmytro (1877–1945), ukrainischer Kunsthistoriker und Minister
- Antonowytsch, Wolodymyr (1834–1908), ukrainischer Historiker, Prähistoriker, Ethnograph, Professor und politischer Aktivist
- Antonowytsch-Melnyk, Kateryna (1859–1942), ukrainische Prähistorikerin

###### Antons
- Antons, Heiko (* 1951), deutscher Eishockeyspieler
- Antons, Nils (* 1979), deutscher Eishockeyspieler
- Antonsen, Anders (* 1997), dänischer Badmintonspieler
- Antonsen, Atle (* 1969), norwegischer Schauspieler und Komiker
- Antonsen, Elmer H. (1929–2008), US-amerikanischer Linguist und Runologe
- Antonsen, Kasper (* 1994), dänischer Badmintonspieler
- Antonsen, Ole Edvard (* 1962), norwegischer Trompeter
- Antonsen, René (* 1992), dänischer Handballspieler
- Antonsson, Bertil (1921–2006), schwedischer Ringer
- Antonsson, Daniel (* 1974), schwedischer Gitarrist, Bassist und Musikproduzent
- Antonsson, Hans (1934–2021), schwedischer Ringer
- Antonsson, Jan-Eric (* 1961), schwedischer Badmintonspieler
- Antonsson, Marcus (* 1991), schwedischer Fußballspieler
- Antonsson, Mikael (* 1981), schwedischer Fußballspieler
- Antonsson, Oscar (1898–1960), schwedischer Kunsthistoriker, Zeichner und Bildhauer

###### Antonu
- Antonucci, Angelo (* 1970), italienischer Filmregisseur
- Antonucci, Antonio Benedetto (1798–1879), Kardinal der katholischen Kirche
- Antonucci, Mirko (* 1999), italienischer Fußballspieler
- Antonutti, Omero (1935–2019), italienischer Schauspieler und Synchronsprecher

###### Antony
- Antony (* 2000), brasilianischer FußballspielerAntony (* 2000)

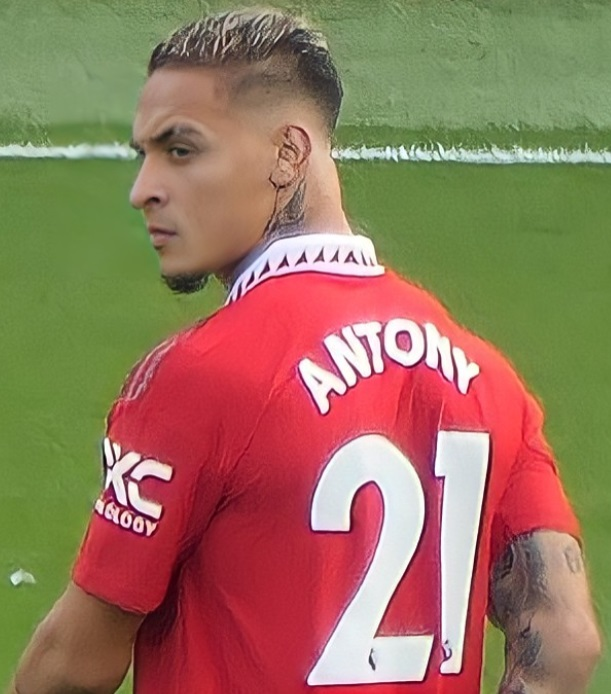
Antony (* 2000)

- Antony, A. K. (* 1940), indischer Politiker
- Antony, Bernard (* 1943), französischer Käsehändler, Affineur und Sachbuchautor
- Antony, Carlos (* 1988), brasilianischer Volleyballspieler
- Antony, Edwin Le Roy (1852–1913), US-amerikanischer Politiker
- Antony, Emile (* 1943), luxemburgischer Fußballspieler
- Antony, Florent (1913–1974), luxemburgischer Schauspieler
- Antony, Franz Joseph Aloys (1790–1837), katholischer Geistlicher, Kirchenmusiker, Pädagoge und Autor
- Antony, India (* 1980), deutsche Schauspielerin
- Antony, Kannikadass William (* 1965), indischer Geistlicher und emeritierter römisch-katholischer Bischof von Mysore
- Antony, Leo Rajendram (1927–2012), sri-lankischer Geistlicher, römisch-katholischer Bischof von Trincomalee-Batticaloa
- Antony, Louise, US-amerikanische Philosophin
- Antony, Ross (* 1974), deutsch-britischer Popsänger und MusicaldarstellerRoss Antony (* 1974)

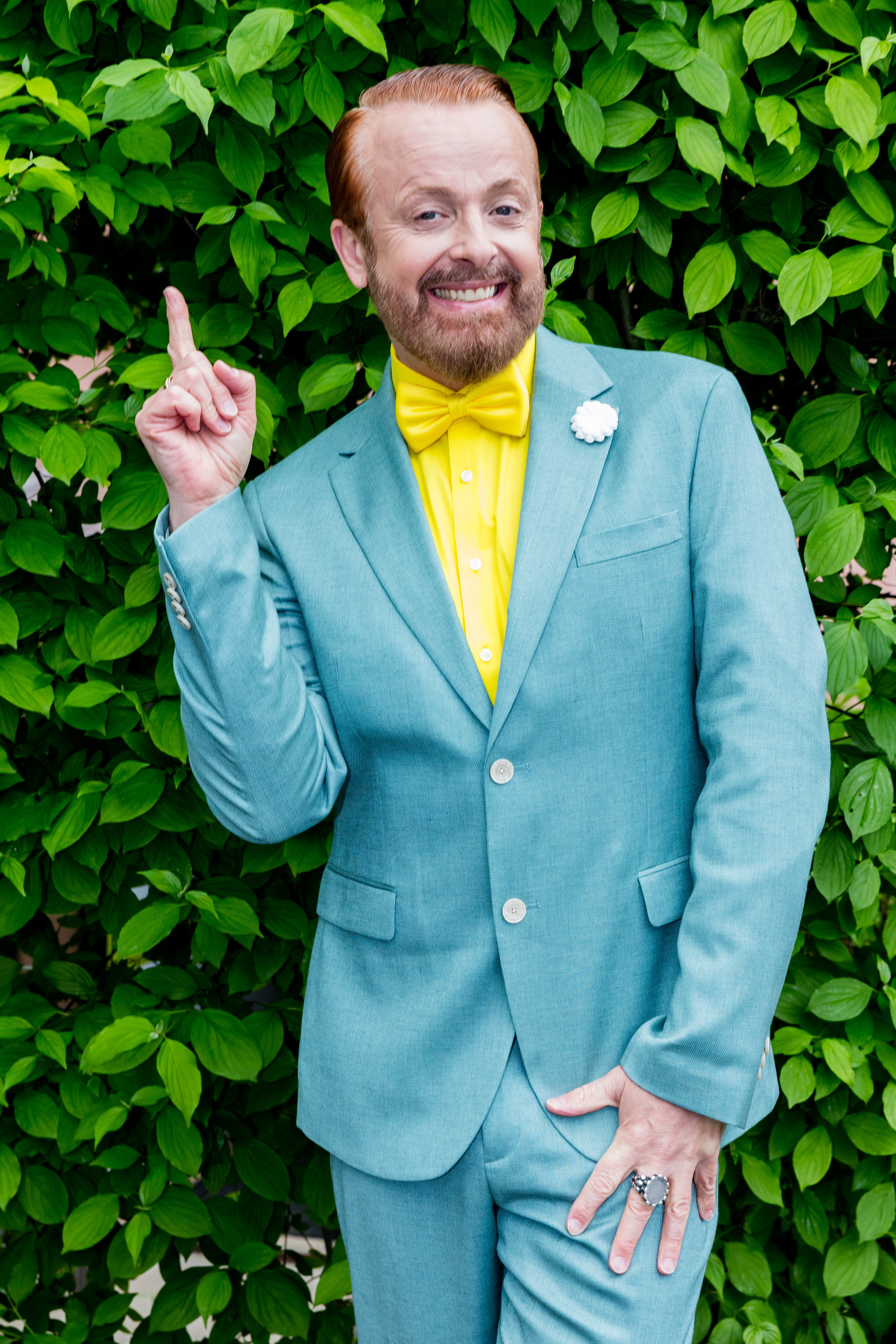
Ross Antony (* 1974)

- Antonyan, Elmira (* 1955), sowjetische und armenische Tischtennisspielerin
- Antonyan, Narine (* 1961), armenische Tischtennisspielerin
- Antonysamy, Francis (* 1946), indischer Geistlicher, emeritierter römisch-katholischer Bischof von Kumbakonam
- Antonysamy, George (* 1952), indischer Geistlicher, römisch-katholischer Erzbischof von Madras-Mylapore
- Antonytsch, Bohdan-Ihor (1909–1937), ukrainischer Poet und Prosaist
- Antonyuk, Sergey (* 1980), israelischer Badmintonspieler

##### Antoo
- Antoon (* 2002), niederländischer Sänger
- Antoons, Clara (* 1996), französische Schauspielerin

##### Antop
- Antopol, Molly (* 1979), US-amerikanische Schriftstellerin

##### Antor
- Antor, Alex (* 1979), andorranischer Skirennläufer
- Antor, Heinz (* 1959), deutscher Anglist und Hochschullehrer
- Antor, Senyo Gatror (1913–1986), ghanaischer Politiker und Diplomat
- Antorini, Christine (* 1965), dänische sozialdemokratische Politikerin, Mitglied des Folketing

##### Antos
- Antos, Gerd (* 1949), deutscher Sprachwissenschaftler
- Antoš, Jaroslav (* 1940), tschechoslowakischer Radrennfahrer
- Antoš, Václav (1905–1978), tschechischer Schwimmer
- Antosca, Nick (* 1983), amerikanischer Schriftsteller, Drehbuchautor und Filmproduzent
- Antosch, Daniel (* 2000), österreichischer Fußballspieler
- Antosch, Georg (1924–1993), deutscher Theater- und Filmkritiker
- Antoschin, Wladimir Sergejewitsch (1929–1994), sowjetischer Schachgroßmeister
- Antoschina, Tatjana Andrejewna (* 1982), russische Radrennfahrerin
- Antoschka (* 1954), russische Artistin und Clown
- Antoschkin, Nikolai Timofejewitsch (1942–2021), sowjetischer bzw. russischer General
- Antoski, Shawn (* 1970), kanadischer Eishockeyspieler
- Antošová, Barbora (* 2000), tschechische Skilangläuferin
- Antošová, Lenka (* 1991), tschechische Ruderin

##### Antov
- Antov, Draško (* 1938), deutsch-mazedonischer Autor, Journalist, Publizist und Moderator
- Antovski, Filip (* 2000), nordmazedonischer Fußballspieler

##### Antow
- Antow, Pawel Genrichowitsch (1957–2022), russischer Oligarch und Regionalpolitiker

#### Antr
- Antrak, Gunter (* 1941), deutscher Schriftsteller, Drehbuchautor und Kabarettist
- Antral, Robert Louis (1895–1939), französischer Maler, Plakatkünstler, Radierer und Lithograf
- Antranikian, Garabed (* 1951), deutscher Biologe
- Antrecht, Johann (1544–1607), deutscher Verwaltungsjurist und Lehrer
- Antrecht, Johann (1577–1646), Hessen-kasselscher Kanzleirat und Mitglied des Kriegsrats
- Antretter, Georg (* 1963), deutscher Dokumentarfilmer, Drehbuchautor und Regisseur
- Antretter, Robert (* 1939), deutscher Politiker (SPD), MdB
- Antretter, Thomas (* 1967), österreichischer Ingenieur und Hochschullehrer
- Antretter, Torben (* 1992), deutscher Unternehmer, Wirtschaftswissenschaftler und Autor
- Antrich, Adolf (1940–2024), österreichischer Fußballtorhüter
- Antrick, Otto (1858–1924), deutscher Industrieller und Politiker (SPD), MdR, Ministerpräsident des Freistaates Braunschweig
- Antrick, Otto (1909–1984), deutscher Politikwissenschaftler und Politiker (SPD)
- Antrim, Donald (* 1958), amerikanischer Schriftsteller
- Antrim, Harry (1884–1967), US-amerikanischer Schauspieler
- Antritter, Dieter (1929–2015), deutscher Jazzmusiker
- Antrobus, Charles (1933–2002), vincentischer Generalgouverneur von St. Vincent und die Grenadinen
- Antrobus, Peggy (* 1935), grenadische feministische Aktivistin
- Antropoff, Andreas von (1878–1956), deutscher Chemiker und Hochschullehrer
- Antropow, Alexander Andrejewitsch (* 1990), russischer Eishockeyspieler
- Antropow, Alexei Petrowitsch (1716–1795), russischer Maler
- Antropow, Andrei Michailowitsch (* 1967), sowjetischer und russischer Badmintonspieler
- Antropow, Nikolai (* 1980), kasachischer Eishockeyspieler
- Antrup, Wilhelm (1910–1984), deutscher Offizier und Flugzeugführer

#### Ants
- Antscherl, Otto (1895–1942), tschechoslowakischer Romanist und Literaturwissenschaftler, Opfer des Holocaust
- Antschimaa-Toka, Chertek Amyrbitowna (1912–2008), tuwinische Politikerin
- Antschow, Georgi, bulgarischer Naturbahnrodler
- Antson, Aleksander (1899–1945), estnischer Schriftsteller
- Antson, Ants (1938–2015), sowjetischer Eisschnellläufer und estnischer Sportfunktionär

#### Antt
- Anttalainen, Jussi (* 1904), finnischer Hammerwerfer
- Antti, Gerda (* 1929), schwedische Schriftstellerin
- Anttila, Erin (* 1977), finnische Sängerin
- Anttila, Inkeri (1916–2013), finnische Juristin, Politikerin und Hochschullehrerin
- Anttila, Kalle (1887–1975), finnischer Ringer
- Anttila, Liisa (* 1974), finnische Orientierungsläuferin, Ski-Orientierungsläuferin und Skilangläuferin
- Anttila, Marko (* 1985), finnischer Eishockeyspieler
- Anttola, Niko (* 2003), finnischer Skilangläufer
- Anttonen, Patrik (* 1980), schwedischer Fußballspieler

#### Antu
- Antulay, Abdul Rehman (1929–2014), indischer Politiker
- Antun Banek (1901–1987), jugoslawischer Radsportler, nationaler Meister im Radsport
- Antun, Farah (1874–1922), arabischer Journalist und Herausgeber
- Antuña, Francisco Solano (1793–1858), uruguayischer Politiker
- Antuna, Uriel (* 1997), mexikanischer Fußballspieler
- Antunes Coimbra, Eduardo (* 1947), brasilianischer Fußballspieler und -trainer
- Antunes da Rocha, Talita (* 1982), brasilianische Beachvolleyballspielerin
- Antunes de Souza, Lúcio (1863–1923), brasilianischer Geistlicher, Bischof von Botucatu
- Antunes, Alexis (* 2000), Schweizer Fussballspieler
- Antunes, Amaro (* 1990), portugiesischer Straßenradrennfahrer
- Antunes, Anderson Andrade (* 1981), brasilianischer Fußballspieler
- Antunes, António (* 1962), portugiesischer Schachspieler
- Antunes, António Lobo (* 1942), portugiesischer Psychiater und SchriftstellerAntónio Lobo Antunes (* 1942)

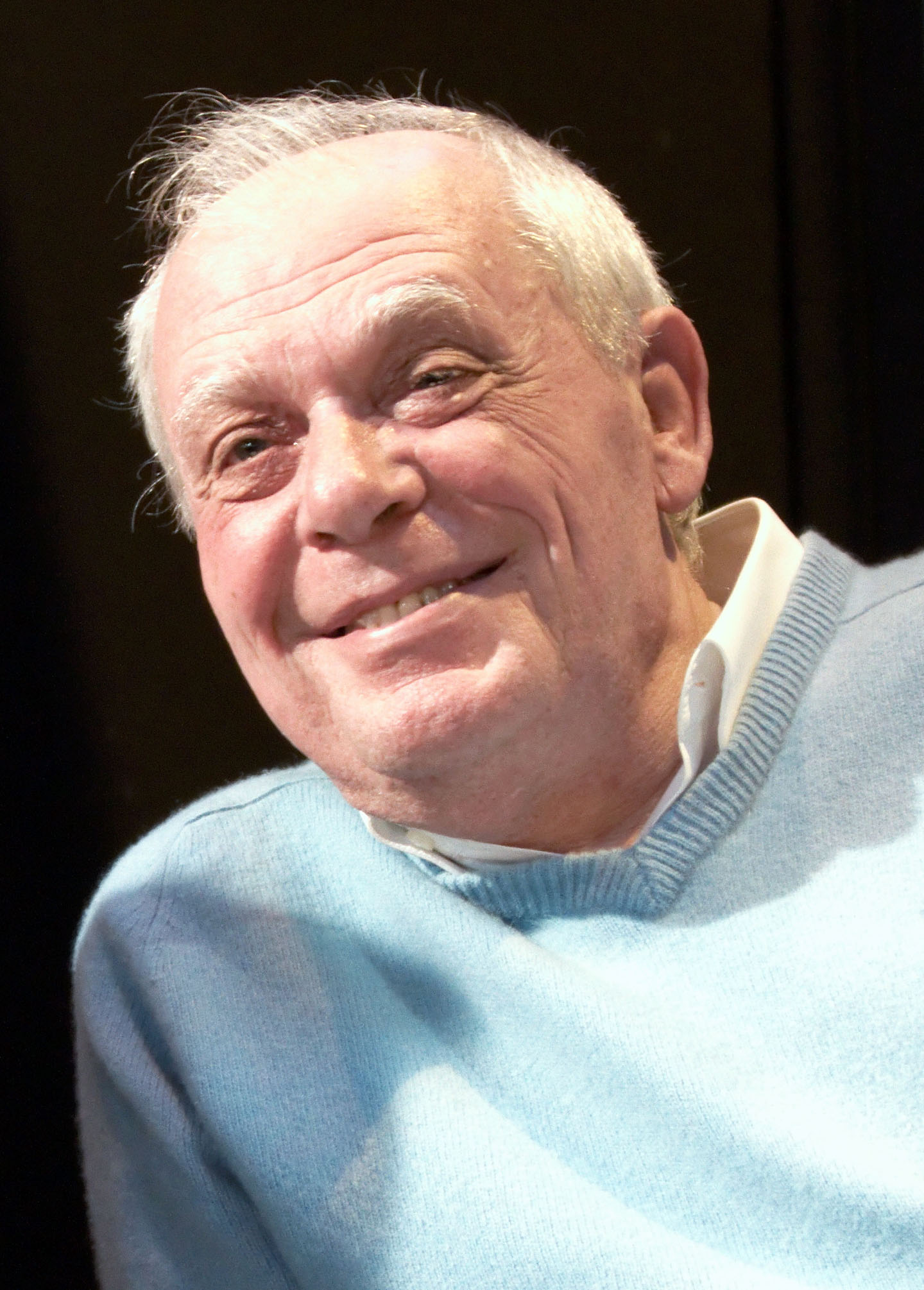
António Lobo Antunes (* 1942)

- Antunes, Arnaldo (* 1960), brasilianischer Dichter, Schriftsteller und Musiker
- Antunes, Diamantino Guapo (* 1966), portugiesischer Ordensgeistlicher und römisch-katholischer Bischof von Tete
- Antunes, Diogo (* 1992), portugiesischer Sprinter
- Antunes, Domingos Lopes, osttimoresischer Politiker
- Antunes, Ernesto Melo (1933–1999), portugiesischer Politiker aus der Zeit der Nelkenrevolution
- Antunes, Gabriela (1937–2004), angolanische Schriftstellerin und Lehrerin
- Antunes, Hugo (* 1974), portugiesischer, in Belgien lebender Jazz- und Improvisationsmusiker (Kontrabass)
- Antunes, Jorge (* 1942), brasilianischer Komponist der Neuen Musik
- Antunes, José Maria (1913–1991), portugiesischer Fußballspieler und -trainer
- Antunes, Leonor (* 1972), portugiesische bildende Künstlerin
- Antunes, Mélissa (* 1990), portugiesische Fußballspielerin
- Antunes, Ricardo Frederico Rodrigues (* 1974), brasilianischer Fußballspieler
- Antunes, Rúben (* 1999), portugiesischer Hammerwerfer
- Antunes, Virgílio do Nascimento (* 1961), portugiesischer Geistlicher, katholischer Bischof von Coimbra
- Antunes, Vitorino (* 1987), portugiesischer Fußballspieler
- Antúnez, Fabián (* 1969), argentinischer Ordensgeistlicher, römisch-katholischer Bischof von San José de Mayo in Uruguay
- Antunović, Adrijan (* 1989), kroatischer Fußballspieler
- Antunovic, Arijana (* 1980), deutsche Schauspielerin und Fotomodell
- Antunović, Karla (* 2002), kroatische Volleyballspielerin
- Antunović, Željka (* 1955), kroatische Politikerin
- Antunovich, Joe (* 1948), neuseeländischer Diskuswerfer
- Antuofermo, Logann, französischer Schauspieler
- Antuofermo, Vito (* 1953), italienischer Boxweltmeister und Schauspieler

#### Antw
- Antweiler, Christoph (* 1956), deutscher Ethnologe
- Antwerp, Robert L. Van (* 1950), US-amerikanischer Offizier, Generalleutnant der US-Army
- Antwerpen, Marco (* 1971), deutscher Fußballspieler und -trainer
- Antwerpen, Maria van (1719–1781), niederländische Transgender-Frau
- Antwerpes, Franz-Josef (* 1934), deutscher Politiker (SPD), MdL, Regierungspräsident
- Antwerpes, Michael (* 1963), deutscher SportmoderatorMichael Antwerpes (* 1963)

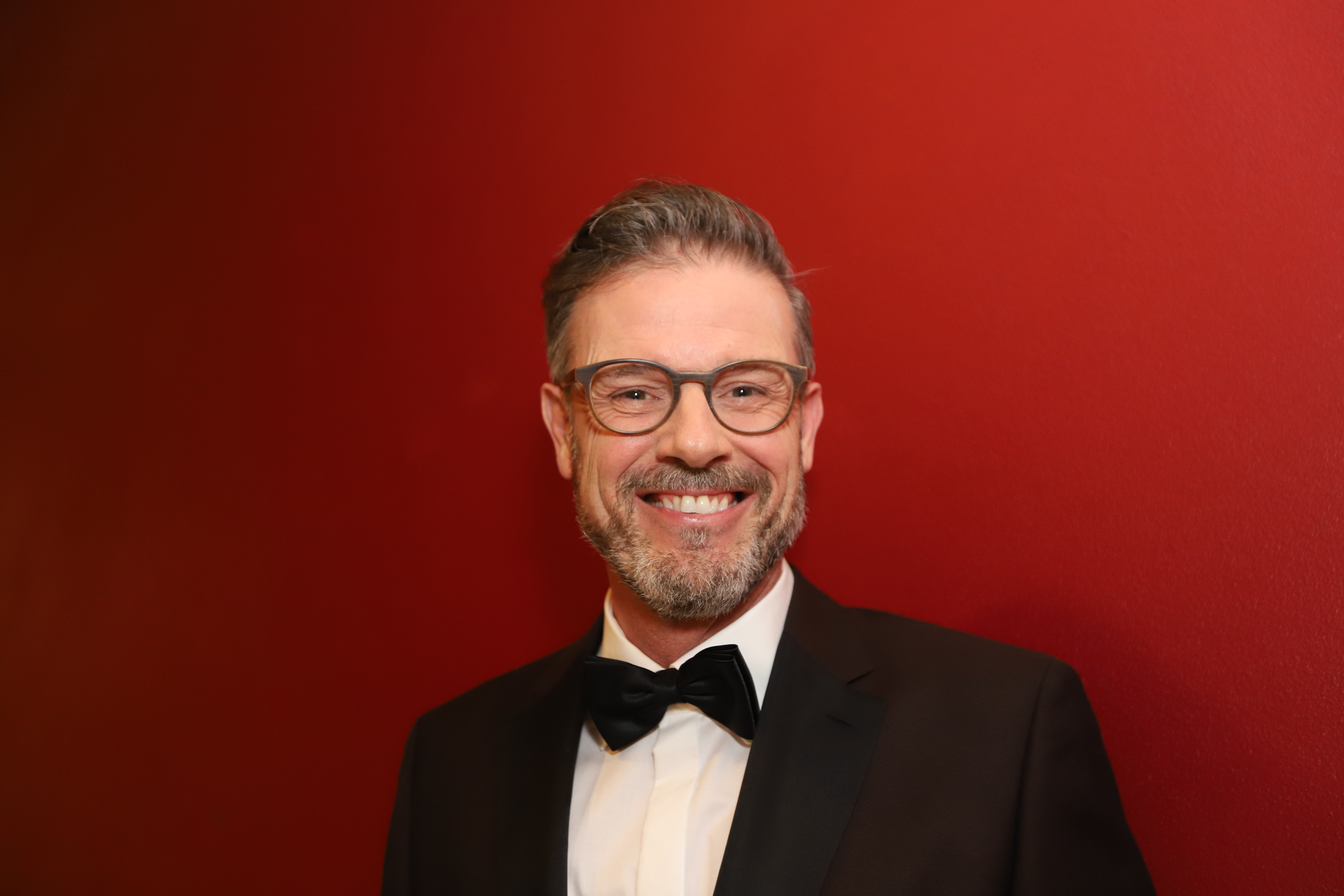
Michael Antwerpes (* 1963)

- Antwi-Adjei, Christopher (* 1994), ghanaisch-deutscher Fußballspieler
- Antworter, Georg († 1499), Weihbischof in Würzburg

#### Anty
- Antychowytsch, Andrij (1996–2022), ukrainischer KampfpilotAndrij Antychowytsch (1996–2022)

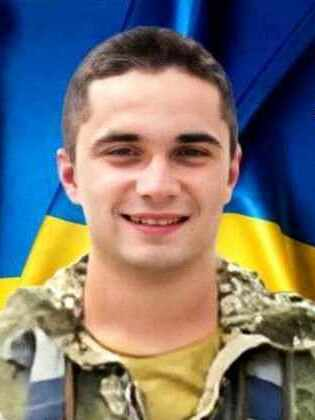
Andrij Antychowytsch (1996–2022)

- Antyllos, griechischer Chirurg und Arzt
- Antyp, Petro (* 1959), sowjetisch-ukrainischer Bildhauer
- Antypas, Marinos (1872–1907), griechischer Journalist und einer der ersten sozialistischen Aktivisten des Landes
- Antypenko, Tetjana (* 1981), ukrainische Skilangläuferin
- Antypina, Olena (* 1979), ukrainische Tennisspielerin

#### Antz
- Antz, Christian (* 1961), deutscher Kunsthistoriker und Kulturmanager
- Antz, Eduard Ludwig (1876–1944), deutscher Ingenieur, Unternehmer, Genealoge und Autor
- Antz, Joseph (1880–1960), deutscher Pädagoge
- Antz, Karl Cäsar (1805–1859), deutscher Arzt und Botaniker
- Antz, Walter (1888–1955), deutscher Polizeipräsident und bayerischer Staatsbeamter
- Antzas, Paraskevas (* 1976), griechischer Fußballspieler
- Antze, Christian (1775–1845), deutscher Jurist und Politiker
- Antze, Oskar (1878–1962), deutscher Mediziner und Schachspieler

### Anu
- Anu Singharach (* 1984), thailändischer Fußballspieler
- Anu-aba-uter, babylonischer Sterndeuter
- Anu-uballit Kephalon, Stadtherr von Uruk
- Anuar, Azroy (* 1999), malaysischer Motorradrennfahrer
- Anuar, Shawal (* 1991), singapurischer Fußballspieler
- Anuawar, Ahmad Haidar (* 1986), malaysischer Radrennfahrer
- Anubion, griechischer astrologischer Dichter
- Anucha Chaiwong (* 1985), thailändischer Fußballspieler
- Anucha Kaenthongchan (* 1991), thailändischer Fußballspieler
- Anucha Kitphongsri (* 1983), thailändischer Fußballspieler
- Anucha Suksai (* 1992), thailändischer Fußballspieler
- Anuchit Chuchee (* 1997), thailändischer Fußballspieler
- Anuchit Ngrnbukkol (* 1993), thailändischer Fußballspieler
- Anuchit Sompakdee (* 2004), thailändischer Fußballspieler
- Anuel AA (* 1992), puerto-ricanischer Rapper und SängerAnuel AA (* 1992)

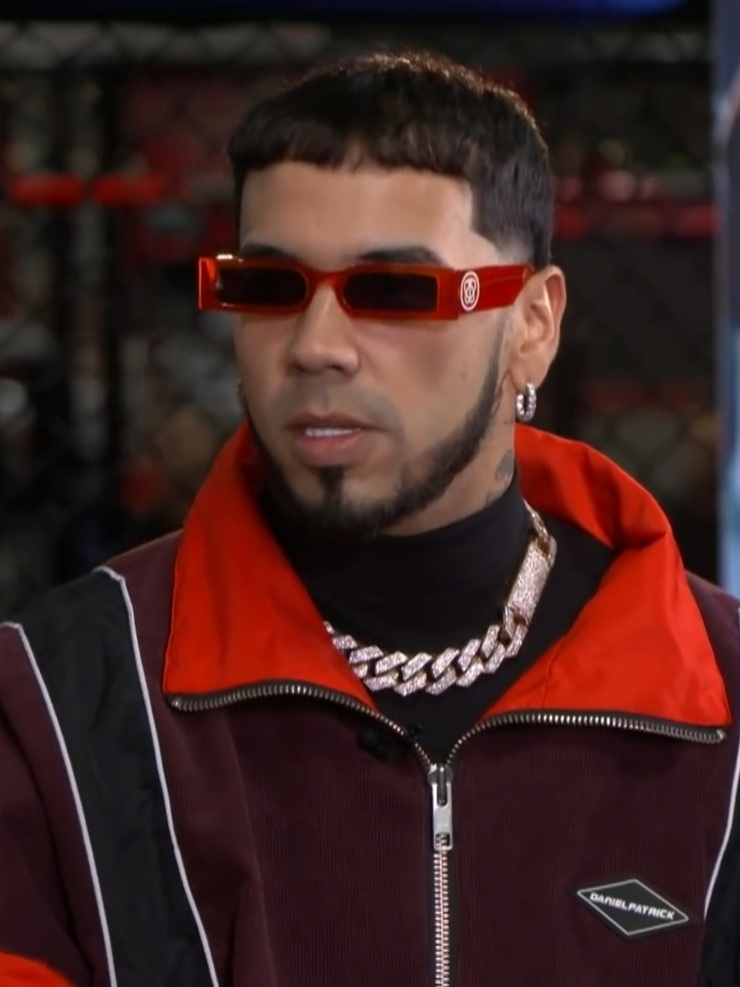
Anuel AA (* 1992)

- Anufrijew, Alexander Alexandrowitsch (1926–1966), sowjetischer Leichtathlet
- Anugama (* 1952), deutscher New-Age- und Ambient-Musiker
- Anujin, Purev-Ochiryn (* 1977), mongolische Politikerin (MVP)
- Anukorn Sangrum (* 1984), thailändischer Fußballspieler
- Anukun Fomthaisong (* 1997), thailändischer Fußballspieler
- Anüll, Ian (* 1948), Schweizer Künstler
- Anulow, Leonid Abramowitsch (1897–1974), sowjetischer Spion
- Anuluk Yeunhan (* 1998), thailändischer Fußballspieler
- Anum-muttabil, König von Der
- Anumba, Ashley (* 1999), nigerianische Diskuswerferin US-amerikanischer Herkunft
- Anunciação, Tomás da (1818–1879), portugiesischer Maler
- Anund, schwedischer Sagenkönig
- Anund Jakob († 1050), König von Schweden (1022–1050)
- Anundsen, Anders (* 1975), norwegischer Politiker
- Anunga, Brian (* 1996), kamerunischer Fußballspieler
- Anuno, José (* 1966), osttimoresischer Politiker
- Anunoby, OG (* 1997), britischer BasketballspielerOG Anunoby (* 1997)

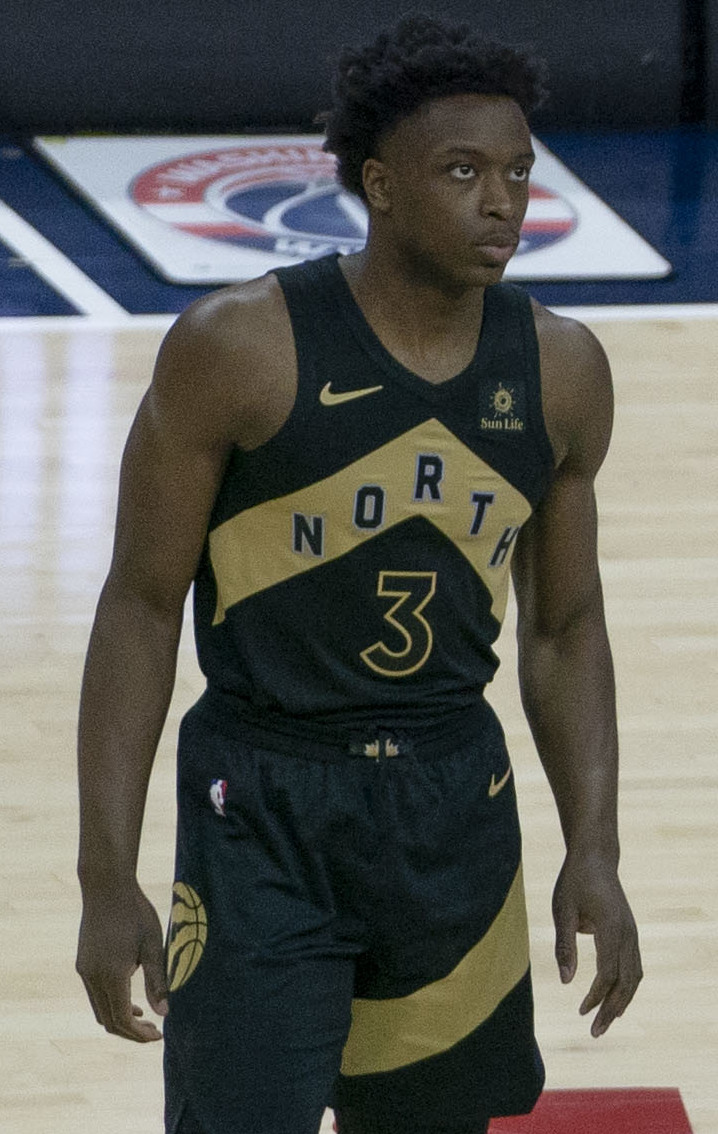
OG Anunoby (* 1997)

- Anupan Kerdsompong (* 1994), thailändischer Fußballspieler
- Anuphong Kanyalang (* 2000), thailändischer Fußballspieler
- Anupong Paochinda (* 1949), thailändischer General
- Anura, Andre (* 1999), malaysischer Weit- und Dreispringer
- Anurak Kamonjit (* 1987), thailändischer Fußballspieler
- Anurak Mungdee (* 2002), thailändischer Fußballspieler
- Anurut (1737–1819), König von Luang Phrabang
- Anusak Jaiphet (* 1999), thailändischer Fußballspieler
- Anusak Laosangthai (* 1992), thailändischer Fußballspieler
- Anušauskas, Arvydas (* 1963), litauischer Historiker und Politiker
- Anusch († 1687), Khan des Khanats Chiwa
- Anusch-Tegin Ghartschai, türkischer Militärsklave
- Anuschtegin ad-Duzbiri († 1042), Statthalter der Fatimiden in Palästina und Syrien
- Anušić, Dalibor (* 1976), bosnisch-kroatischer Handballspieler
- Anusit Termmee (* 1995), thailändischer Fußballspieler
- Anuson Thaloengram (* 2003), thailändischer Fußballspieler
- Anusorn Chansod (* 1989), thailändischer Fußballspieler
- Anusorn Phrmprasit (* 1986), thailändischer Fußballspieler
- Anusorn Srichaloung (* 1989), thailändischer Fußballspieler
- Anusz, Andrzej (* 1965), polnischer Politiker, Sejm-Abgeordneter
- Anuszkiewicz, Richard (1930–2020), US-amerikanischer Maler und Grafiker
- Anuth, Bernhard Sven (* 1973), deutscher Theologe und Hochschullehrer
- Anutin Charnvirakul (* 1966), thailändischer Politiker (Bhumjaithai-Partei)
- Anutschin, Dmitri Nikolajewitsch (1843–1923), russischer Geograph
- Anutschin, Wassili Iwanowitsch (1875–1941), russischer Ethnograf und Journalist
- Anuvong (1767–1829), König des laotischen Königreiches Vientiane
- Anuwa Koowing (* 2001), thailändischer Fußballspieler
- Anuwat Inyin (* 1985), thailändischer Fußballspieler
- Anuwat Matarat (* 2002), thailändischer Fußballspieler
- Anuwat Noicheunphan (* 1988), thailändischer Fußballspieler
- Anuwat Phikulsri (* 1999), thailändischer Fußballspieler
- Anuwat Piankaew (* 1998), thailändischer Fußballspieler
- Anuwat Promyotha (* 1990), thailändischer Fußballspieler
- Anuwat Sornchai (* 1989), thailändischer Fußballspieler
- Anuwat Yungyuen (* 1990), thailändischer Fußballspieler
- Anuyut Mudlem (* 1999), thailändischer Fußballspieler

### Anv
- Anvar, Cas (* 1966), kanadischer SchauspielerCas Anvar (* 1966)

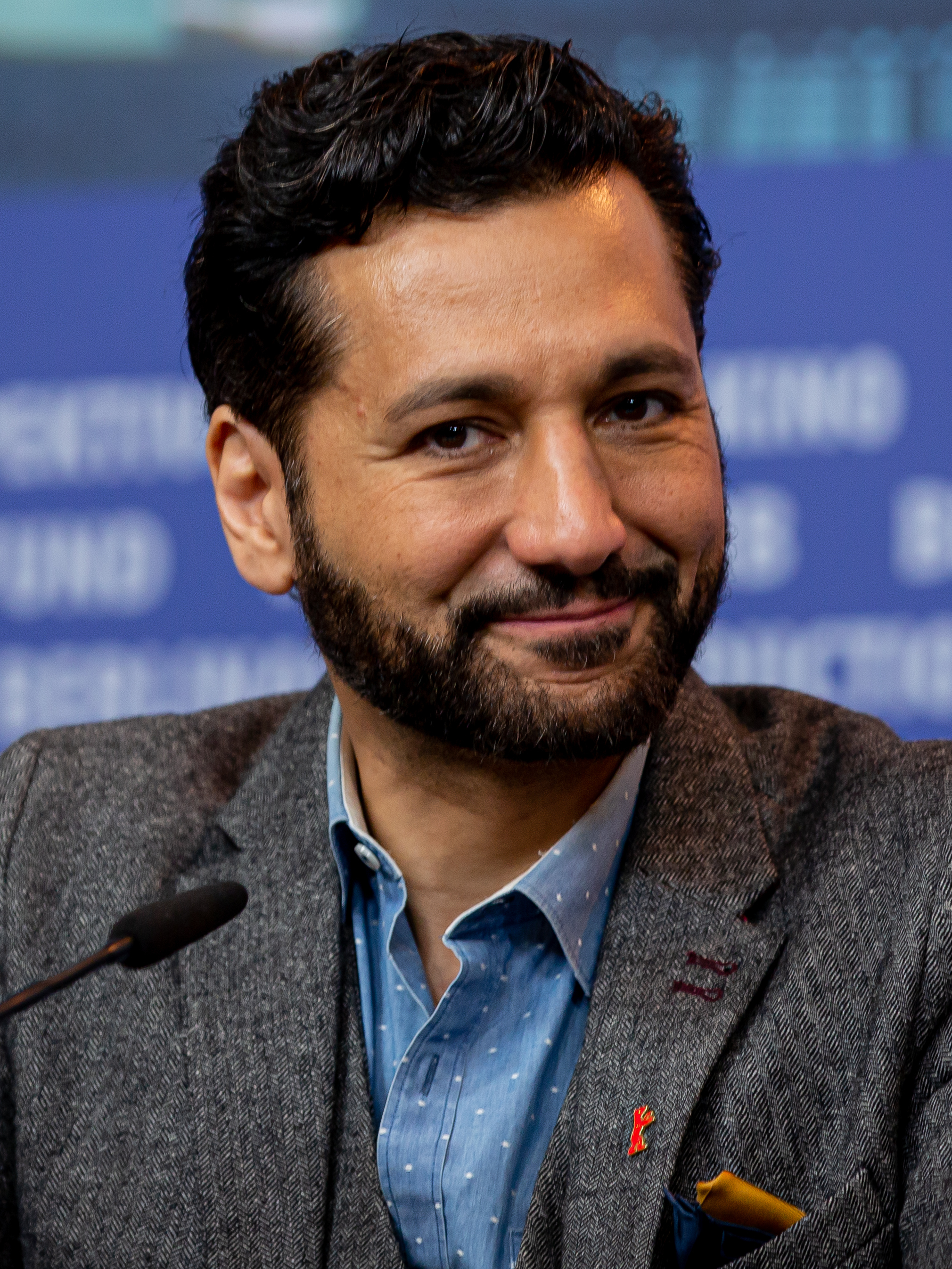
Cas Anvar (* 1966)

- Anvari, Babak, iranisch-britischer Filmemacher
- Anvarov, Anvar (* 2000), usbekischer Weitspringer
- Anvegård, Anna (* 1997), schwedische Fußballspielerin
- Anvelt, Andres (* 1969), estnischer Politiker
- Anvelt, Jaan (1884–1937), estnischer Kommunist und Schriftsteller
- Anvelt, Leo (1908–1983), estnischer Schriftsteller und Literaturwissenschaftler
- Anvidalfarei, Lois (* 1962), italienischer Bildhauer (Südtirol)
- Anvik, Ginge (* 1970), norwegischer Komponist
- Anvil, Christopher (1925–2009), US-amerikanischer Science-Fiction-Autor

### Anw
- Anwa A-Leemama (* 2000), thailändischer Fußballspieler
- Anwand, Oskar (1872–1946), deutscher Schriftsteller
- Anwander, Gabriel (* 1956), Schweizer Landwirt und Krimiautor
- Anwander, Hermann, deutscher Skispringer
- Anwander, Johann (1715–1770), deutscher Rokokomaler und Freskant
- Anwander, Johann Baptist (* 1745), deutscher Rokoko-Maler
- Anwander, Johann Martin (1740–1798), altösterreichischer Orgelbauer
- Anwander, Manuela (* 1992), deutsche Eishockeyspielerin
- Anwander, Maria (* 1980), österreichische zeitgenössische Künstlerin
- Anwander, Martin (1780–1838), österreichischer Orgelbauer
- Anwander, Norbert (* 1960), deutscher Journalist und Moderator
- Anwandter, Carl (1801–1889), deutscher Apotheker
- Anwar Fazal (* 1941), malaysischer Verbraucherschützer
- Anwar Ibrahim (* 1947), malaysischer Politiker und Vize-Premierminister
- Anwar, Chairil (1922–1949), indonesischer Dichter
- Anwar, Gabrielle (* 1970), britische Schauspielerin und FilmproduzentinGabrielle Anwar (* 1970)

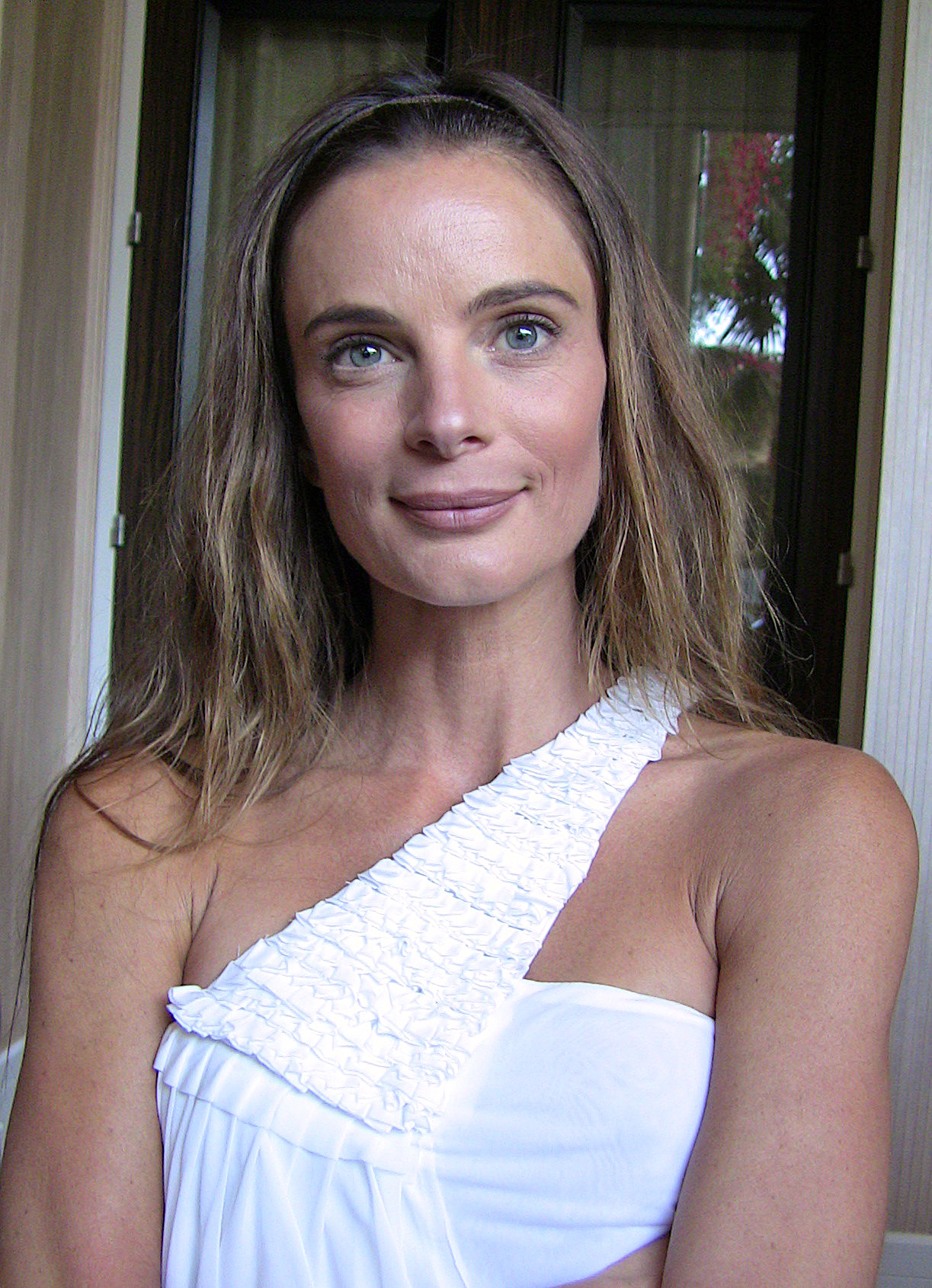
Gabrielle Anwar (* 1970)

- Anwar, Memet-Ali (* 1997), chinesischer Fußballspieler
- Anwar, Mina (* 1969), britische Schauspielerin
- Anwar, Sabiullah (* 1972), deutscher Schauspieler
- Anwar, Saeed (1943–2004), pakistanischer Hockeyspieler
- Anwar, Tariq (* 1945), britischer Filmeditor
- Anwari, Fahim (* 1999), afghanischer Schwimmer
- Anwari, Zaki (2002–2021), afghanischer Fußballspieler
- Anweil, Christoph Daniel von (1564–1620), baden-durlachischer Landvogt
- Anweil, Hans Albrecht von († 1568), Bürgermeister von Freiburg, badischer Landvogt von Rötteln
- Anweil, Hans Burkhard von († 1593), Obervogt von Herrenberg, Hofrichter in Tübingen
- Anweiler, Oskar (1925–2020), deutscher Erziehungswissenschaftler
- Anweiler, Paweł (* 1950), polnischer lutherischer Theologe und Bischof
- Anweiler, Uwe (* 1961), deutscher Fußballspieler
- Anwender, Heinrich (1882–1948), rumäniendeutscher Journalist, Politiker und Buchdrucker
- Anwer, Aiman (* 1991), pakistanische Cricketspielerin
- Anwil, Fritz Jakob von, Hofmeister am Hochstift Konstanz und Obervogt in Bischofszell

### Any
- Any, Ange Mikael Fabrice (* 1995), ivorischer Fußballspieler
- Anya, Ikechi (* 1988), schottischer Fußballspieler
- Anyang Agbor, Sarah, kamerunische Literaturwissenschaftlerin und Kommissarin der Afrikanischen Union für Humanressourcen, Wissenschaft und Technologie
- Anyango, Emmaculate (* 2000), kenianische Langstreckenläuferin
- Anyaoku, Emeka (* 1933), nigerianischer Diplomat und Außenminister, Botschafter bei den Vereinten Nationen und Generalsekretär des Commonwealth, Präsident des WWF
- Anybody Killa (* 1973), US-amerikanischer Rapper
- Anyembe, Daniel (* 1998), dänischer Fußballspieler
- Anyidoho, Kofi (* 1947), ghanaischer Literaturwissenschaftler und Schriftsteller
- Anyilunda, Jacques Tukumbé Nyimbusède (* 1946), togoischer Geistlicher, emeritierter römisch-katholischer Bischof von Dapaong
- Anyogu, John of the Cross (1898–1967), nigerianischer römisch-katholischer Bischof
- Anyomi, Nicole (* 2000), deutsche FußballspielerinNicole Anyomi (* 2000)

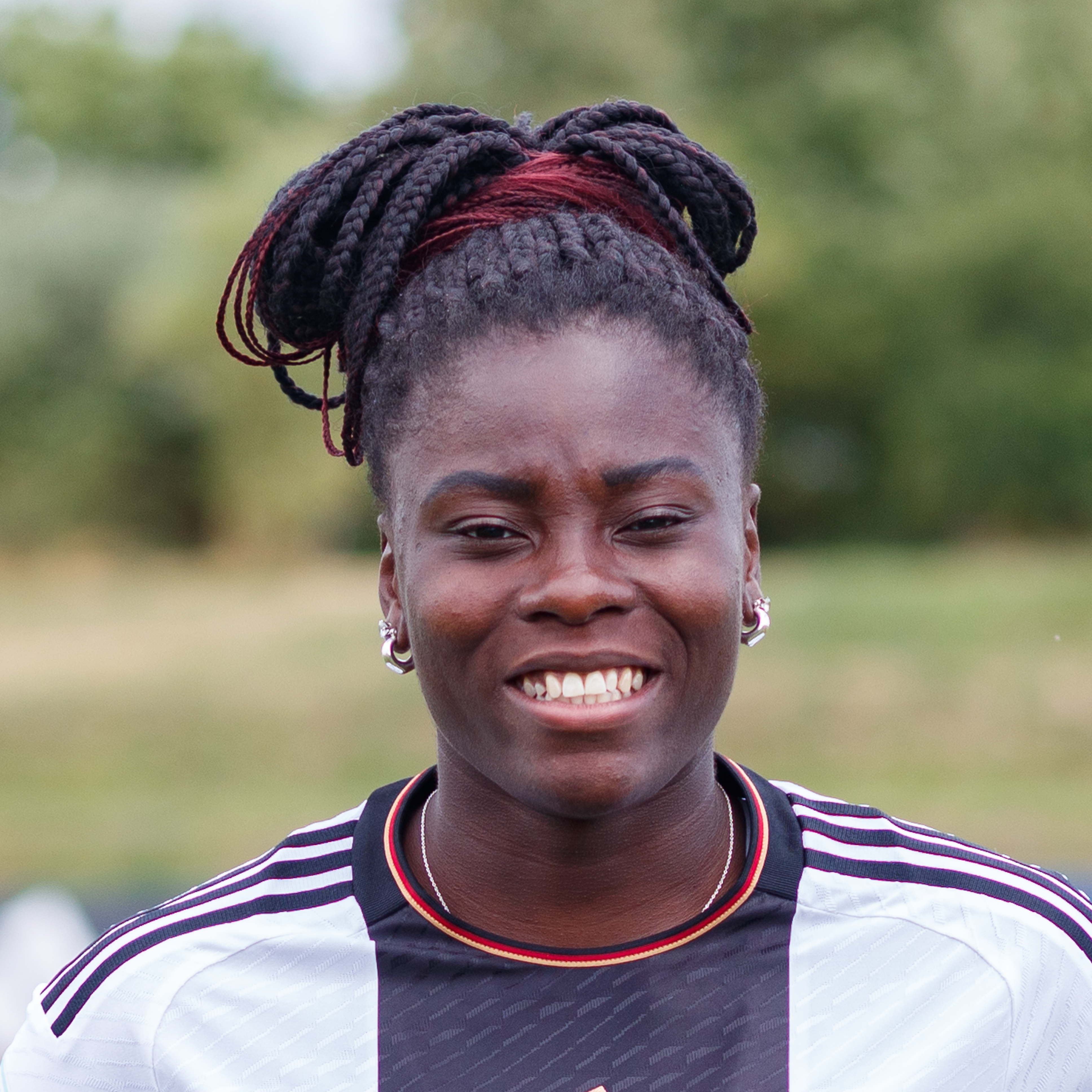
Nicole Anyomi (* 2000)

- Ányos, Pál (1756–1784), ungarischer Dichter
- Anys, Georgette (1909–1993), französische Film- und Theaterschauspielerin
- Anys, Lothar (* 1940), deutscher evangelischer Pfarrer, Politiker (DSU), MdV
- Anysas, Martynas (1895–1974), litauischer Jurist, Historiker und Diplomat
- Anysia von Thessaloniki († 304), christliche Heilige und Märtyrerin
- Anysio, Chico (1931–2012), brasilianischer Schauspieler, Schriftsteller, Komiker
- Anyte von Tegea, griechische Dichterin
- Anytos, Sohn des Anthemion
- Anyuru, Johannes (* 1979), schwedischer Schriftsteller und Poet

### Anz
- Anz, Heinrich (1797–1865), deutscher Beamter und Politiker
- Anz, Heinrich (1870–1944), deutscher Lehrer und Direktor am Ernestinum Gotha
- Anz, Heinrich (1879–1933), deutscher Jurist
- Anz, Heinrich (1910–1973), deutscher Jurist und Ministerialbeamter
- Anz, Heinrich (* 1942), deutscher Literaturwissenschaftler und Hochschullehrer
- Anz, Thomas (* 1948), deutscher Germanist und Hochschullehrer
- Anz, Wilhelm (1904–1994), deutscher Philosoph
- Anza, Juan Bautista de (1736–1788), spanischer Entdecker
- Anzà, Santo (* 1980), italienischer Radrennfahrer
- Anzaghi, Davide (* 1936), italienischer Komponist und Hochschullehrer
- Anzai, Fuyue (1898–1965), japanischer Schriftsteller
- Anzai, Hiroshi (1901–1990), japanischer Unternehmer im Bereich Gas
- Anzai, Kaito (* 1998), japanischer Fußballspieler
- Anzai, Kazuki (* 1994), japanischer Fußballspieler
- Anzai, Kōki (* 1995), japanischer Fußballspieler
- Anzai, Nobuyuki (* 1972), japanischer Manga-Zeichner
- Anzai, Soma (* 2002), japanischer Fußballspieler
- Anzai, Tatsuya (* 1996), japanischer Fußballspieler
- Anzai, Yuto (* 2005), japanischer Fußballspieler
- Anzaldúa, Gloria (1942–2004), US-amerikanische Autorin, Intellektuelle und Aktivistin
- Anzalone, Alex (* 1994), US-amerikanischer American-Football-Spieler
- Anzani, Alessandro (1877–1956), italienischer Ingenieur und Rennfahrer
- Anzani, Francesco (1809–1848), italienischer Offizier und Freiheitskämpfer
- Anzari, Tomáš (* 1970), tschechischer Tennisspieler
- Anzawa, Heijirō (1887–1970), japanischer Bogenschütze
- Anzaze, Königin der Elymais
- Anzeigenhauptmeister, deutscher Anzeigenerstatter von VerkehrsverstößenAnzeigenhauptmeister

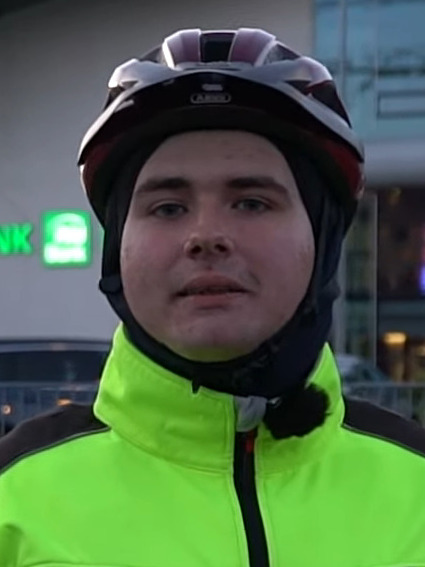
Anzeigenhauptmeister

- Anzeletti, Ernst (* 1954), österreichischer Beamter und Bezirkshauptmann im Bezirk Wiener Neustadt
- Anzelewski, Fedja (1919–2010), deutscher Kunsthistoriker
- Anzén, Mikael, schwedischer Diplomat
- Anzenbacher, Arno (* 1940), österreichischer Theologe und Hochschullehrer
- Anzenberger, Alois (1923–2005), österreichischer Politiker (ÖVP), Landtagsabgeordneter in Niederösterreich, Mitglied des Bundesrates
- Anzenberger, Friedrich (* 1960), österreichischer Musikforscher und Musikpädagoge
- Anzenberger, Philipp (* 1986), österreichischer Jurist
- Anzenberger, Regina Maria, österreichische Künstlerin, Kuratorin, Galeristin sowie Leiterin einer Agentur für Fotografen
- Anzenberger, Toni (* 1969), österreichischer Radsportler, Fotograf und Reisejournalist
- Anzenberger, Werner (* 1962), österreichischer Jurist und Historiker
- Anzengruber, Gerhard (* 1958), österreichischer Politiker (ÖVP)
- Anzengruber, Johann (1810–1844), österreichischer Schriftsteller
- Anzengruber, Johannes (* 1979), österreichischer Politiker (parteilos), VizebürgermeisterJohannes Anzengruber (* 1979)

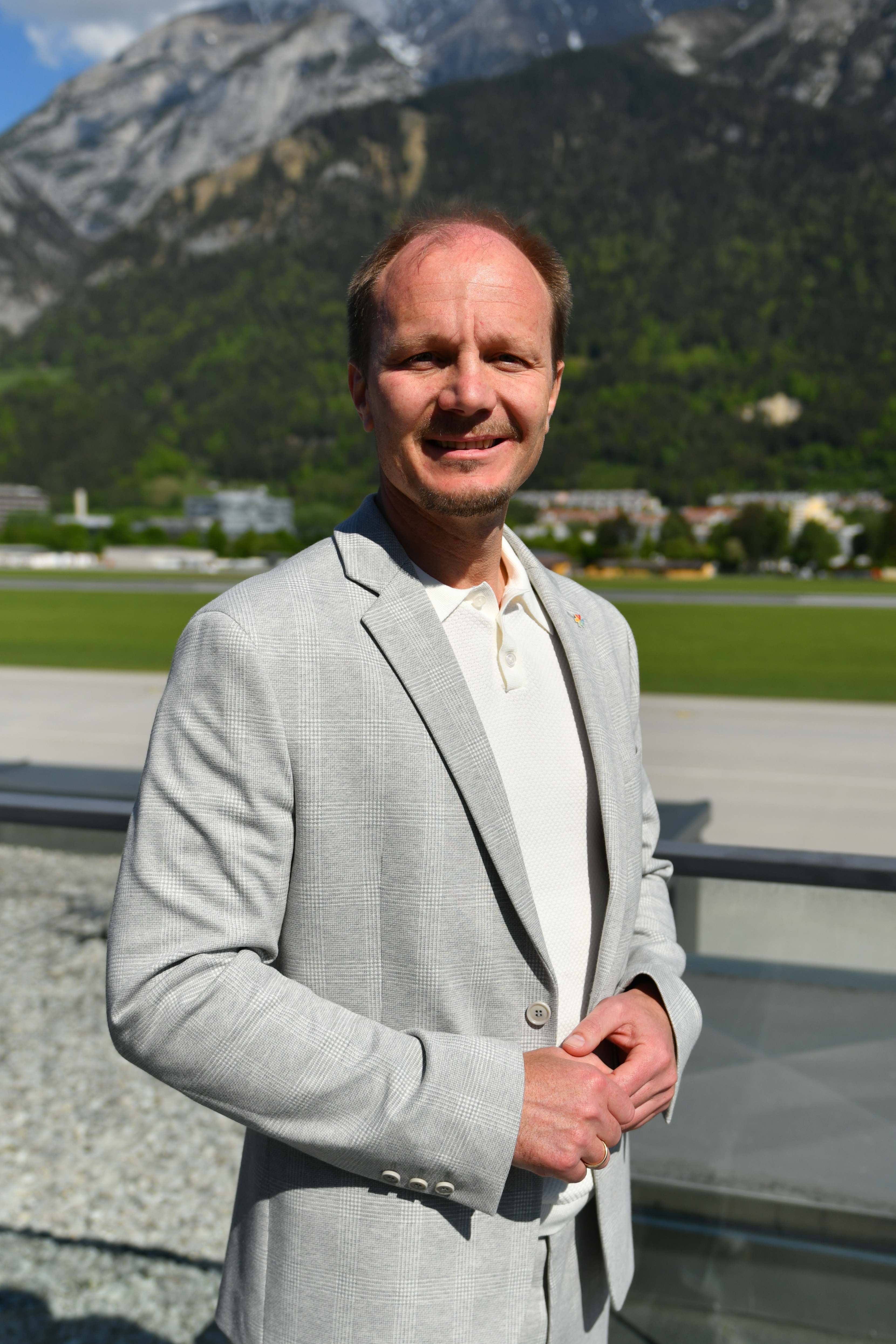
Johannes Anzengruber (* 1979)

- Anzengruber, Ludwig (1839–1889), österreichischer Schriftsteller
- Anzengruber, Wolfgang (* 1956), österreichischer Manager
- Anzenhofer, Thomas (* 1959), deutscher Schauspieler
- Anzer, Johann Baptist von (1851–1903), deutscher Ordensgeistlicher und Missionar, Bischof der deutschen Chinamission
- Anzew, Michail Wassiljewitsch (1865–1945), russisch-sowjetischer belarussischer Komponist
- Anzi, Stefano (* 1949), italienischer Skirennläufer und Unternehmer
- Anzia, Gérard (* 1966), luxemburgischer Politiker (Déi Gréng)
- Anzieu, Didier (1923–1999), französischer Psychoanalytiker
- Anziferow, Nikolai Pawlowitsch (1889–1958), sowjetischer Historiker
- Anzill, Werner (* 1940), deutscher Fußballspieler
- Anzilotti, Dionisio (1867–1950), italienischer Jurist und Präsident des Ständigen Internationalen Gerichtshofs
- Anzilotti, Luca, deutscher Musikproduzent
- Anzinger, Dorothea (* 1958), deutsche Schauspielerin und Synchronsprecherin
- Anzinger, Heribert (* 1973), deutscher Rechtswissenschaftler und Hochschullehrer
- Anzinger, Joschi (* 1958), österreichischer Mundartautor
- Anzinger, Rudolf (* 1952), deutscher Verwaltungsjurist, Staatssekretär
- Anzinger, Siegfried (* 1953), österreichischer MalerSiegfried Anzinger (* 1953)

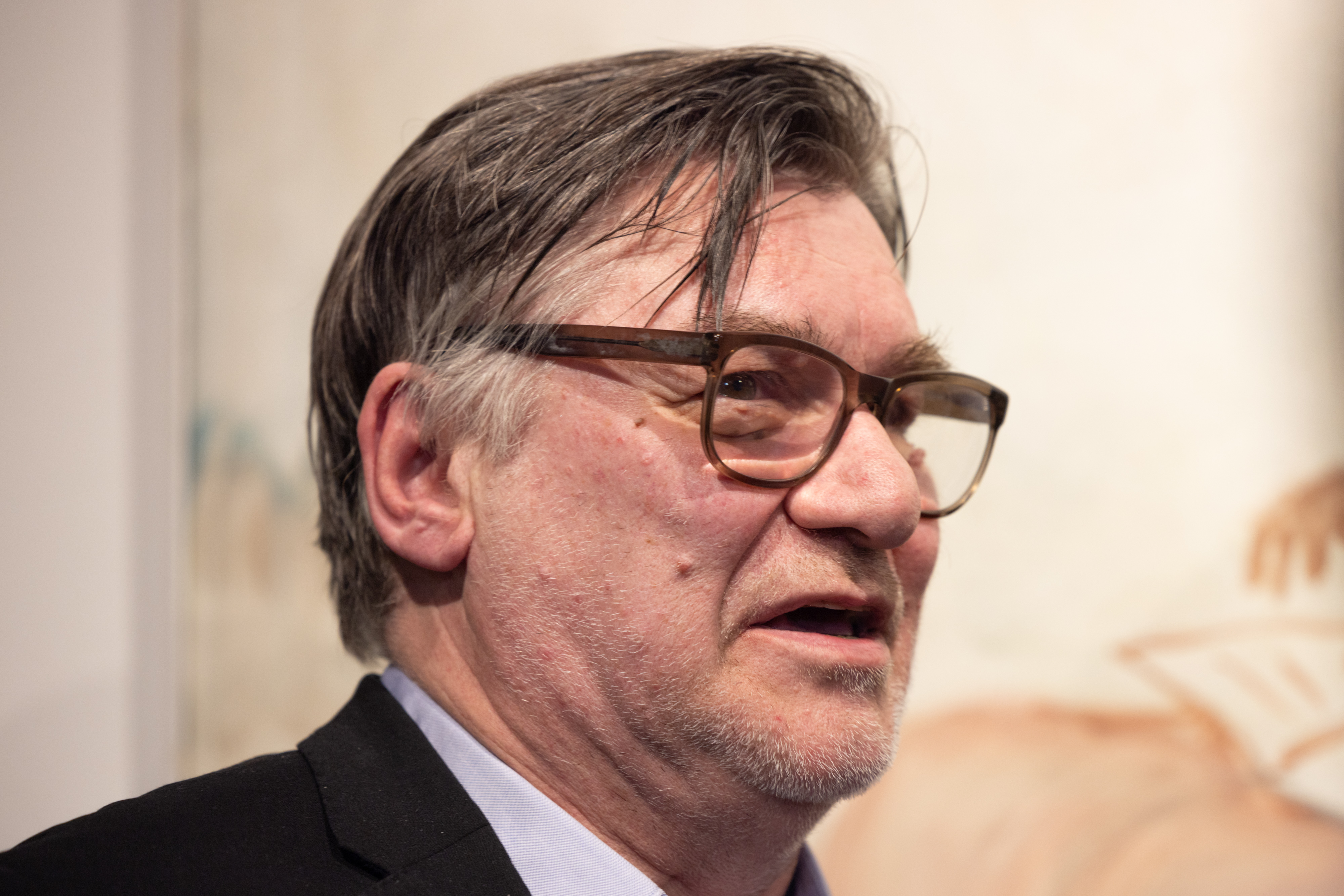
Siegfried Anzinger (* 1953)

- Anziutti, Nicholas (* 1992), italienischer Grasskiläufer
- Anzola, Edgar J. (1883–1981), venezolanischer Filmproduzent, Rundfunkpionier, Journalist und Karikaturist
- Anzoletti, Marco (1867–1929), italienischer Komponist und Geiger
- Anzolin, Matteo (* 2000), italienischer Fußballspieler
- Anzolin, Roberto (1938–2017), italienischer Fußballtorwart
- Anzu, Sayuri (* 1983), japanisches Idol, Fotomodell, Schauspielerin und Sängerin
- Anzuluni, Yannick (* 1987), kanadischer Basketballspieler
- Anzupowa, Tetjana (* 1976), ukrainische Juristin
- Anzybor, Maryna (* 1987), ukrainische Skilangläuferin
- Anzyferow, Danila Jakowlewitsch († 1712), Forschungsreisender